# Портрет
Портре́т або портре́тний жанр (фр. portrait) — мальоване, скульптурне або фотографічне зображення людини або групи людей, а також відповідний жанр образотворчого мистецтва. Багато портретів створено і в гравюрі.

## Історичні дані

### Портрет Стародавнього Єгипту

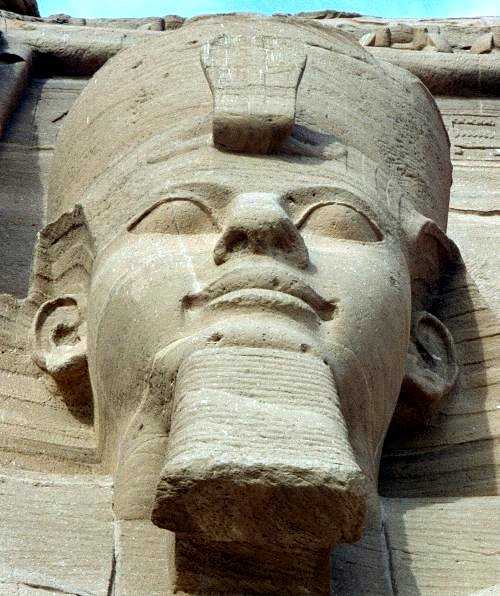
Фараон Рамзес II. Деталь храму в Абу-Симбелі

В сучасному термінологічному розумінні портрет виник в Стародавньому Єгипті. Перші портрети зображають фараонів і пов'язані з культом мертвих, що існував в державі. Портрет виникає на фігурках двійника померлого. Чим більш схожим був двійник, тим більше він вважався втіленням небіжчика. Але обожнення фараона запровадило появу портретних скульптур великого розміру ще за життя особи.
Фараона подавали на троні, а його фігура зберігала силует прямокутного каменю, з якого виробляли скульптуру. Рухи в скульптурі ще не вміли відтворювати (див. фараон Хафра на троні). Спостереження за релігійними церемоніями запровадило новий тип портрета. Фараон постає на повний зріст, а з боків його підтримують жіночі богині. Жінки мов близнюки, подібні одна до одної, тут годі й шукати індивідуальне. Лише за коронами на головах можна розпізнати, хто є хто. А обличчя фараона вже намагаються зробити індивідуальним (див. фараон Мікерин та богині Нома і Хатхор). Відтворюють і деяких важливих вельмож (статуя вельможі Ранофера). Поряд з каменем використовують і дерево для створення невеличких фігур (царевич Каапер) або портретів будівничіх пірамід (дерев'яний рельєф з портретом будівничого Хесира).  В Єгипті виникає дивний різновид портрета — портрет писаря (писар Каї, писар Хапі). Поступово портрет переносять на дерев'яну труну, що слугувала для збереження мумій (портрет жінки Тую на дерев'яному саркофазі). Натрунні портрети розфарбовували і додавали написи з ім'ям особи і титулами.
З'явився і портрет-рельєф. Виготовляти його було легше і швидше. Рельєфні портрети (і рельєфи взагалі) широко використовувалися в мистецтві Стародавнього Єгипту.
Скульптори Єгипту робили і гігантські зображення фараонів, бо його особа обожнювалася. Зразками гігантських портретів фараона слугують величезні статуї Рамзеса II в храмі Абу-Сімбел (XIII століття до н. е.).

## Фаюмський портрет

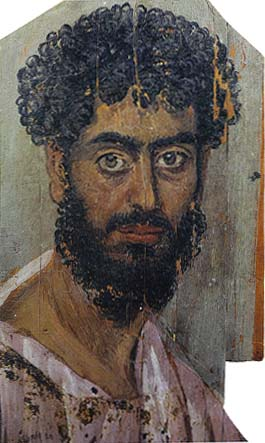
Невідомий (фаюмський портрет), 2 ст. н. е. Каїрський єгипетський музей

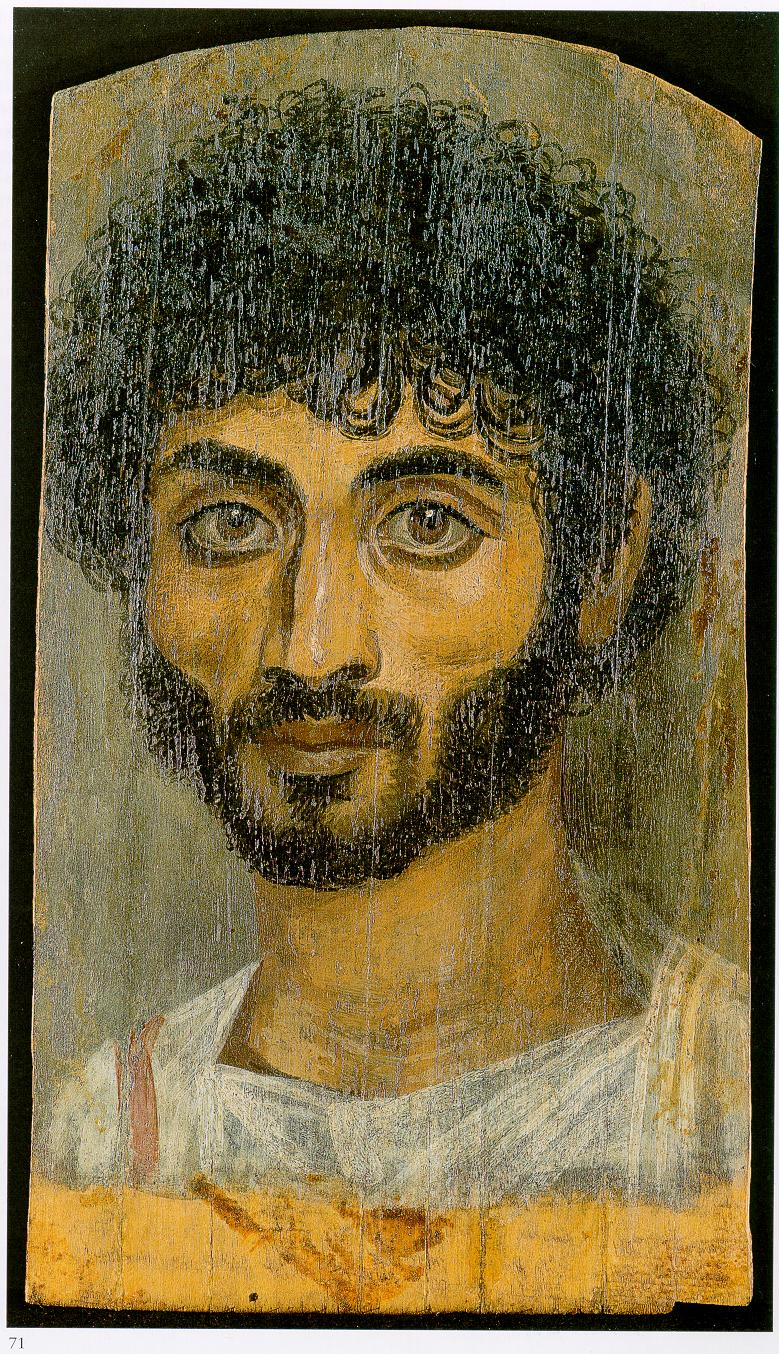
Портрет молодика з виснаженим обличчям. Музей мистецтва Метрополітен.

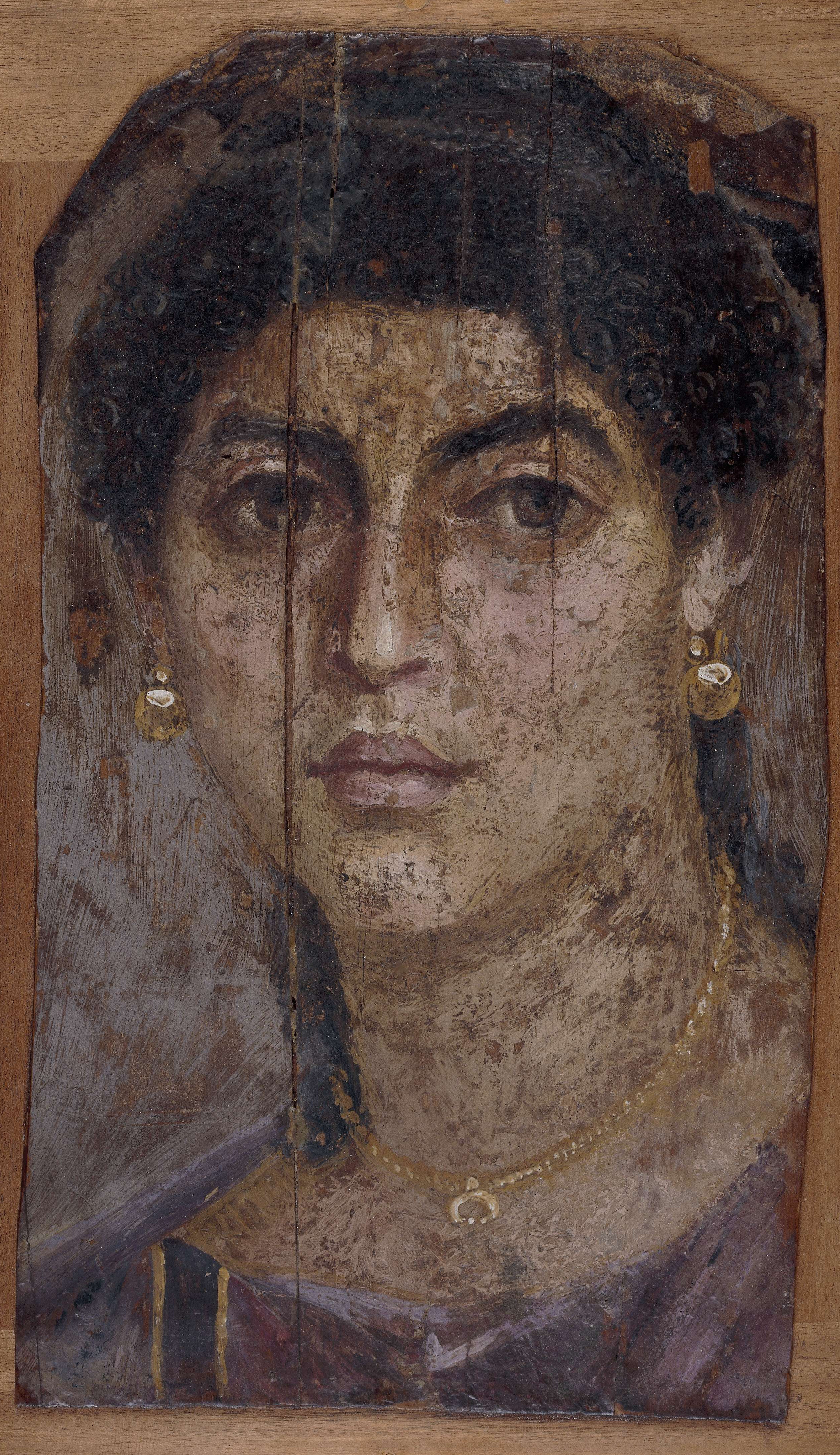
Фаюмський портрет жінки, Британський музей

Технологія енкавстики віднайдена в Стародавній Греції ще в V століття до н.е. Збережено свідоцтво давньоримського письменника Плінія Старшого про працю в Римі, жінки-художниці з Греції  Іая з Кізіка , котра створювала портрети в техніці енкавстики. Був серед її творів і автопортрет.
Для створення так званих фаюмських портретів використовували тонкі дощечки з деревини своєї місцевості (платан, смоква, тис) або закордонних (сосна, ялина, ліванський кедр, кипарис, дуб). Використовували фарби різної густоти (від загуслих до рідких). Мазки на обличчях шліфували, але залишали світлові бліки (пробіли). Волосся виписували рідкими фарбами і не затирали мазків. Це справляло враження достовірних зачісок, відомих і на скульптурах того часу. Відповіді моди надали можливість датувати знайдені фаюмські портрети. Вінки були звичайним атрибутом грецьких поховань. Тому на головах фаюмських портретів вінки, серед котрих і золоті. Для них використовували сусальне золото (дуже тонкі пластівці золота). Іноді золотом викладали і тло портретів, що робило їх розкішними і схожими на тло ікон.
Пізніше використовували так звану воскову темперу (фарби з воском і домішками яєчного жовтка). Поверхня цих портретів тьмяна і не така блискуча, як на портретах суто енкавстичних.
Написи на трунах грецькі, як і імена померлих (Titus, Artemidoris, Demetrius та ін). Місцевих мешканців-єгиптян новоприбулі греки витісняли у стан ремісників, торгівців, слуг і рабів. Їх поховання не були розкішними і не мали портретів.
Серед фаюмських портретів — подані люди різного віку (від дітей до старих). Але майстерність виконання портретів, розкриття характерів зробили їх уславленим надбанням світового мистецтва.
До нашого часу дійшло обмаль античних фресок та стінописів. Частково цей дефіцит заповнюють енкавстичні портрети Фаюма та інших оаз Єгипту. Вони були знайдені не тільки в Фаюмі, а й в некрополях Філадельфії (Ер-Рубайят і Керке), Мемфіса (Саккара), Антинополі, Арсиної (Хавара), Мрина-аль-Аламейна та в ін. Але за місцем перших знахідок всі їх називають Фаюмськими. За припущеннями технікою енкавстики користувались не тільки в містах нижнього Єгипту, а й в інших давньогрецьких містах. Але лише посушливий клімат Єгипту сприяв збереженню натрунних портретів в некрополях на століття. На початок XXI ст. знайдено близько 750 фаюмських портретів різної художньої вартості від ремісничих виробів до справжніх шедеврів.

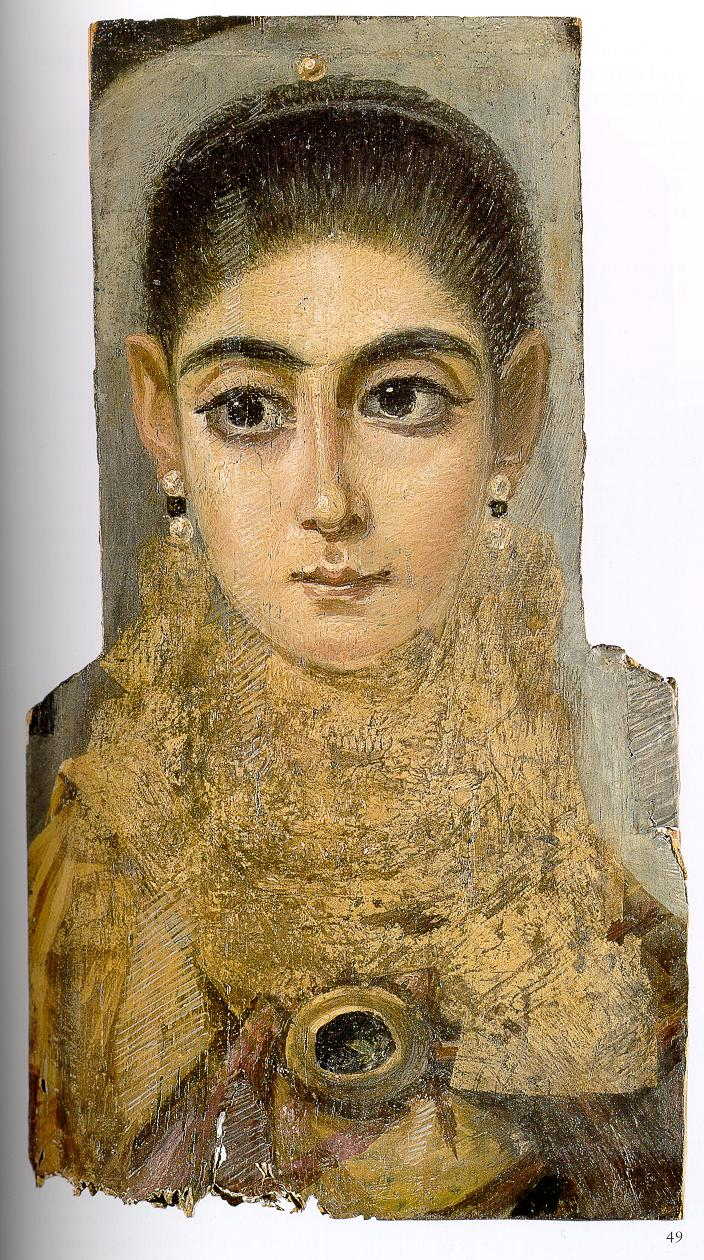
Молода пані, Лувр, Париж.
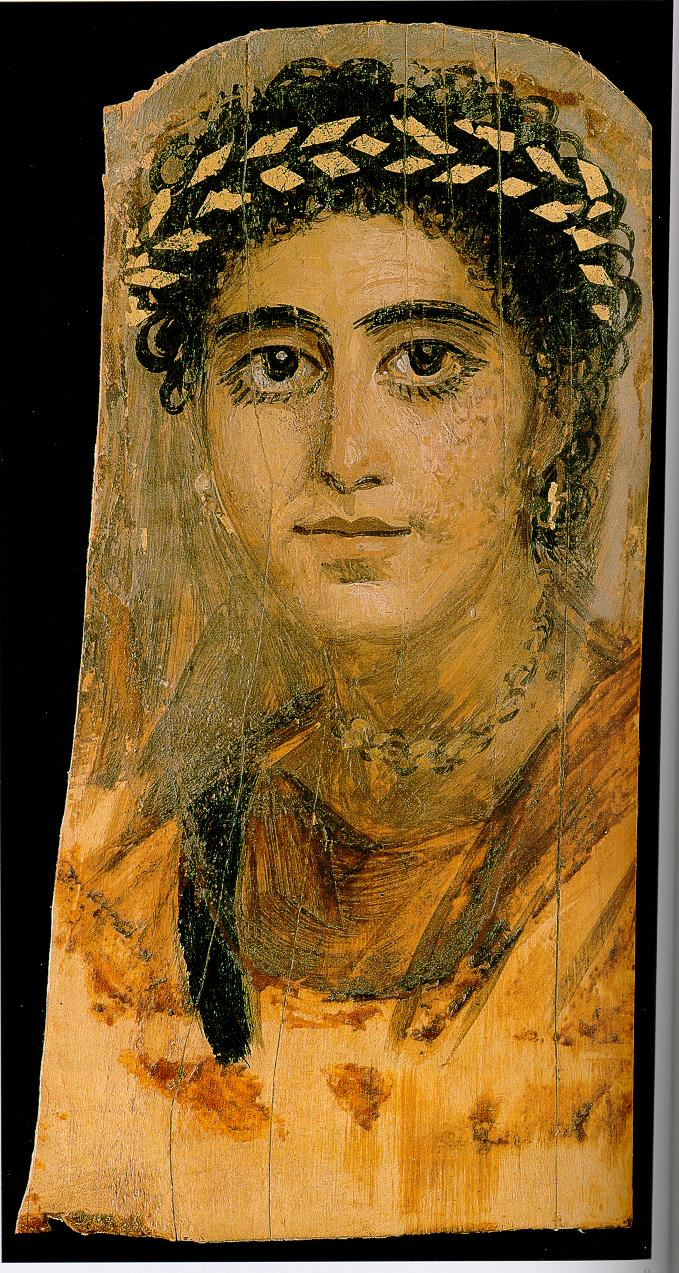
Натрунний портрет жінки, Музей мистецтва Метрополітен
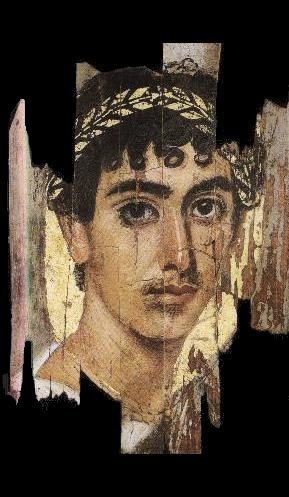
Юнак, Музей образотворчих мистецтв імені Пушкіна, Москва
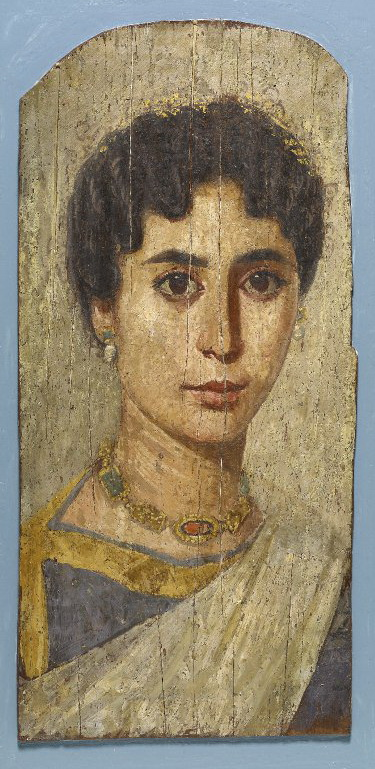
Пані з коштовним намистом, Британський музей
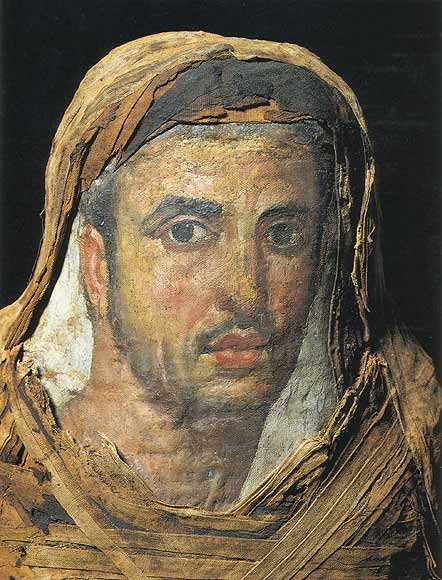
Портрет до реставрації, Карлсберзька гліптотека
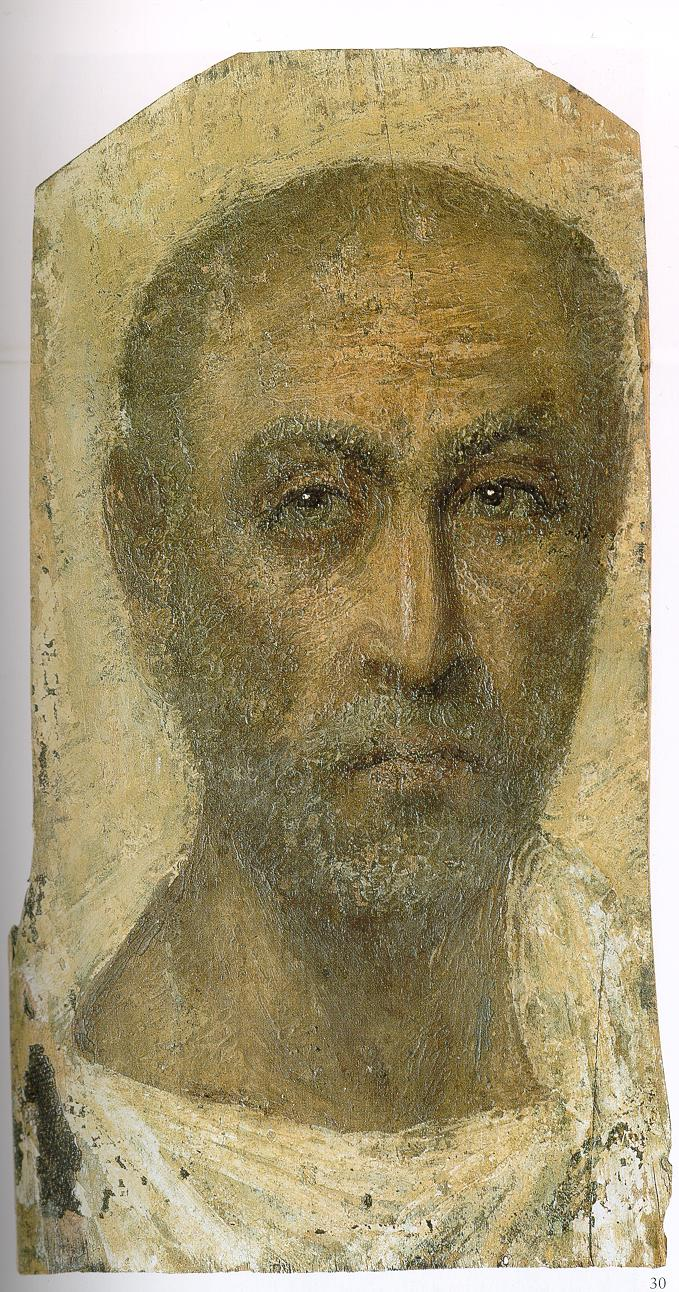
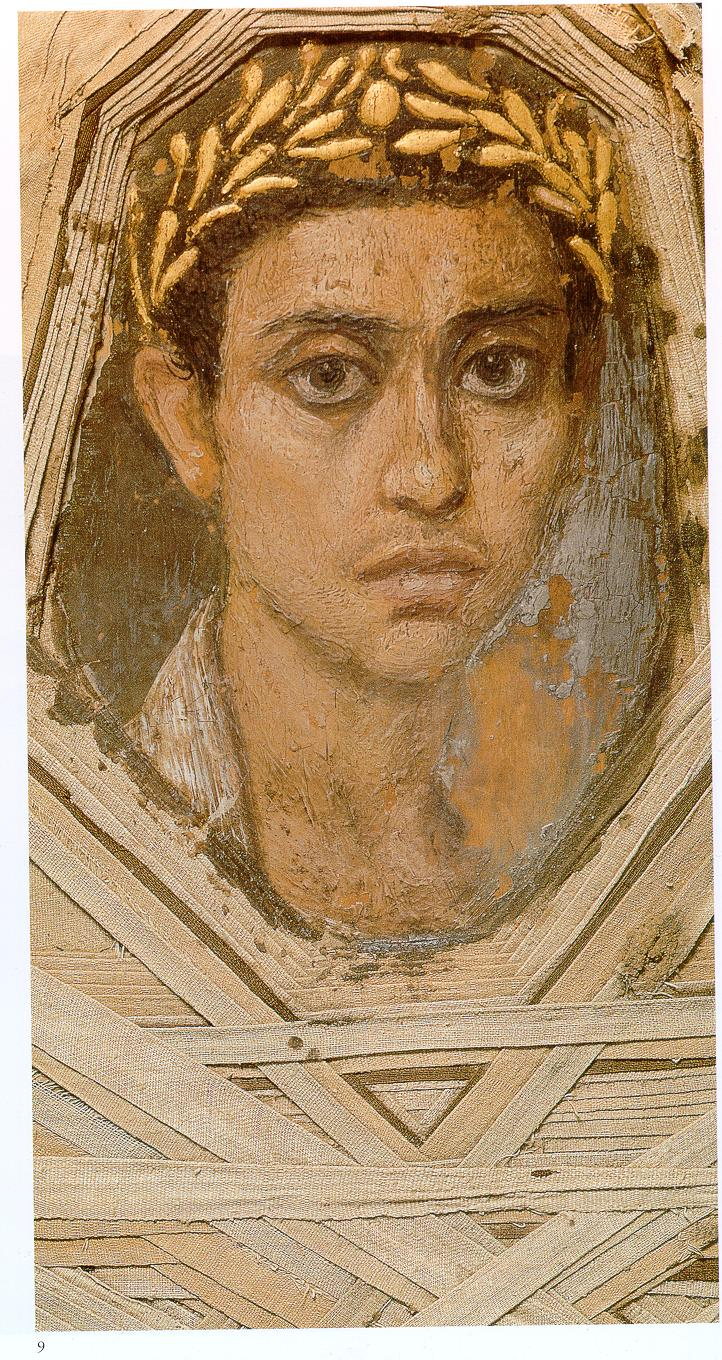
Юнак в золотому вінку. Фаюмський портрет. Метрополітен-музей

## Мармуровий портрет Стародавнього Риму
Докладніше: Римський скульптурний портрет, Римський скульптурний портрет III ст.

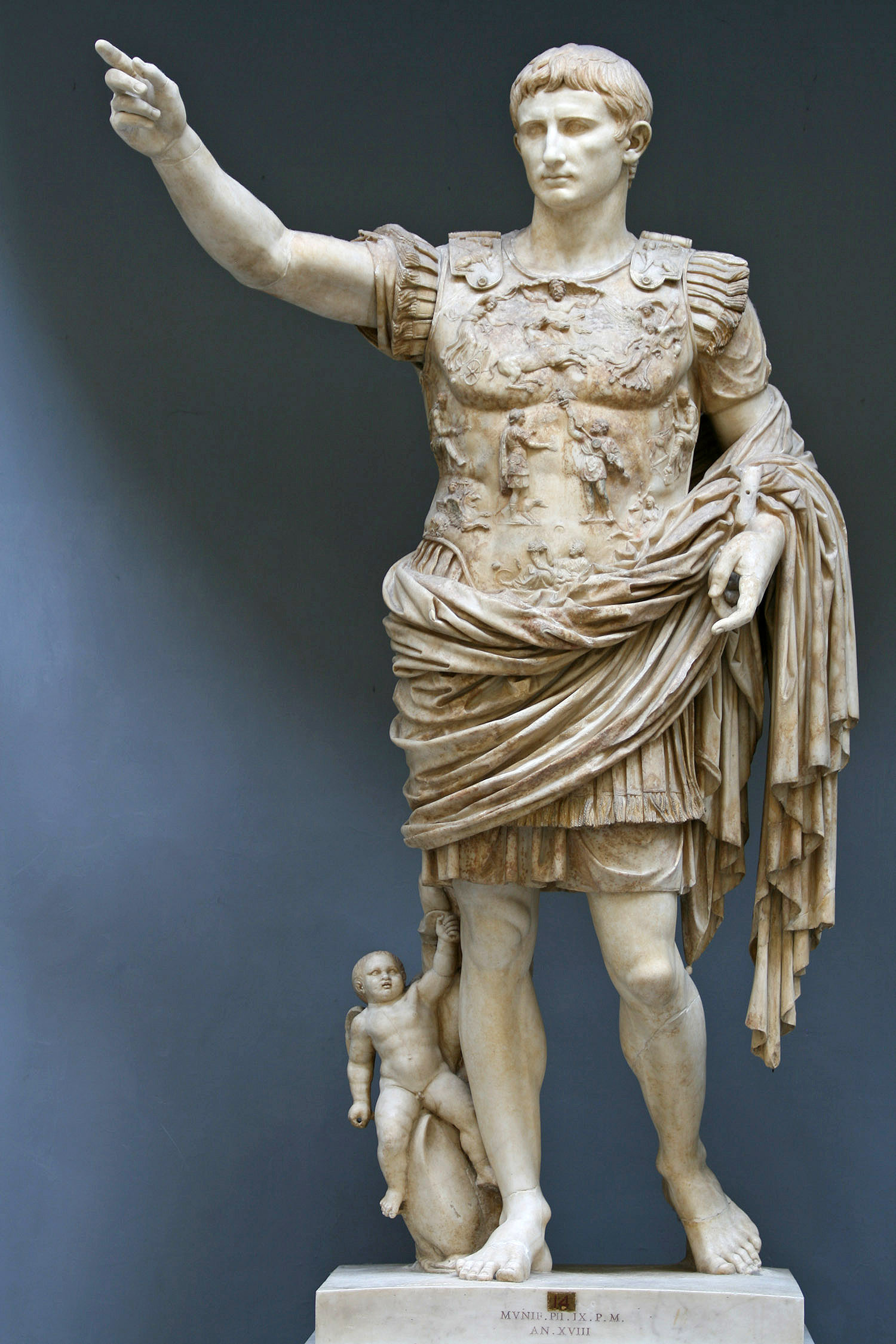
Імператор Август ,Ватиканські музеї

Особливу роль в мистецтві Римської імперії відігравав портрет.
Мармурові портрети Давнього Риму йдуть від традиції шанування предків і померлих. Робили маски померлого з воску. Самі маски зберігали в особливих шафах в атріумі. До воску додавали фарби, і вони зображали не стільки відбиток обличчя покійного, скільки його живий образ. Майстерність виготовлювачів масок з часом зростала.
Маски відігравали певну роль у ритуалі похорону. Їх одягали живі актори відповідного зросту і статури, як у покійного. Актори сідали навколо покійника у крісла, а син або родич говорили поховальну промову, уславлюючи переваги та діяльність небіжчика. Після похорону маски складали у шафу родини.
Про зміни ставлення до портретів згадано в творі Плінія (I століття н. е.): «Інакше було у наших предків. В їхніх атріях були виставлені не твори іноземців, не бронза і мармур, а маски з воску, щоби слугувати у похованні людини, що належала до роду». Отже, з часом відбулись зміни. Віск замінили на мідь, бронзу, мармур. А до виготовлення портретів долучили й іноземних майстрів. Почали вшановувати й жінок, особливо з магнатських родин. Особливу роль відіграв і культ імператорів, що прийшов на зміну Риму доби республіки. Погруддя та статуї імператорів Риму робили за життя першої особи в державі, а їх копії розвозили по римським провінціям. Тому їх знаходять не тільки в Італії, а й у колишніх римських провінціях на Балканах, у Франції, північній Африці тощо. Ці погруддя стали предметом колекціонування вже в добу Відродження. Їх можна побачити в багатьох музеях світу.
Давньоримський портрет орієнтувався на реальну особу. Тому зберігав натуралістичний характер і не робив ідеалізації. На обличчях римлян вражають глибокі зморшки, подвійні підборіддя, стара шкіра, зайва маса тіла (погруддя імператора Вітеллія та ін.)
Почали карбувати і монети з портретами римських імператорів.

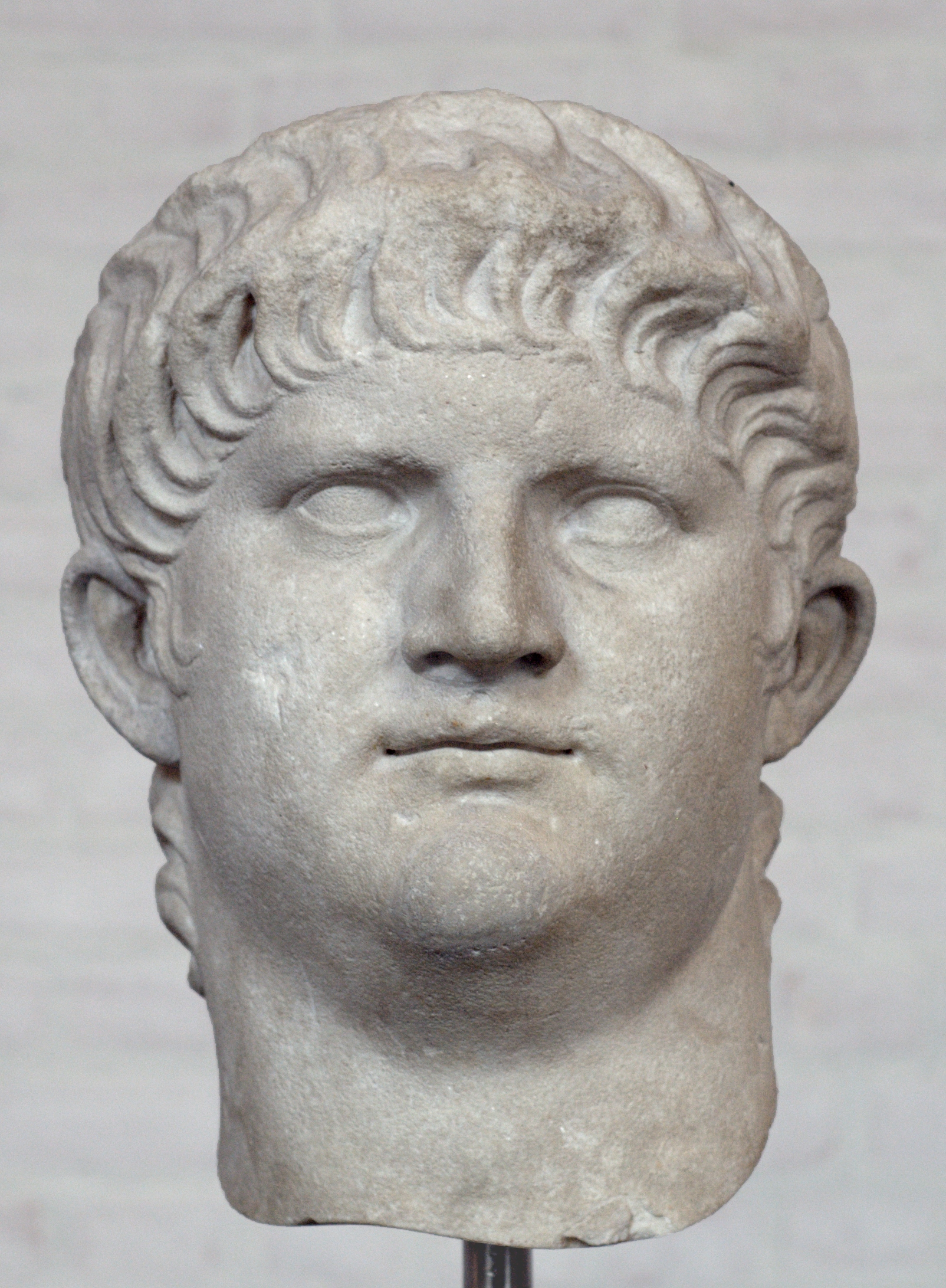
Нерон, мюнхенська колекція
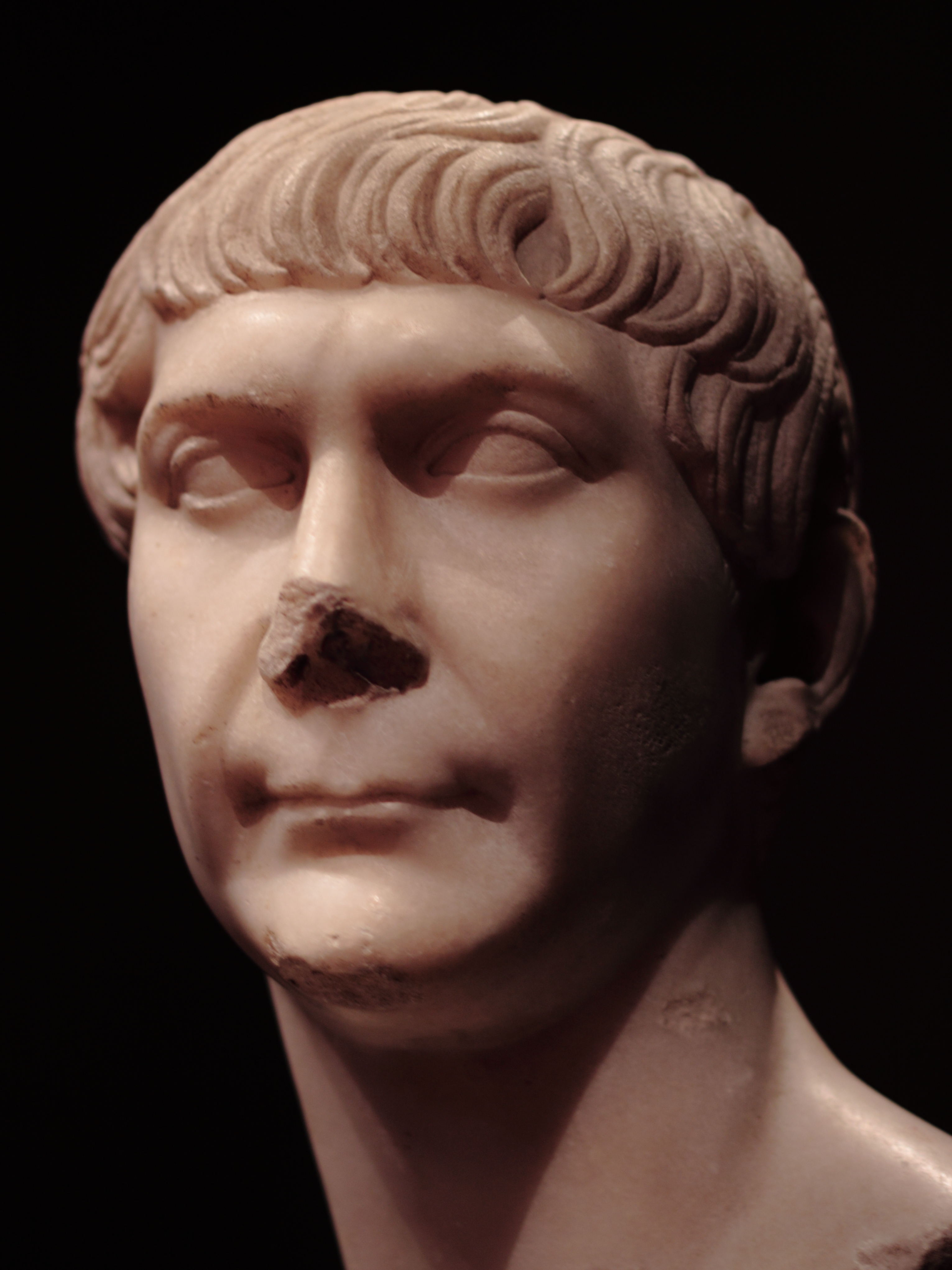
Імператор Траян. Музей Сен Раймон, Тулуза, Франція
Тіберій. Музей Сен Раймон, Тулуза, Франція
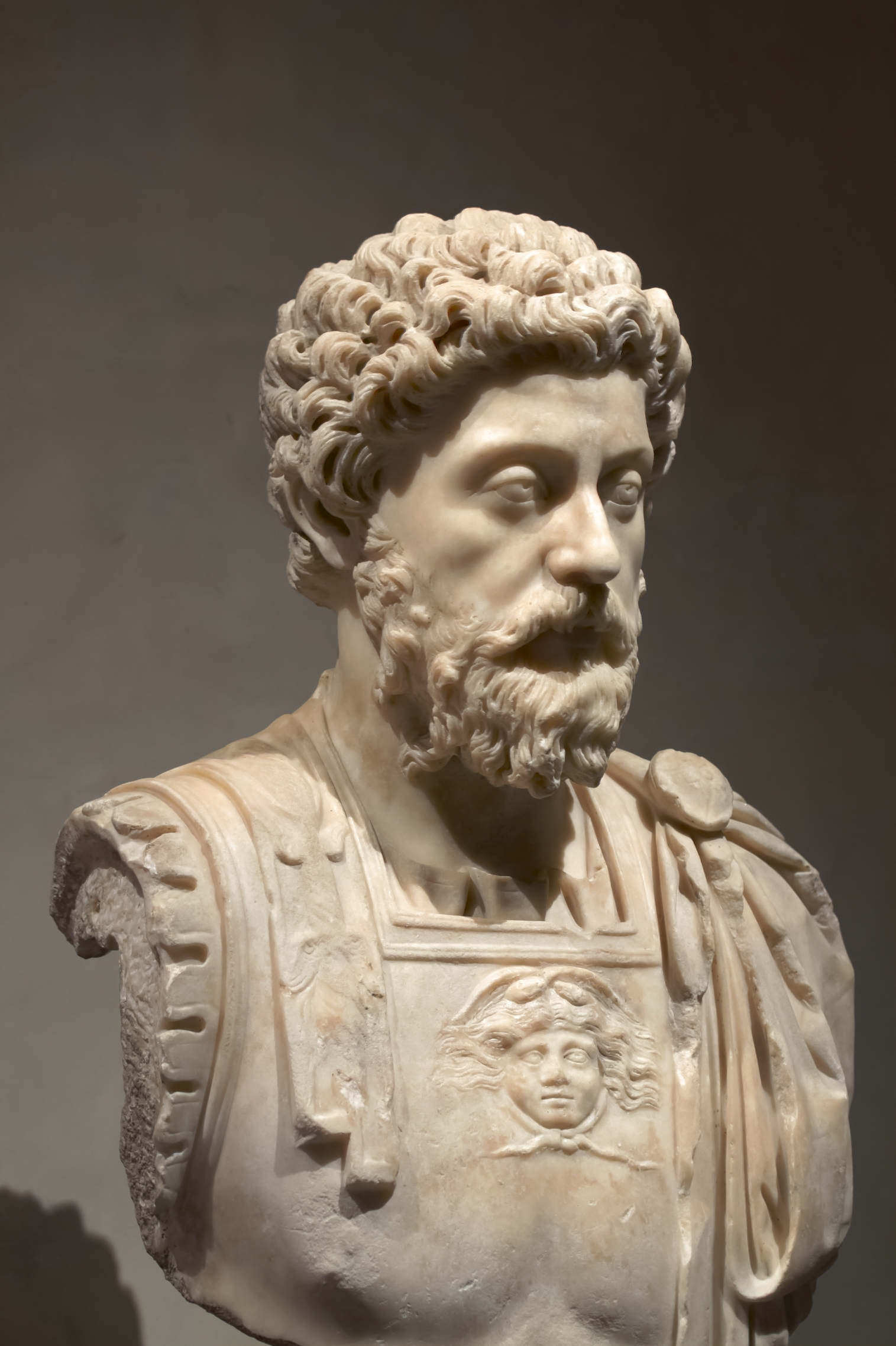
Імператор Марк Аврелій. Музей Сен Раймон, Тулуза, Франція

### Портрет Середньовіччя в Європі
Портрет доби Середньовіччя пройшов декілька етапів становлення. Головним була відмова від багатьох рис, притаманних портретам античності, Давнього Риму тощо. Портрет, як різновид мистецтва, пережив кризу і набув нових рис: площинності, схематизму, відповідності християнським чеснотам. Замовниками портретів виключно стають можновладці.
У ранньому Середньовіччі змінилися й матеріали, що слугували для портретів. Виготовлення фресок було значно дешевше, ніж вироби з бронзи, мозаїки чи мармуру. Поширення фресок в християнських храмах почало слугувати і для увічнення королів чи володарів земель. Тому в деяких місцинах збереглися лише портрети на фресках (Софія Київська, церкви Болгарії, Сербії та ін.) В цих портретах підкреслені християнські чесноти володаря, попри розкішні шати портретованого, а в руку вкладено хрест. З'явився і портрет володаря з макетом храму в образі донатора.
В столиці Візантії з'явилися портрети імператорів та їх дружин у мозаїках. Але надзвичайна ціна матеріалу не сприяла поширенню портретів в мозаїці.
Продовжували карбувати портрети володарів і на монетах. Порівняння ранньосередньовічних монет з монетами античності вказує на великі втрати. Обличчя постає як спрощена графічна схема. Такий портрет без відповідного напису дуже важко пов'язати з конкретною особою. Лише дорогий матеріал — вказівка на порфірородну особу з столиці.

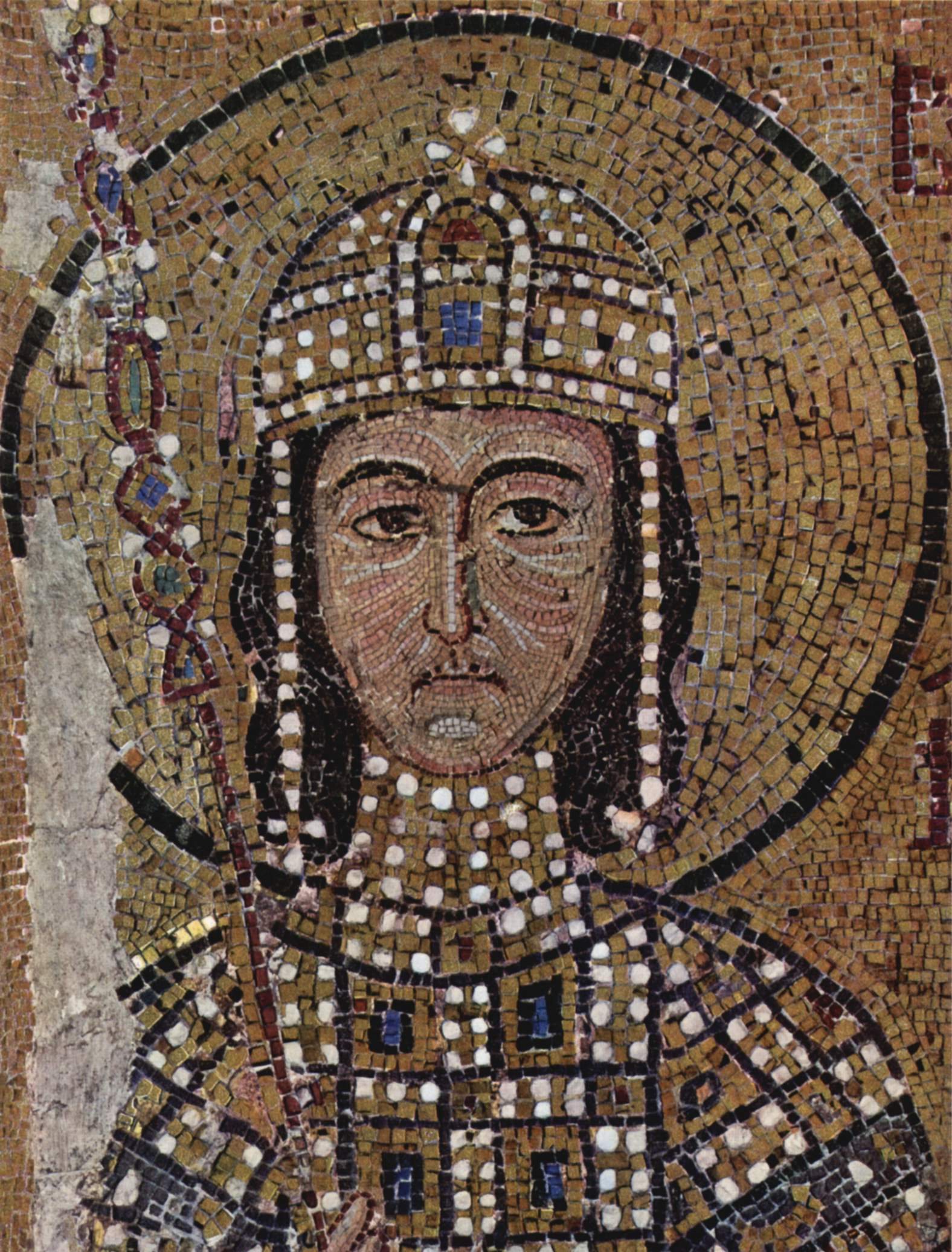
Мозаїка, імператор Олексій I Комнин, Софійський собор, Костянтинополь, 11 ст.
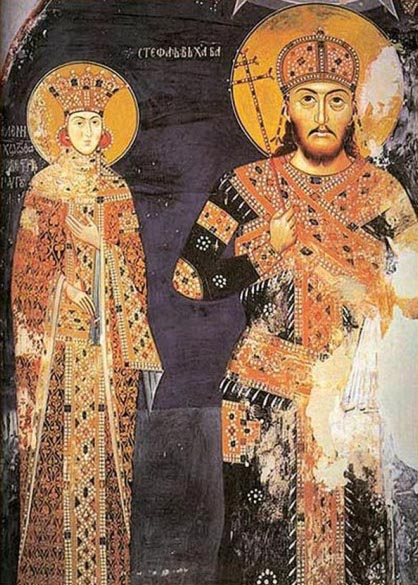
Король Сербії Стефан Душан с дружиною — Оленою Болгарською
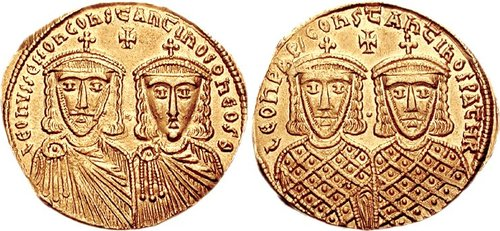
Золотий солід з портретами візантийских императорів Лева IV та його сина Костянтина. 8 століття

### Портрети пізнього Середньовіччя

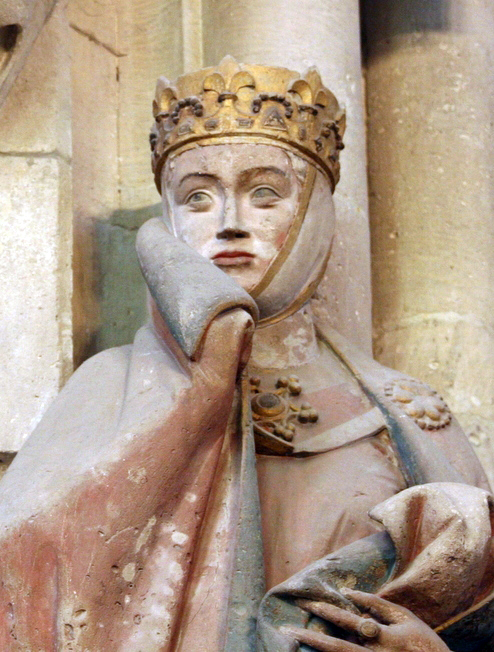
Готичний скульптор. «Ута фон Баллєнштед». Наумбургський собор, бл. 1250—1260

Велике поширення в Середньовіччі мали зображення святих. Але численні образи святих не можуть вважатися суто портретами, незважаючи на притаманну їм деяку портретність. Святих малювали за канонами і розпізнавали за написами та відповідними атрибутами. У випадках, коли написи не збереглися, важко, а іноді зовсім неможливо встановити, хто саме на фресці чи мініатюрі. Так, не збереглося портретів перших римських пап. Їх образи відтворювали за канонами. Римського папу Климента, якого вшановують і православні, подавали в стилістиці православних канонів і вважали одним з покровителів слов'ян. Але це зовсім не портрет Климента.
Пізнє Середньовіччя повернулося до портрета в скульптурі. Доба готики у Франції та Німеччині подарувала мистецтву справжні шедеври в портретах. У Франції собори будувалися століттями, і майстри мали змогу працювати на одному місці довгі роки.
Робленням портретів в готичних соборах Німеччини займалися особливі мандрівні бригади скульпторів. Дослідники виявили твори одної такої бригади в соборах Майнца, Наумбурга, Мейсена. Особливо вдалими стали портретні скульптури фундаторів Наумбурзького собору — маркграфів Екехарда і Германа з родини Веттінів та їх дружин — Ути фон Баллєнштед та Реглінди.

### Доколумбовий портрет Америки
Розвиток археології в XX столітті дозволив зробити відкриття в Латинській Америці: в доколумбову добу тут існував портрет, самостійний, не пов'язаний з європейською традицією. Звичайно, це не портрети олійними фарбами, а портрети в кераміці. Різноманітні горщики індіанців мочика (сучасне Перу), наче панафінейські амфори, всмоктали риси місцевої культури, яка поки що мало відома науковцям. Дивно, що горщики зберегли зовнішні риси людей того часу. Характерні подробиці дають змогу розпізнати представників еліти, вояків, навіть ремісників.
Вибір кераміки як матеріалу для портретів цілком виправданий її розповсюдженням та широким використанням і для посуду, і для створення анімалістичних фігурок, і навіть домовин для померлих.

### Середньовічний портрет в Китаї

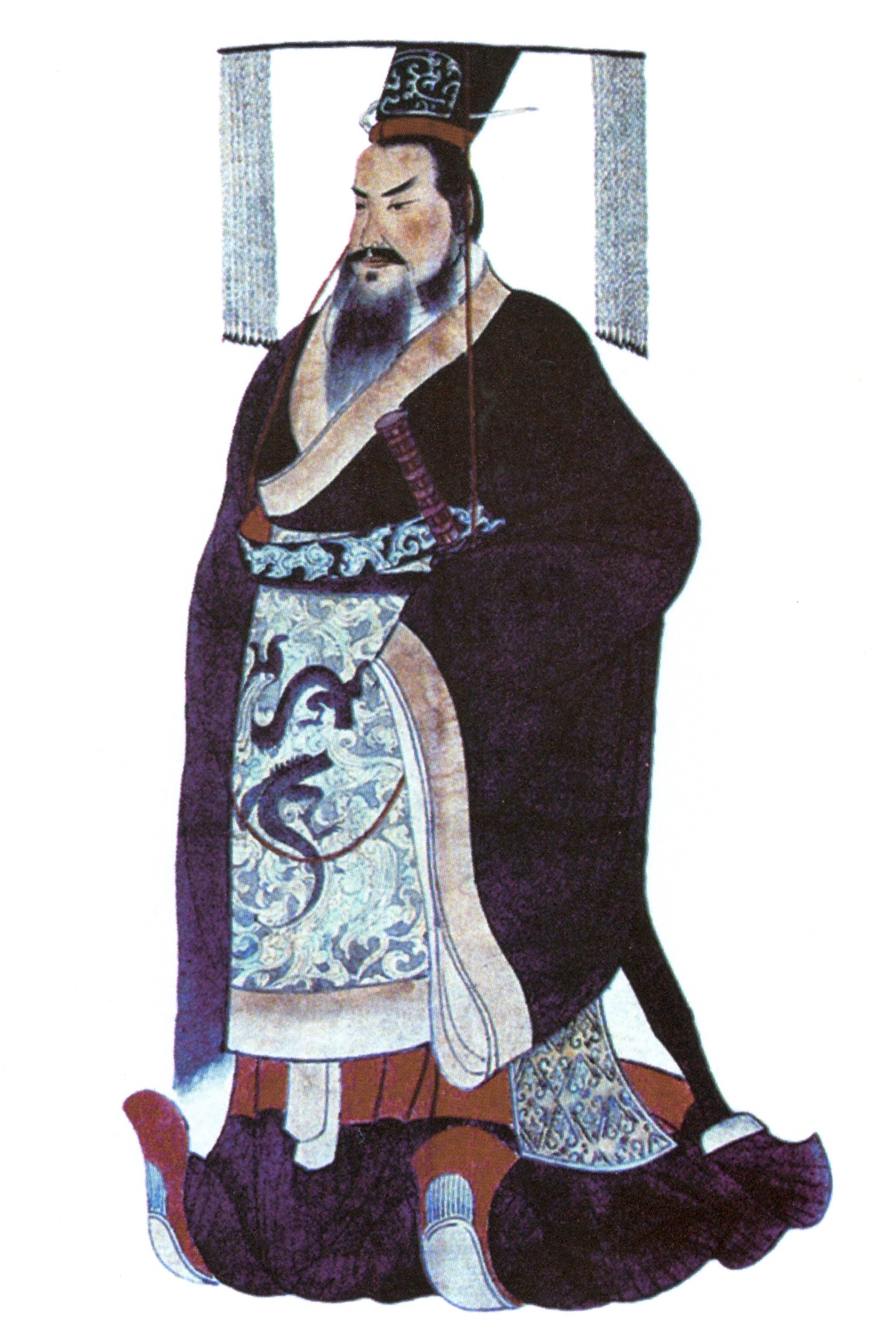
Цинь Ши Хуан, засновник династії Цинь и 1-й імператор об'єднаного Китаю

Фахівці вважають, що портрети в Китаї робили ще в I тисячолітті до н. е. Але найдавніші зі збережених портретів відносяться до 1.000 року н. е. (тобто XI століття). Портретний живопис Китаю пов'язують з культом предків. В період Хань (початок нашої ери у європейців) виник звичай вивішувати портрети військових та світських високопосадовців в залах імператорського палацу. Значне підживлення мав китайський портрет і від поширення ворожіння за рисами обличчя (фізіогноміка). Тим не менше портрет Китаю оминув канонічність, застиглість.
Портретисти в Китаї теж обслуговували імператорський двір, тому портретів імператорів збереглося найбільше. Матеріалами для портретів слугували шовк і папір, фарби — водорозчинні. Поступово замовниками портретів стають інші верстви населення (бюрократія, буддійські ченці).
Російський археолог П. К. Козлов вивчав руїни покинутого середньовічного міста Китаю І-Цзинь (відомішого за монгольською назвою Хара-Хото). Найважливіші для науки знахідки були зроблені в надгробковій башті-субургані. Там знайшли замуровані і збережені сотні сувоїв — серед них китайські та тибетські ікони і портрети на папері. Один паперовий сувій з портретом невідомого посадовця датують XII століттям. На сірому порожньому тлі — чоловіча постать в чорному одязі в повний зріст. Похмуру гаму фарб різноманітять червоний пояс та білі черевики. Літня людина дивиться втомленим, підсліпуватим поглядом. Жодних компліментів, ідеалізації — нічого, крім суворої правди. Але художні якості портрета — надзвичайні і не ідуть ні в яке порівняння з портретами Західної Європи тієї ж доби (зберігається в Ермітажі, Петербург).

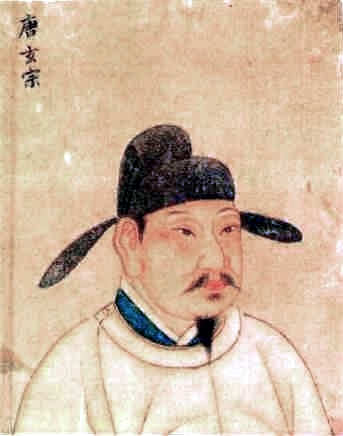
Імператор Сюань-цзун
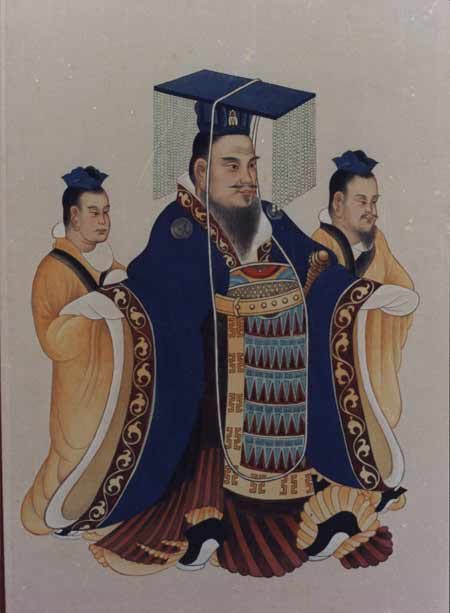
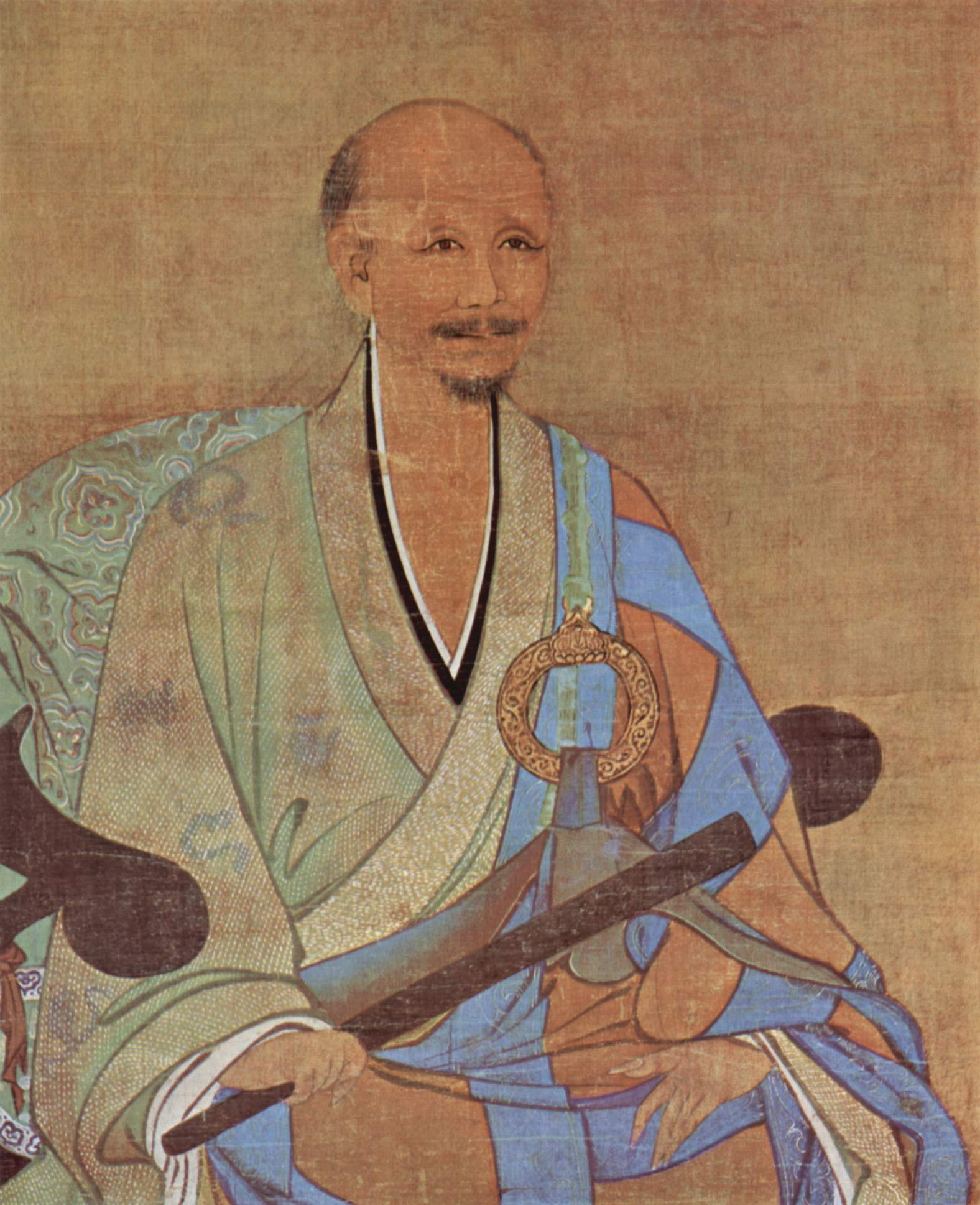
Художник з Китаю, портрет буддійського ченця, 1238, Кіото, Японія

## Італійський портрет зламу XV—XVI ст

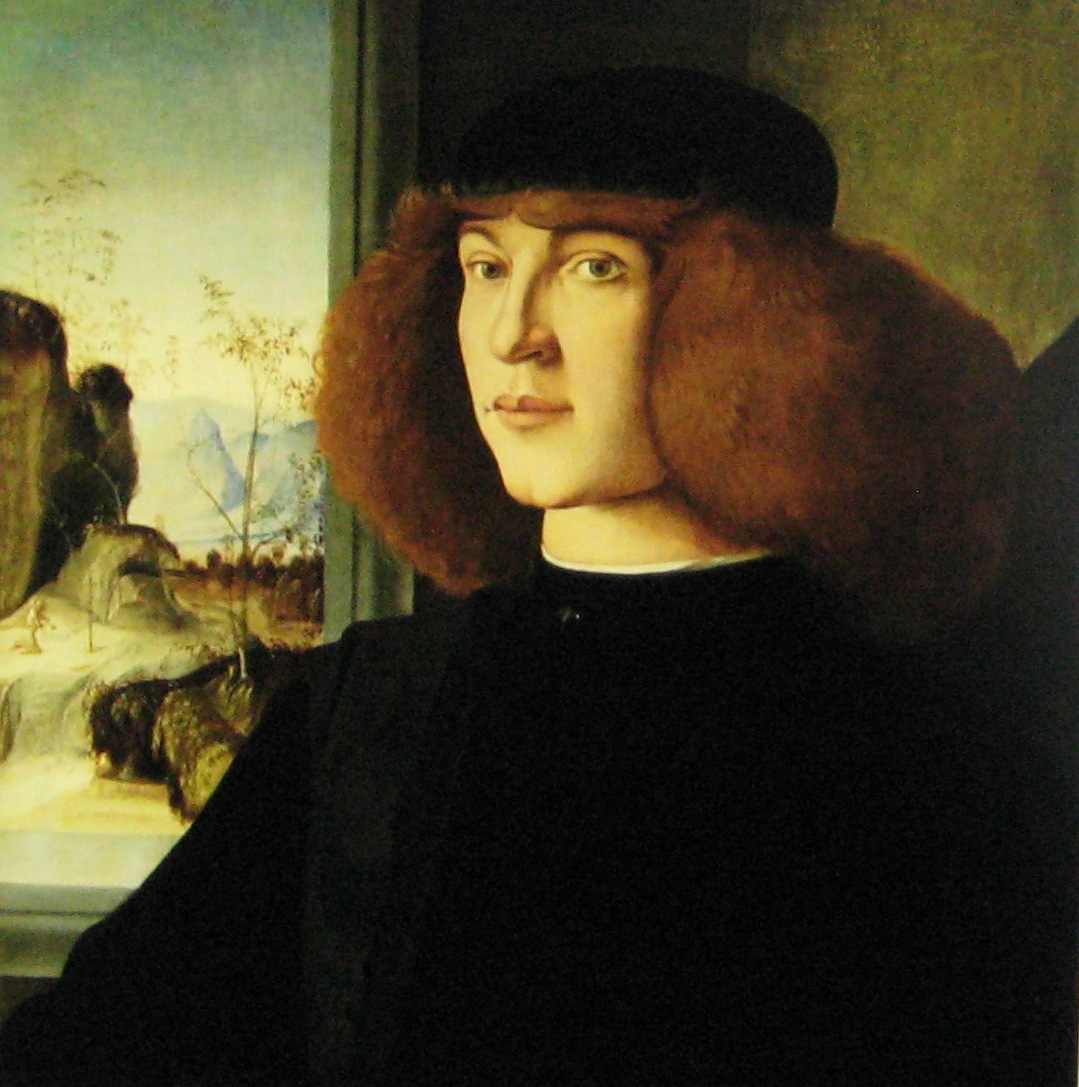
Марко Пальмеццано. «Портрет невідомого в чорному», 1490-ті рр. Музей історії мистецтв, Відень
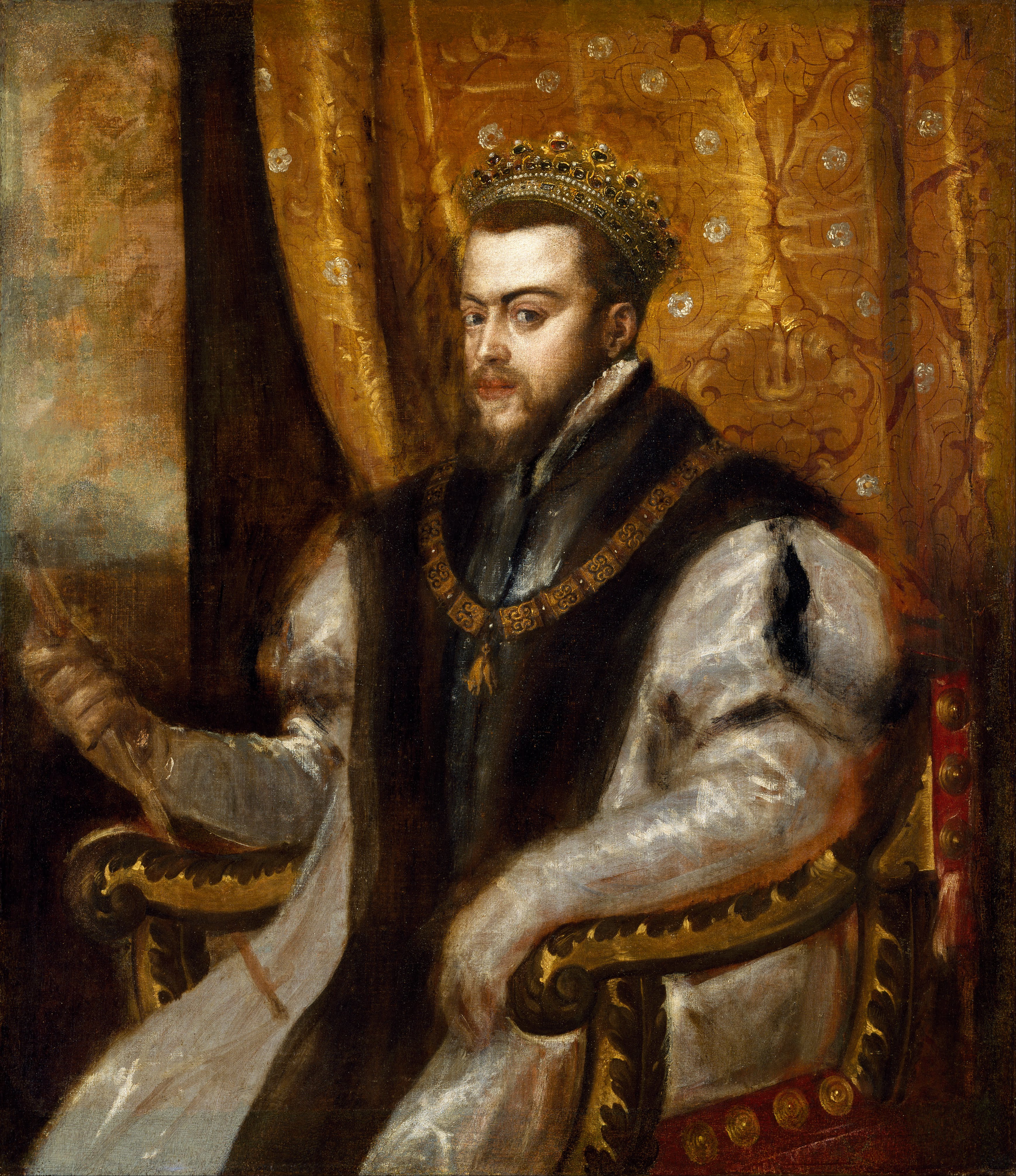
Тіціан. «Портрет короля Іспанії Філіпа ІІ» (незакінчений), Музей мистецтв Цинциннаті, США
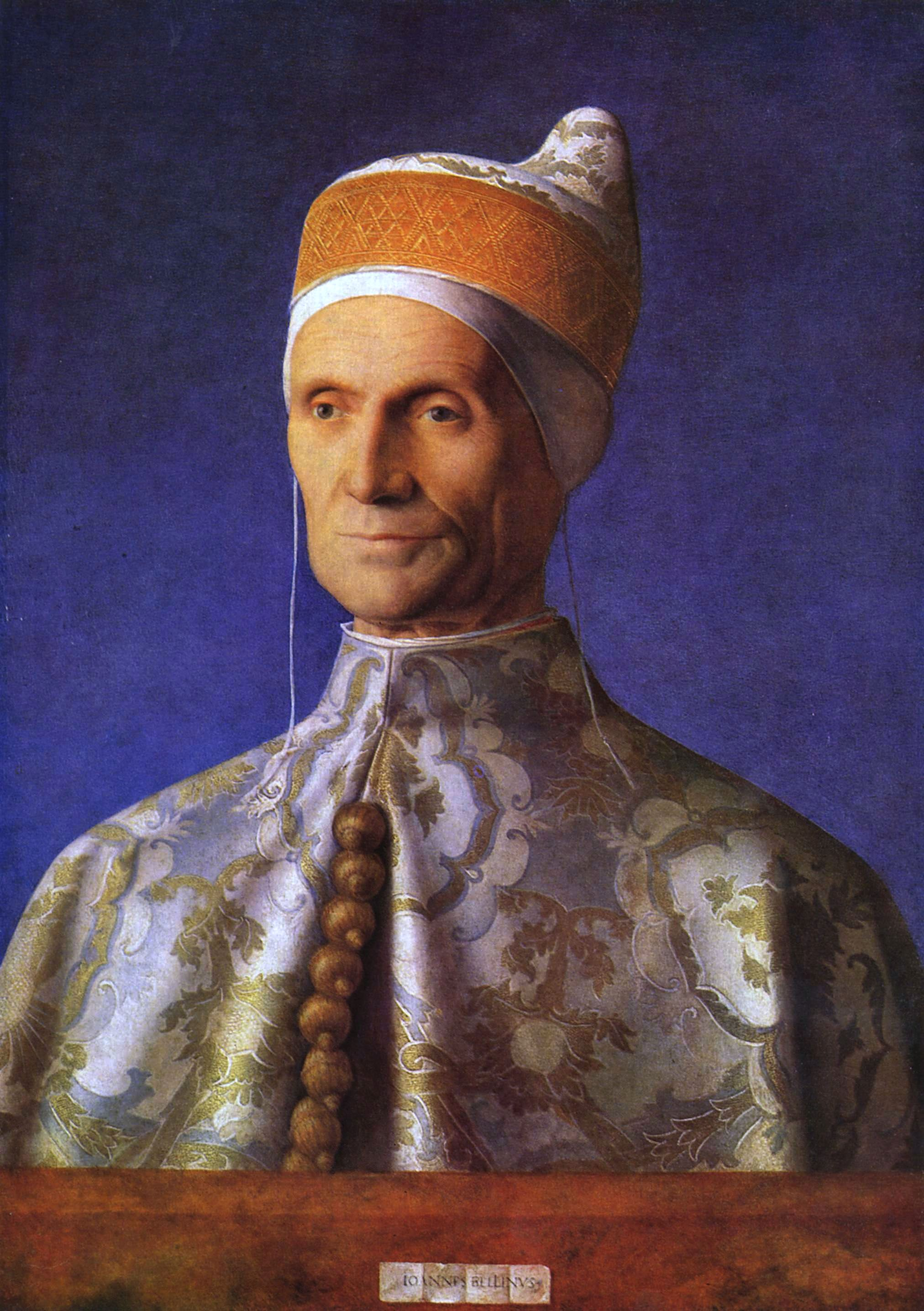
Джованні Белліні. «Дож Леонардо Лоредан»
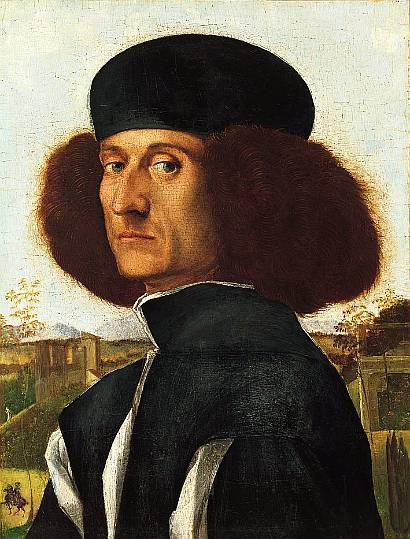
Вітторе Карпаччо. «Невідомий венеційський пан»
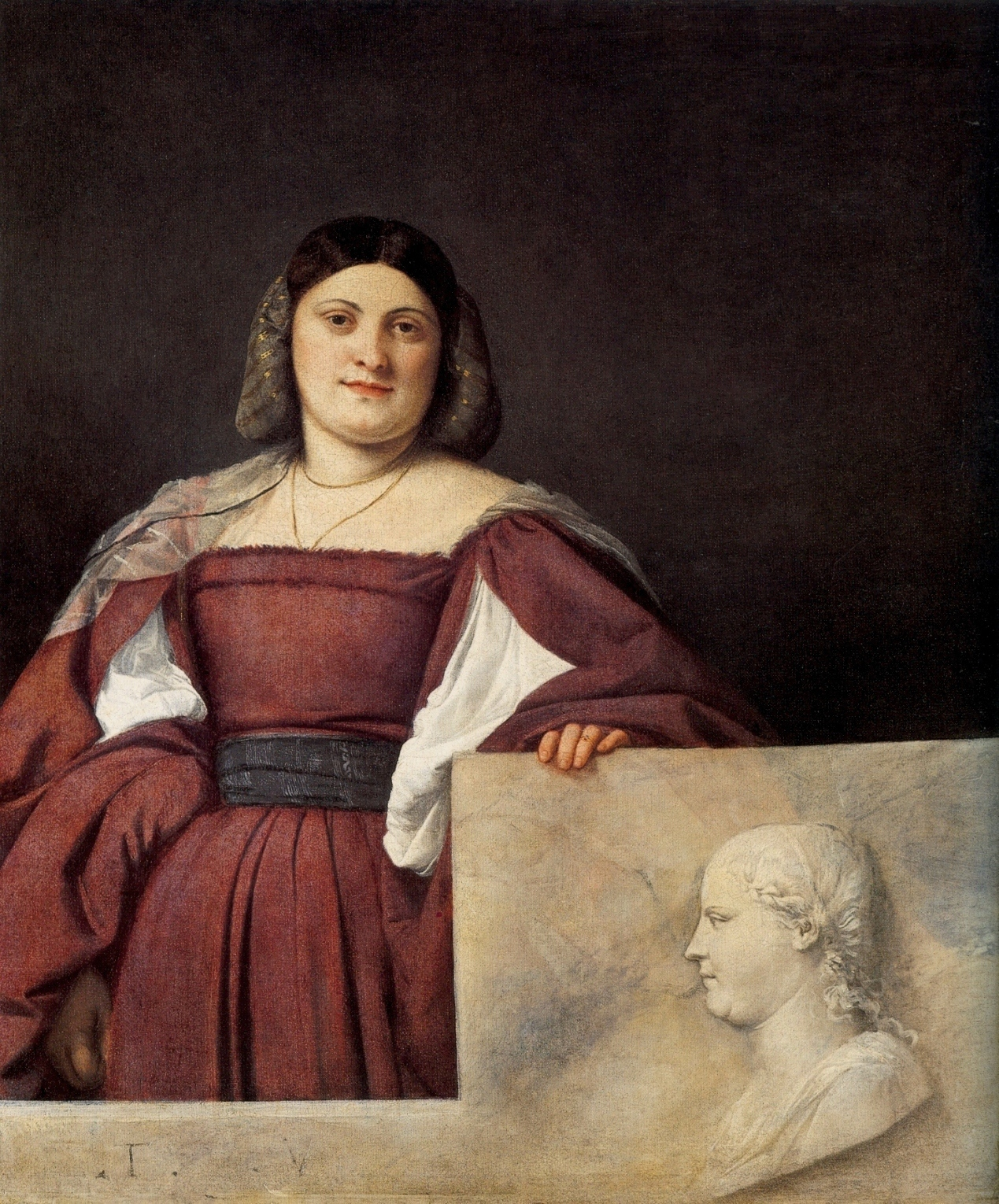
Тіціан. «Слов'янка», Національна галерея (Лондон)
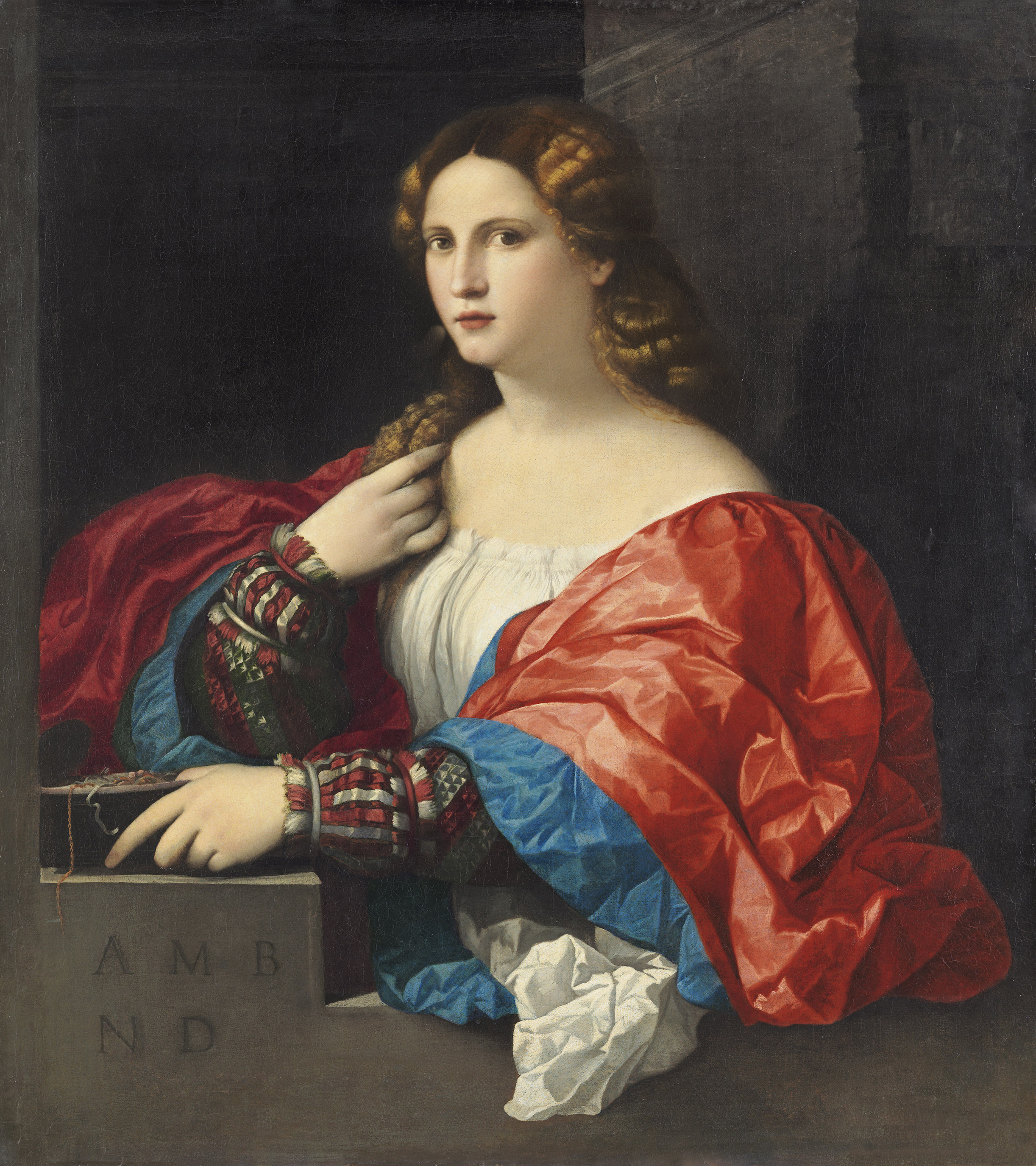
Якопо Пальма старший. «Красуня» (Жіночий портрет)
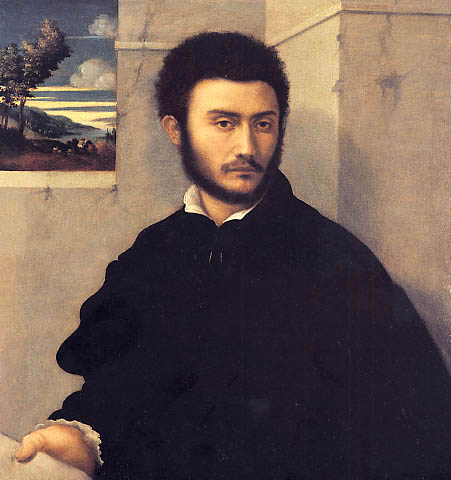
Бернардино Ліцініо. «Юнак з листом у руці», бл. 1530
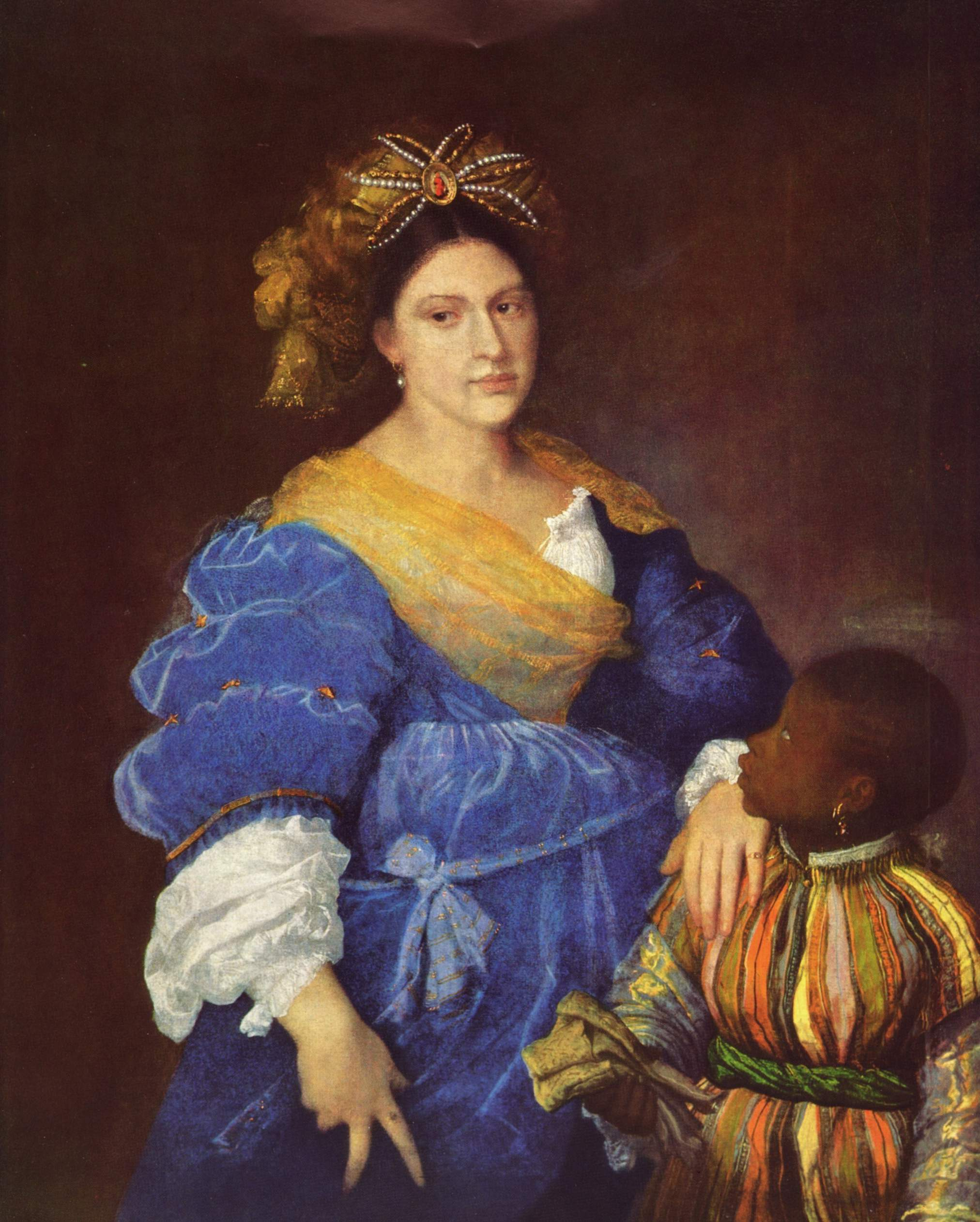
Тіціан. «Портрет Лаури Діанті», приватна збірка, Швейцарія.

## Дожі Венеції
У Венеції склалася особлива форма влади, що не успадковувалась, а була виборчою — дож. На посаду обирали освічених представників заможних родин. Претенденти на посаду мали за плечима університет або великий військовий досвід. Склалася традиція портретування дожів, завдяки якій збереглося багато портретів дожів різних століть. До портретування дожів залучали найкращих художників Венеції.

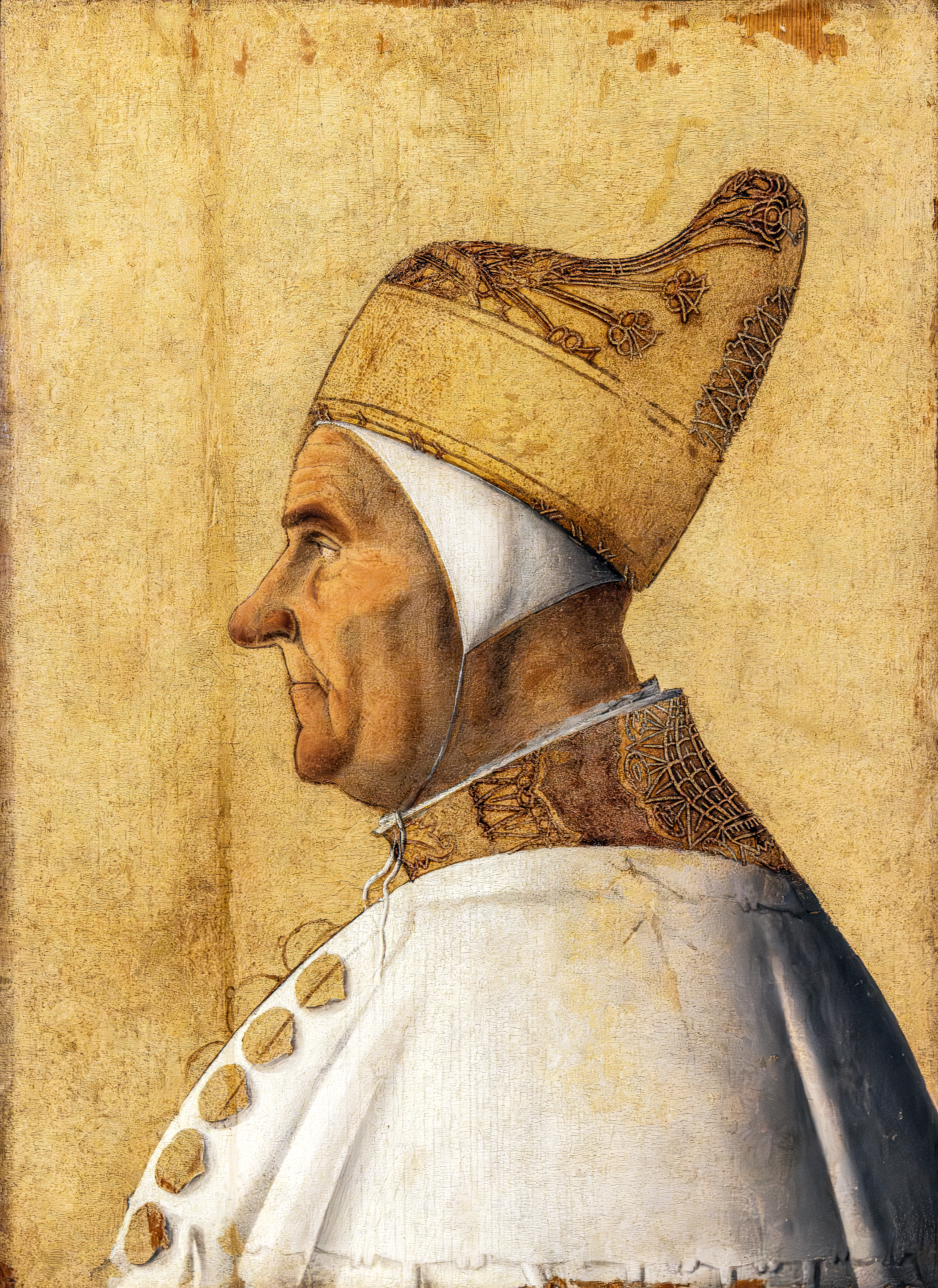
Джентіле Белліні. «Дож Джованні Моченіго»
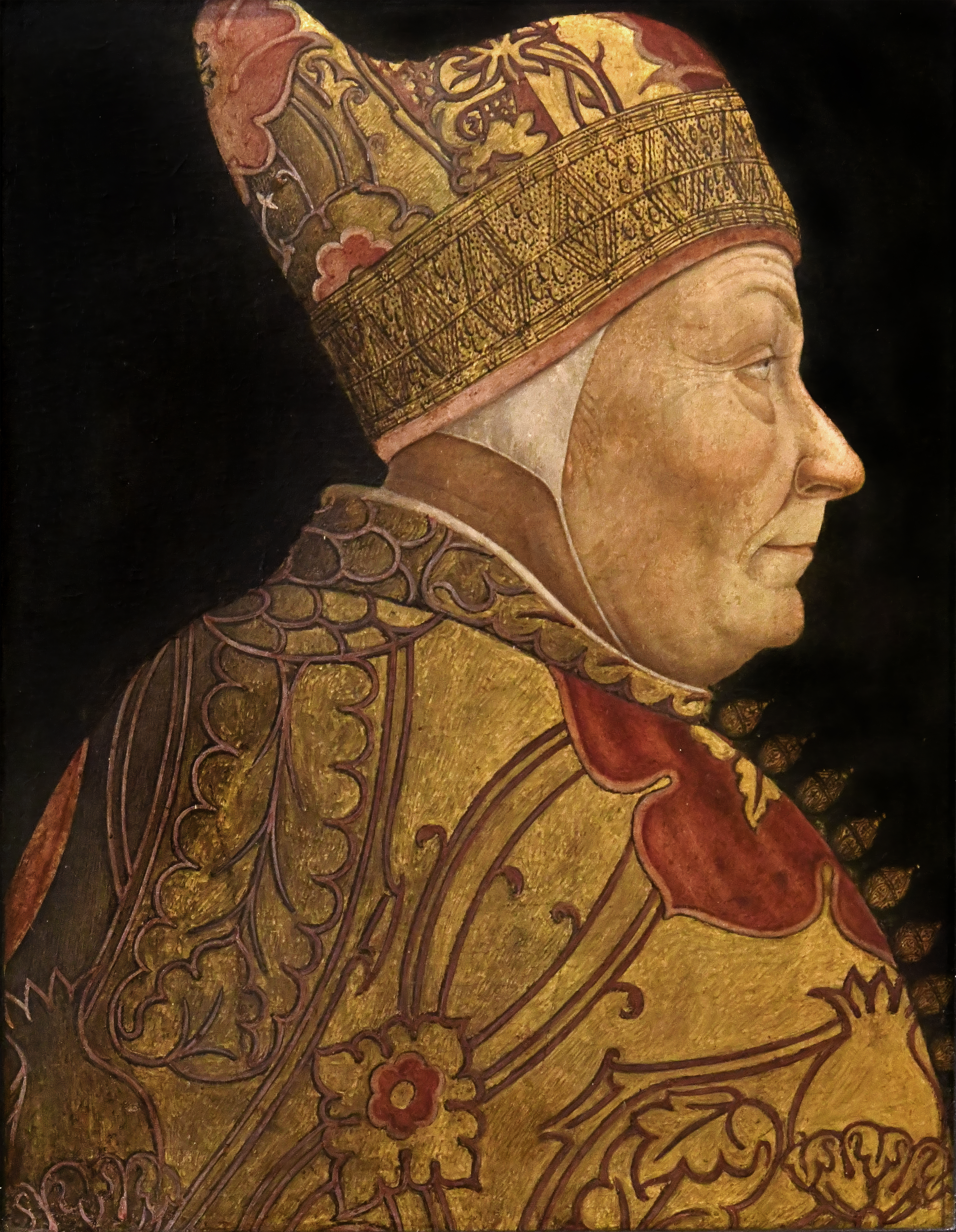
Бастьяні. «Дож Франческо Фоскарі»
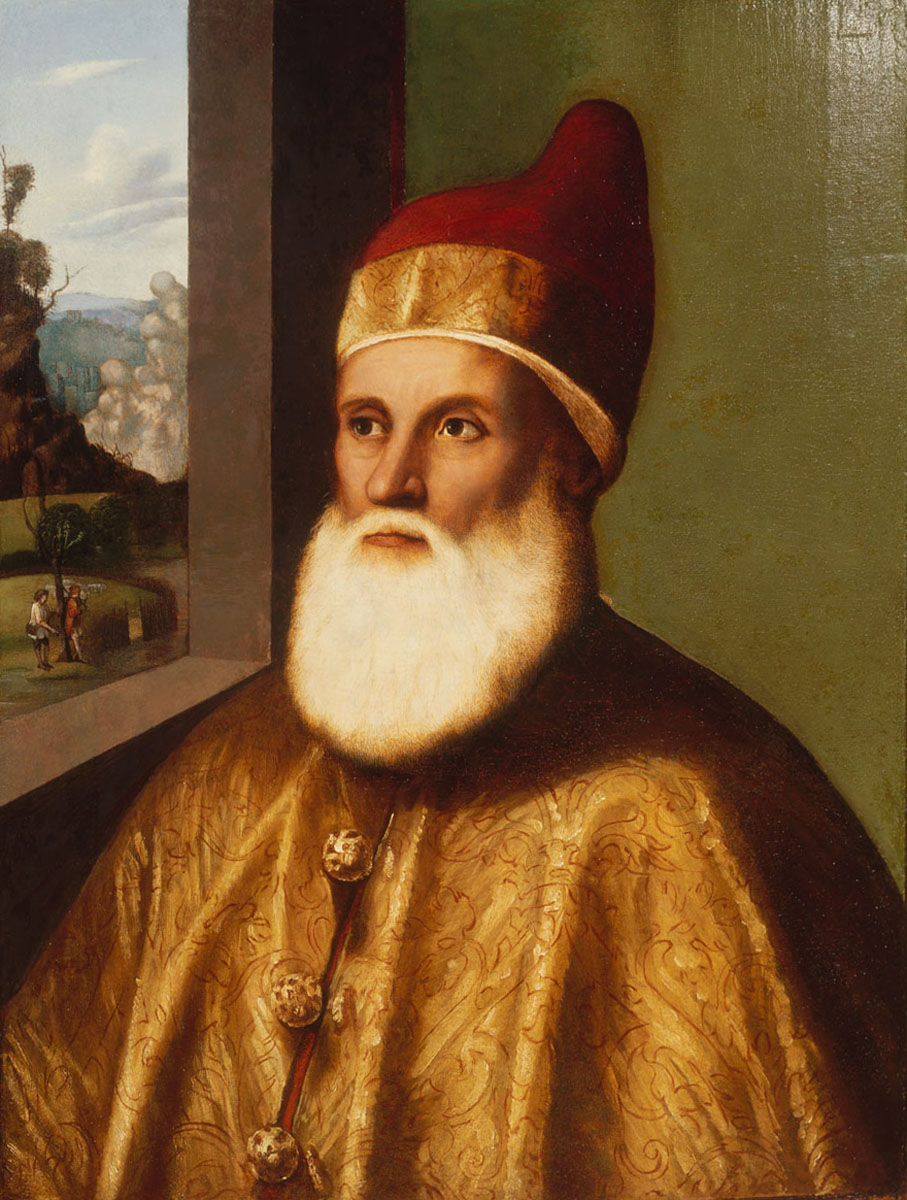
Марко Базаіті. «Дож Агостіно Барбаріго», Будапешт

## Портрет доби Високого Відродження в Італії

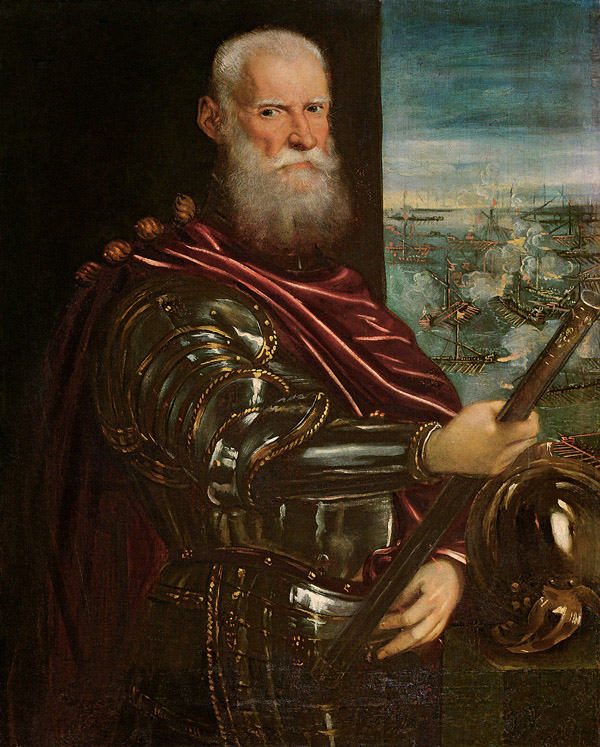
Тінторетто. Дож Себастьяно Веньєр — герой бою при Лепанто.

Цих портретів небагато, бо були створені за дуже короткий термін, а майстрів можна перелічити на пальцях двох рук. Портретів принципово не писав лише Мікеланджело. Великими портретистами доби були Леонардо да Вінчі, Рафаель, в Венеції — Джорджоне, Лоренцо Лотто, Тіціан, Тінторетто.
Незначну кількість цих портретів з лишком компенсують їх надзвичайні мистецькі якості і постійний вплив на митців різних країн. У Леонардо налічують всього вісім портретів (з новознайденою жінкою на пергаменті у профіль), але серед них є всесвітньо відома Мона Ліза Джоконда.
Кількість саме портретів Рафаеля більша, і це справжні перли (Біндо Альтовіті, Форнаріна або Донна Велата, папа римський Юлій ІІ, Бальтазар Кастільйоне тощо). Але безліч портретів Рафаеля залишилась на фресках у Ватикані, в релігійних та історичних композиціях, де знайшли своє місце військові, прелати, гвардійці-швейцарці, кардинали.
Джорджоне наче змагався з Леонардо в надвисокому рівні портретів і їх незначній кількості (поет Броккардо, Лаура, Венецієць в Берлінській збірці, лицар із зброєносцем, невідомий панич зі слугою, автопортрет).
Особливу групу складають портрети майстрів менш обдарованих, які працювали поряд з геніями — Лоренцо Лотто (два портрети літньої людини), Манчіні (портрет невідомого в Ермітажі), ранній автопортрет Тінторетто в США та ін. Говорити про портрети Тіціана може лише геніальний письменник (Рануччо Фарнезе, дочка Лавінія, Іпполіто Римінальді, портрети дожів, автопортрети самого майстра).
Продовжують карбувати портрети королів на монетах і медалях, але вони поступаються за якістю портретам олійними фарбами.

## Лоренцо Лотто. Портрет колекціонера Андреа Одоні

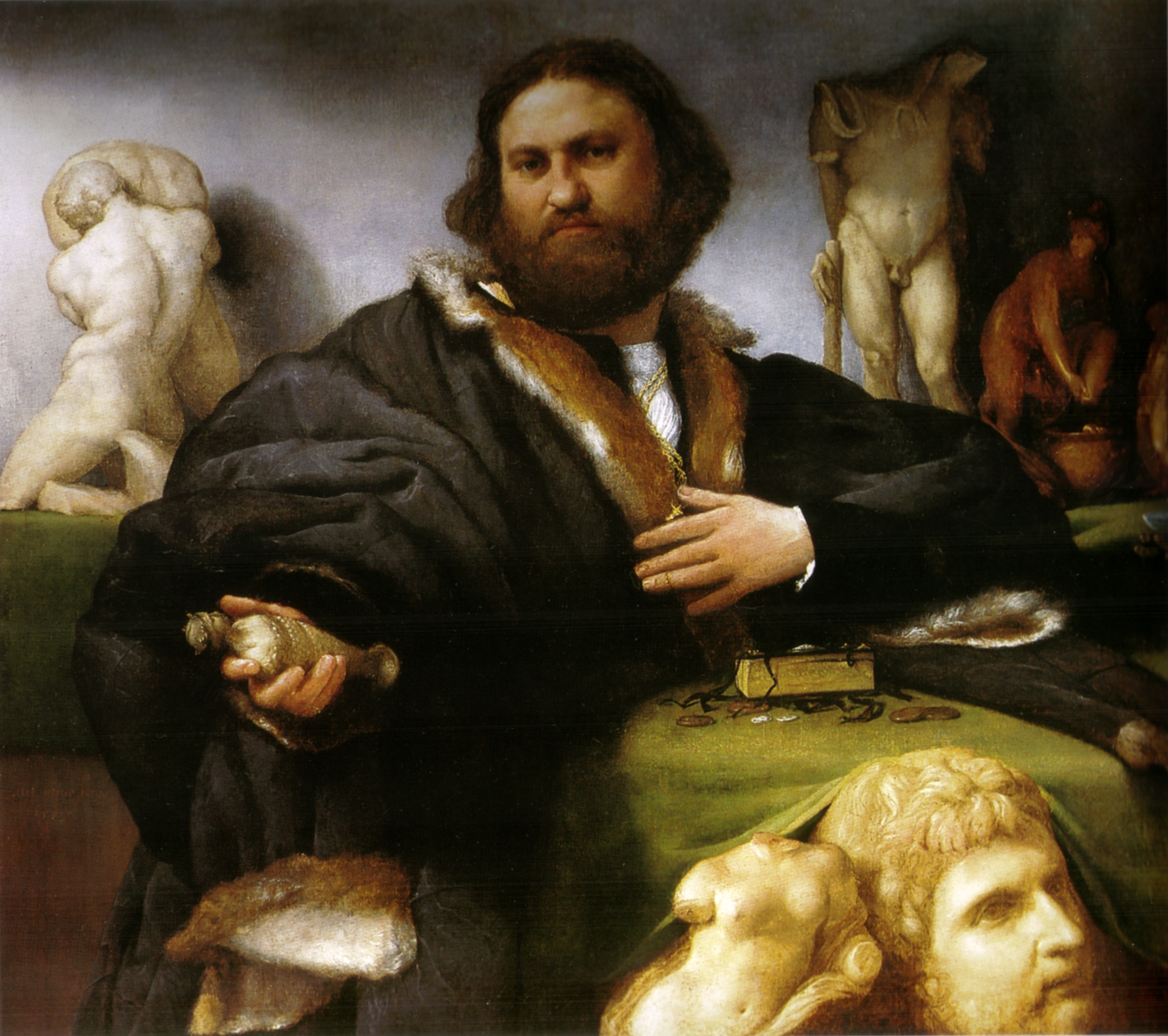
Андреа Одоні, 1527, Хемптон Корт, королівська збірка, Британія.

Доба Відродження в Італії породила колекціонерів античних речей. Збирали твори античних філософів і письменників, розшукували, купували і крали їх. Папа римський Григорій XV наказав силою захопити гейдельберзьку бібліотеку курфюрстів Пфальцьких, бо там були рукописи, яких не мав і Ватикан. При неможливості придбати, рукописи копіювали.
З часом коло колекціонерів розширилося, і почали збирати античні монети й медалі. Дійшла черга і до уламків античних скульптур. Цілих зразків було мало. Вони увійшли у збірки вельмож, кардиналів і папи римського. Колекціонерам меншого рангу дістались уламки. Серед них був і Андреа Одоні, чий портрет намалював Лоренцо Лотто. Це людина могутніх пристрастей. Здається, що в своїх бурхливих діях він не знав меж, як і згаданий папа римський Григорій XV.
Розширилося і коло замовників портретів. У добу Відродження з'явились портрети, пов'язані з фахом особи — "Портрет скульптора " у Андреа дель Сарто, «Портрет кравця» у Мороні. Свій фах мали і замовники портретів Лоренцо Лотто — «Портрет архітектора».

## Портрети Рафаеля Санті
Рафаель намалював небагато портретів. Здається, він брався за їх створення не дуже охоче. Майже всі вони поясні. Як правило, модель зручно розмістилася в кріслі (Анджело Доні, дружина донна Маддалена, Донна Велата, кардинали). Рано позбавлений батьківської любові й опіки, Рафаель штучно уникав драматичних сцен, людських трагедій, невдоволення страшною дійсністю зламу XV—XVI століть. Про його ранній автопортрет годі щось розповісти (молодий і цнотливий), настільки все приховане.
Ніхто на його портретах не здатен на активні рухи. Певна скутість, малорухомість взагалі характерна для всіх його портретів. Винятком став автопортрет з вчителем фехтування (Лувр, Париж), але і тут прихованість — перш за все.
Інколи сама модель давала підстави розкрити душу більше, на грані недозволенного. Так виник портрет Біндо Альтовіті (Вашінгтон, США). Модно одягнений, довговолосий молодик дивиться тривожно і допитливо. Навіть заможна родина і великі гроші не позбавили його тривог, невдоволення дійсністю, розчарування у багатому, але небезпечному оточенні Риму, де нікому не можна довіряти.
Маску люб'язності, штучної гармонії з оточенням помічають і на обличчі Бальтазара Кастільйоне, який багато знає, але про все мовчить. Донна Велата (сеньйора під покривалом) намальована в момент короткотривалого успіху. Звідси модна сукня, дорогі прикраси на простій дочці кухаря. Її рання самотність та постриг в черниці ще попереду і ще не відбилися на вродливому обличчі. Черницю Донну Велату не намалював ніхто, до неї швидко втратили інтерес після смерті художника.

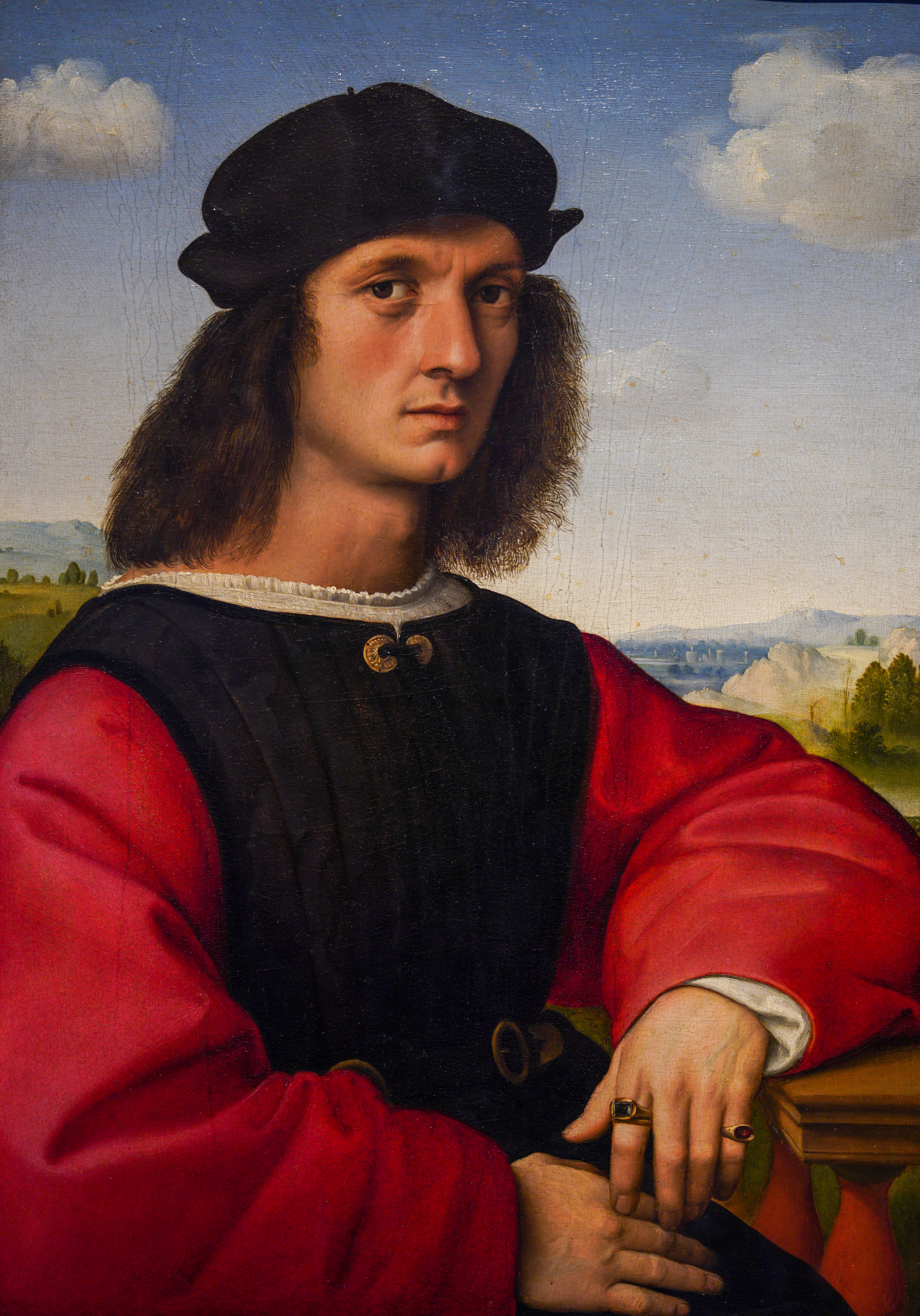
Портрет Анджело Доні. 1506. Галерея Палатина. Флоренція
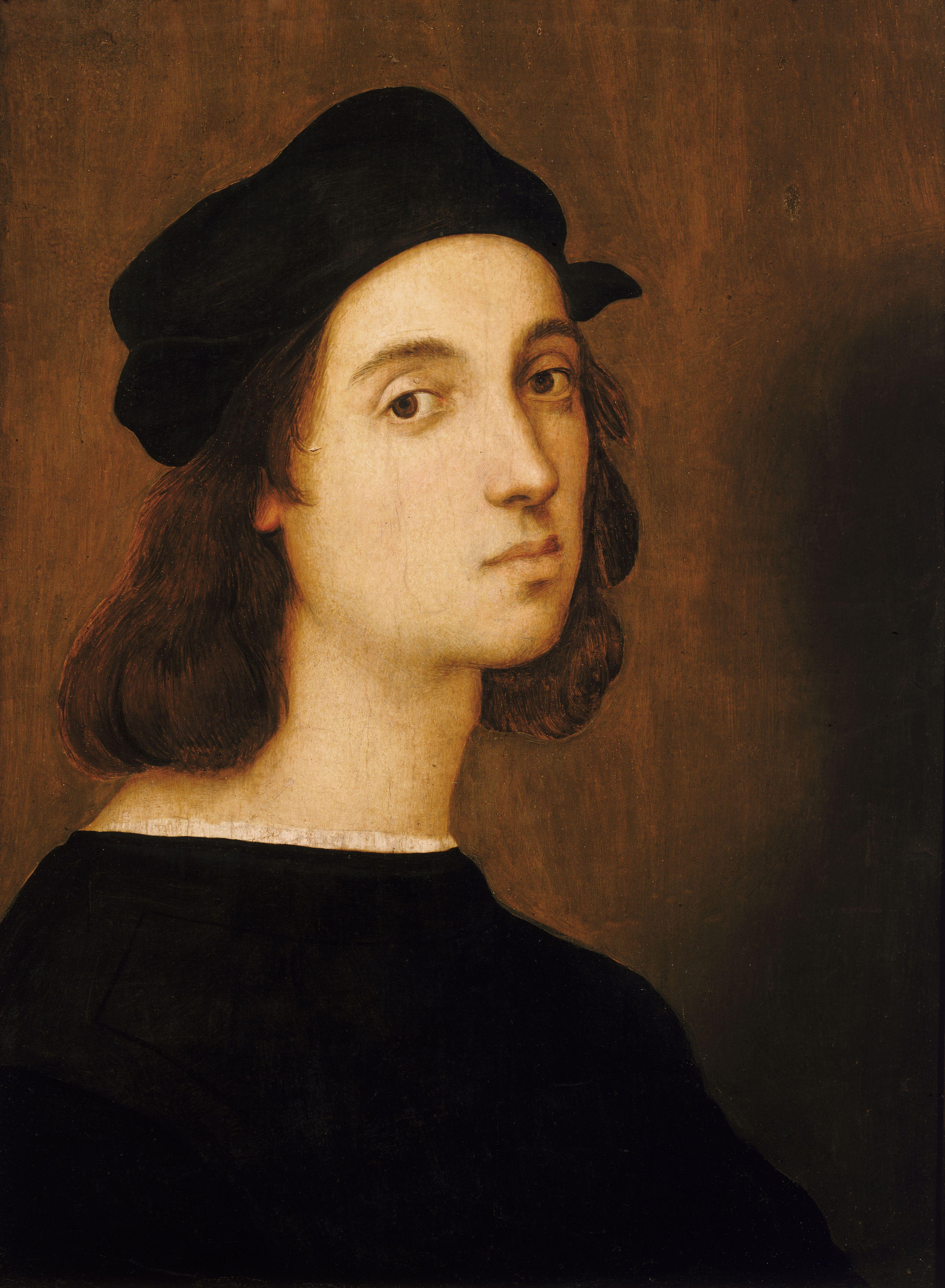
Ранній автопортрет Рафаеля
Портрет Бальтазара Кастільйоне. 1514–1515. Лувр, Париж
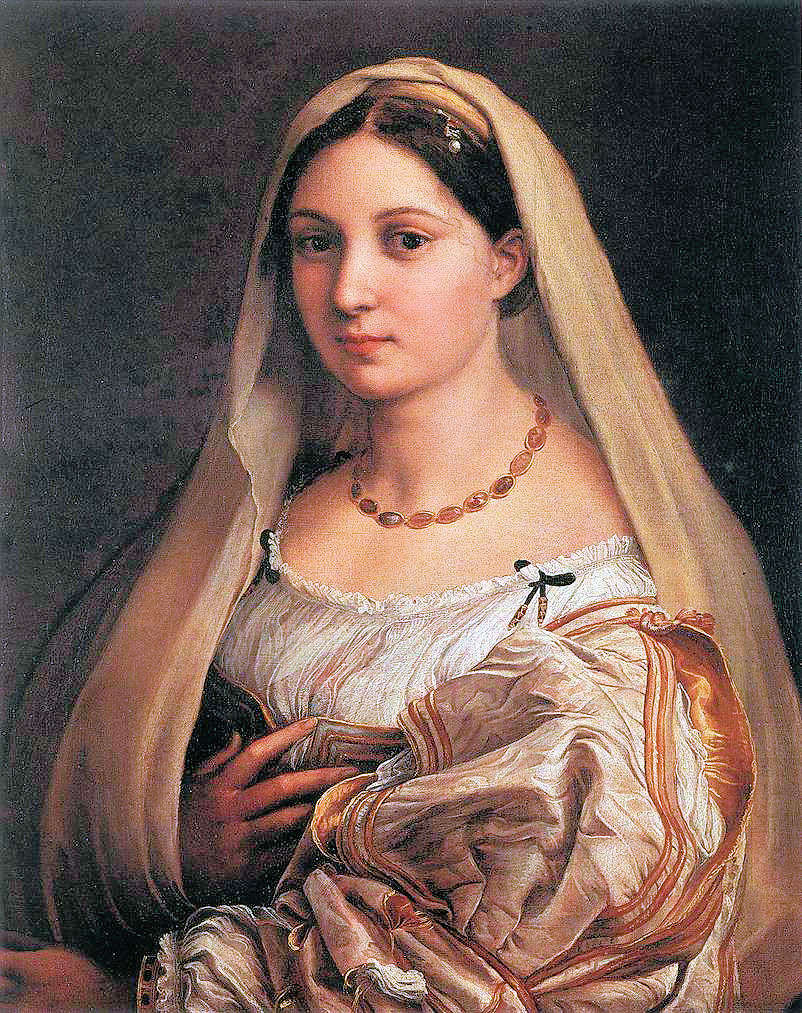
Донна Велата, сеньйора під покривалом, Палаццо Пітті, Флоренція

## Портрет добиПівнічного Відродженняолійними фарбами

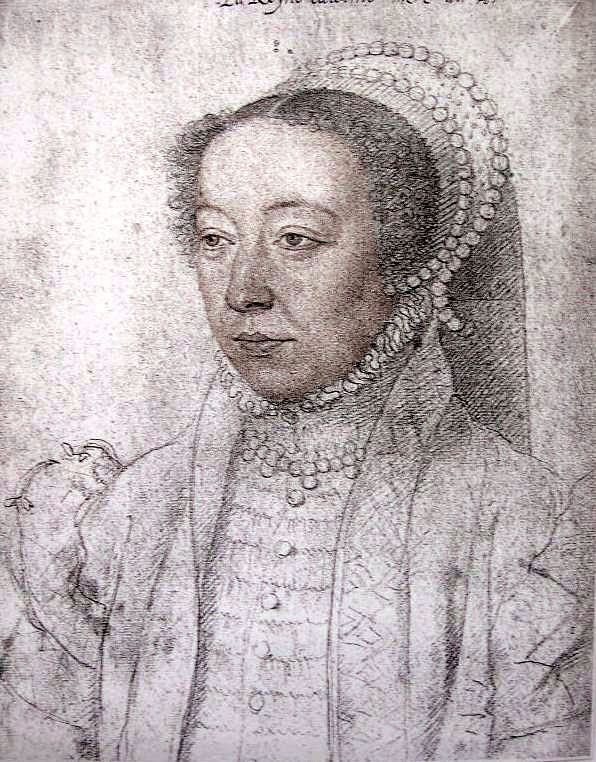
Франсуа Клуе. Олівцевий портрет королеви Катерини Медічі.

Портрети на Півночі Європи довго тримались невеликого розміру. Також вони довго носили приватний, інтимний характер. Їх зберігали в приватних кімнатах, і вони слугували як нинішні фотокартки. В Нідерландах портрет відокремився від зображень донаторів біля мадонн чи Голгоф з розп'ятим Христом.
Серед них були справжні шедеври в творах Бельгамба, Мемлінга, Рогіра ван дер Вейдена (портрет дружини, Берлін), Мабюза, Яна ван Скореля. Взагалі майстри Нідерландів XVI століття суперничали з портретистами найрозвиненішої країни світу в мистецтві — Італії, а в правдивості відображення моделей перевищували й італійців.
У Франції XVI століття потреба в портретах була такою великою, що виникає особлива його форма — портрет олівцем на папері. Такі портрети робили як видатні майстри (Жан Фуке, Франсуа Клуе), так і безліч аматорів. З'явилися великі приватні збірки олівцевих портретів, що слугували документами доби (збірка графа Кобенцля та ін.)
В Англії поряд з невеликим портретом був лише один виняток — великий за розмірами портрет королівської особи та його дружини (Генріх VIII, королева Єлизавета I), іноді портрети перших осіб після короля чи дипломатів (Гольбейн, дипломати Жан де Дентевіль та Жорж де Сельв, Лондон). Розквіт великого репрезентативного портрета прийде в добу бароко і його створять митці з Фландрії (Рубенс, Ван Дейк, Неллер Годфрі, Пітер Лєлі).

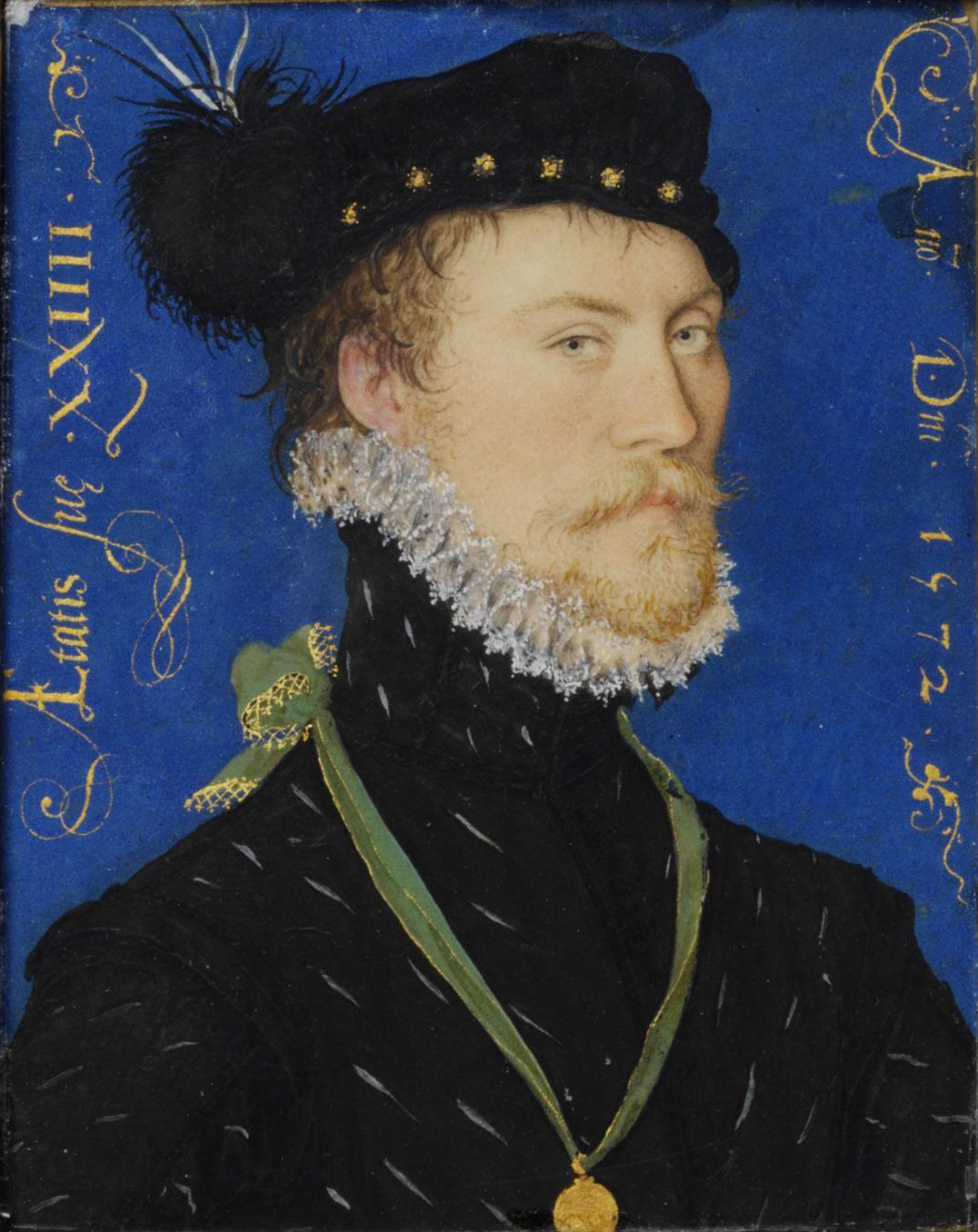
Англія. Ніколас Хіллард. Портрет невідомого
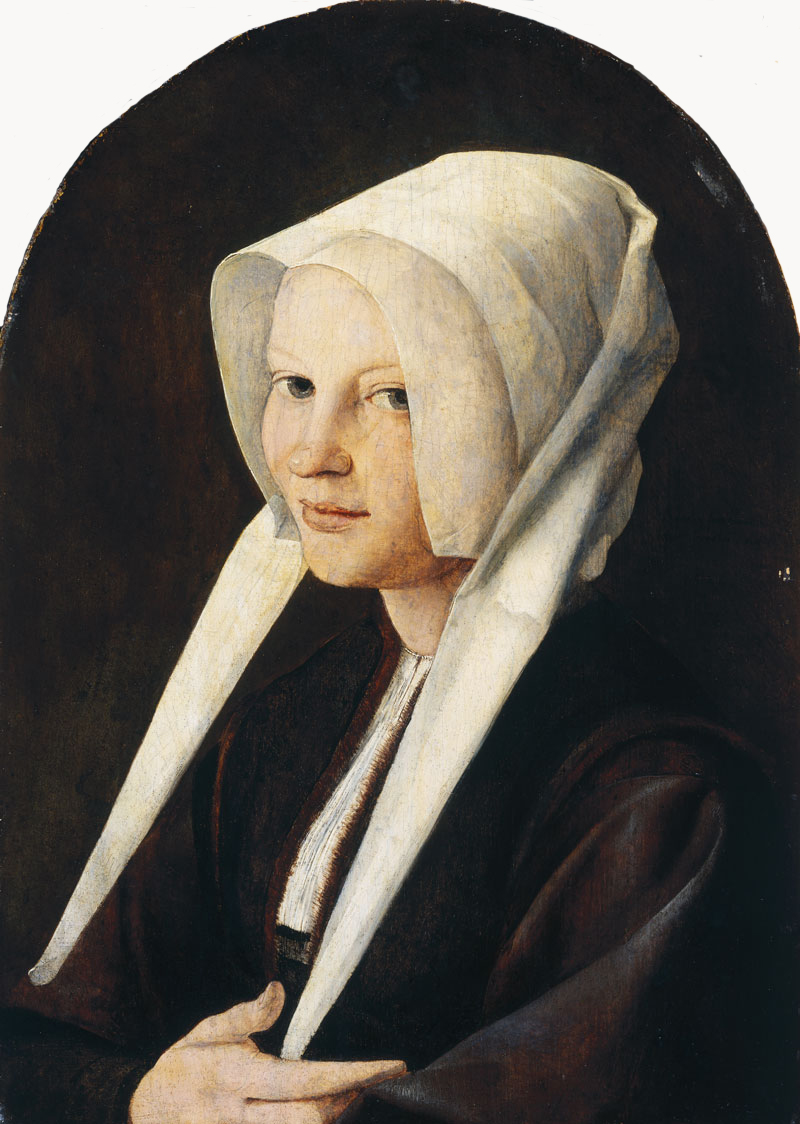
Нідерланди.Ян ван Скорел.«Агата ван Схонсховен»
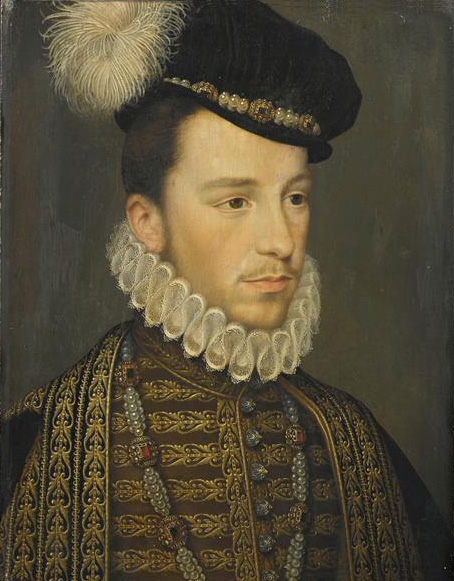
Франція.Франсуа Клуе. «Генріх III в молоді роки»
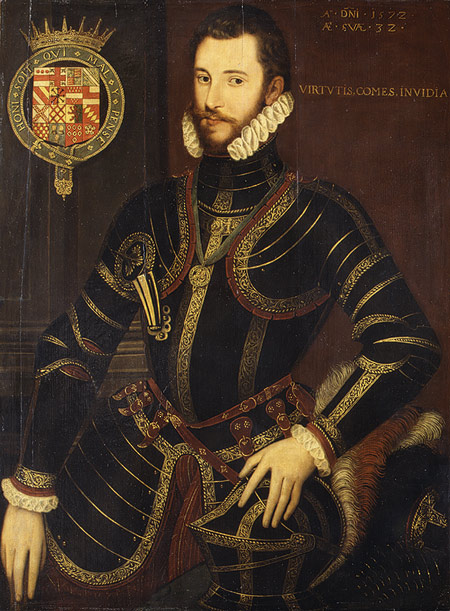
Британський худ. XVI ст. «Портрет Волтера Девере, 1-го графа Ессекса »,  1572 р. Музей мистецтва Метрополітен

## Портрет доби Відродження в гравюрі
Гравюра доби Відродження надала можливість швидко відтворити зовнішність людини і швидко розповсюдити портрет. В Німеччині початку XVI століття набули сили антикатолицькі настрої. Саме тут гравюра-портрет здобула велику популярність.
Місто Віттенберг ненадовго стало ідеологічним центром Німеччини. Саме тут діяв реформатор Мартін Лютер, що зумів потрясти свідомість німців і започаткував лютеранство (німецький варіант протестантизму). 1523 року художник Лукас Кранах Старший став володарем друкарні в Віттенберзі, де почав друкувати листівки та книги проповідника Лютера. Зробив Кранах і декілька портретів Лютера як олійними фарбами, так і в гравюрі. Завдяки гравюрам-портретам Кранаха обличчя Лютера знала більшість німців. Особливо виділяють портрет 1521 року, де подано профіль Лютера.
Портрети-гравюри було зроблено і з головних прибічників Лютера (наприклад, Філіпа Меланхтона, поета Ганса Сакса, гравюра Г.Брозамера 1545 р.).
Робили портретні гравюри і в інших країнах (Італія, Швейцарія, Нідерланди), хоча вони мали менше розповсюдження, ніж у Німеччині (портрет Андреа Доріа, адмірала; портрет Крістіана II Данського Яна Мабюзе 1523 р.).

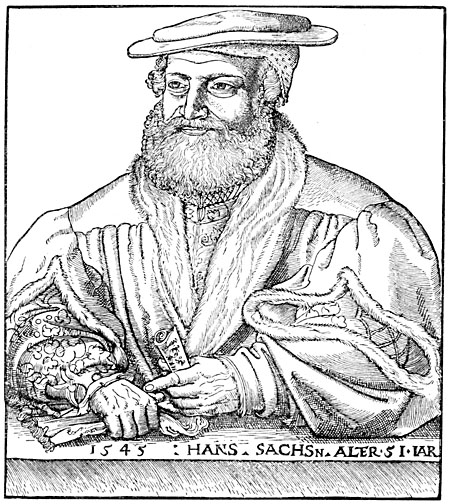
Портрет поета Ганса Сакса. Ксилографія Ганса Брозамера
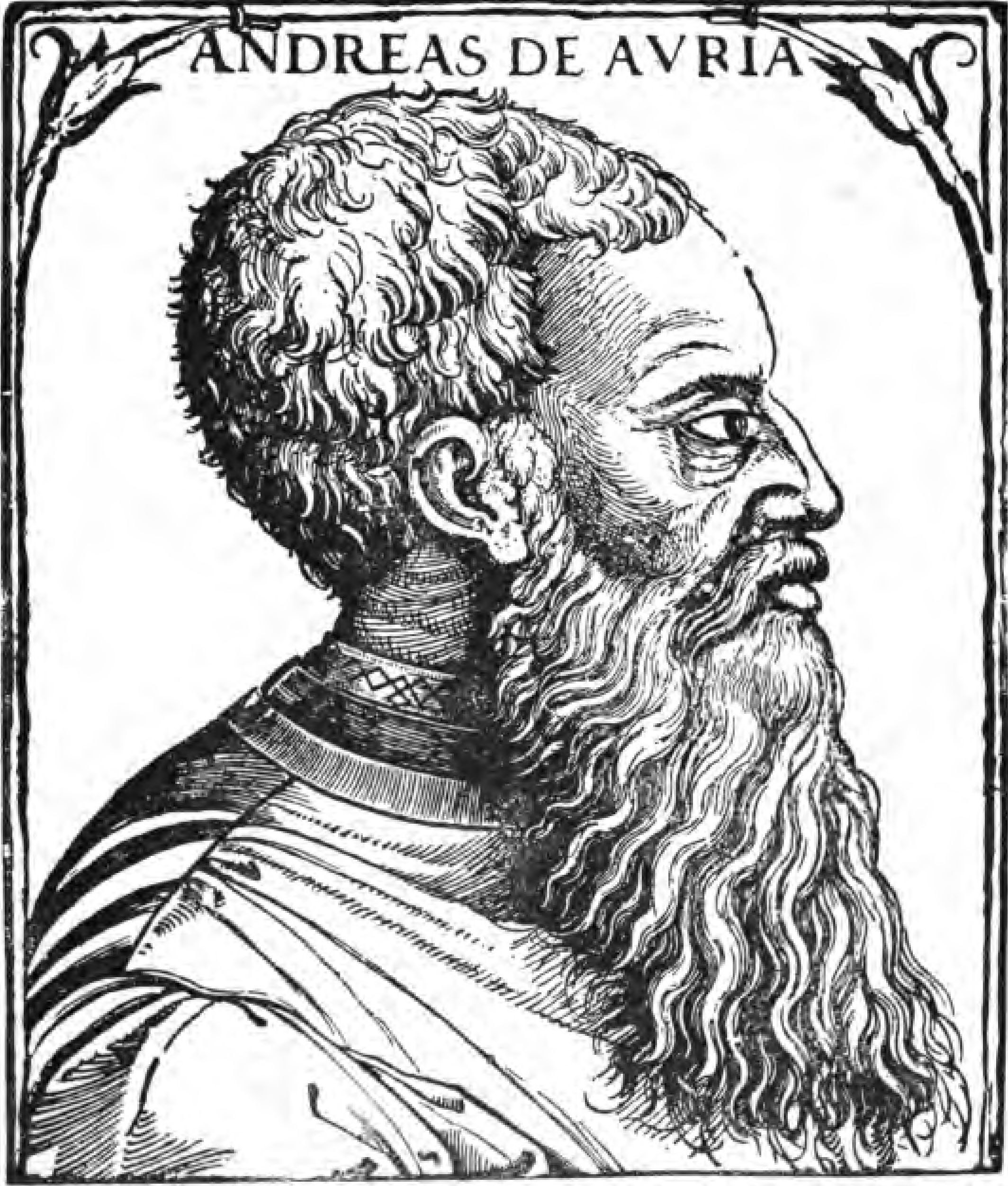
Портрет Андреа Доріа,адмірала
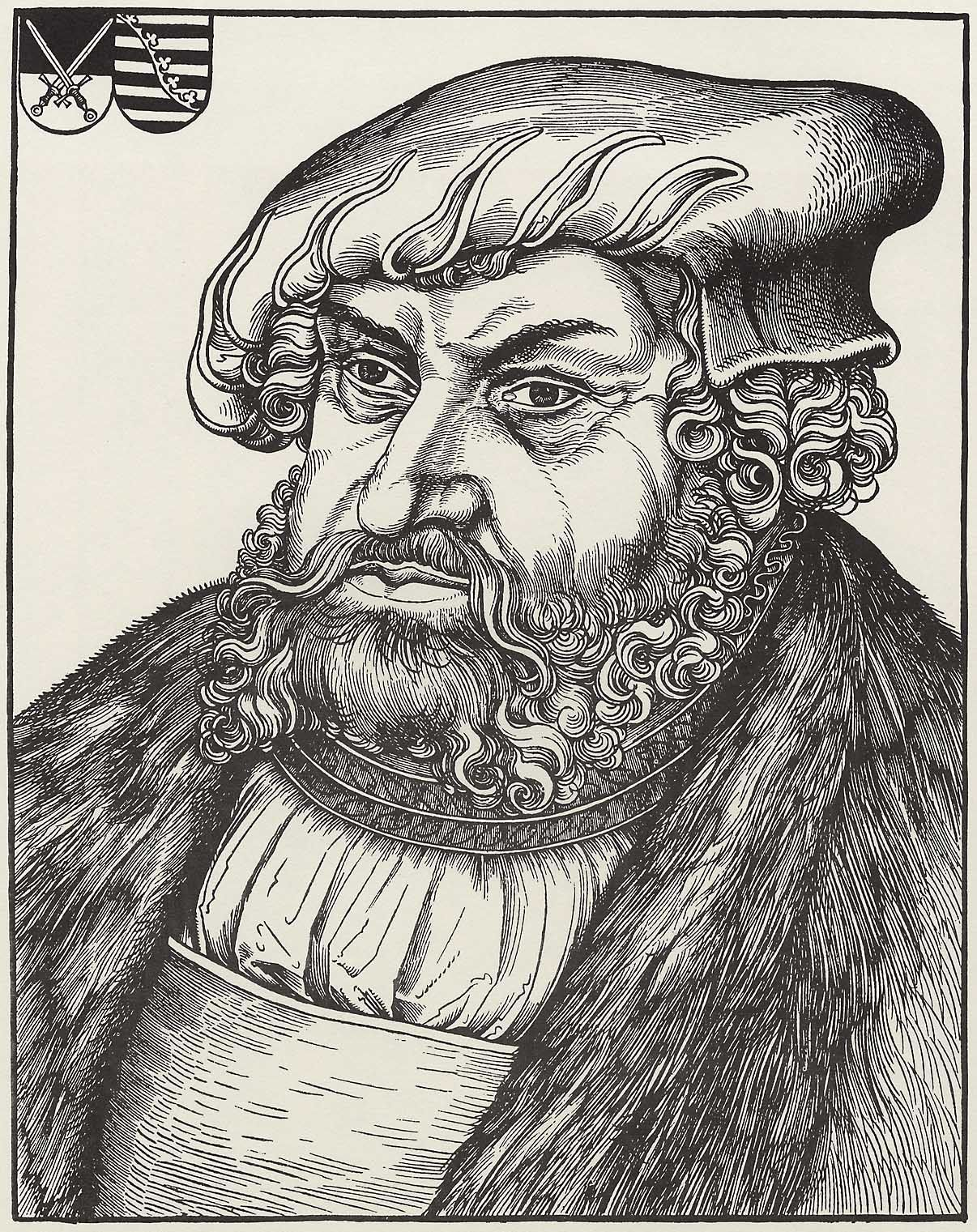
Лукас Кранах, портрет Йоганна фон Заксена

## Портрет доби маньєризму

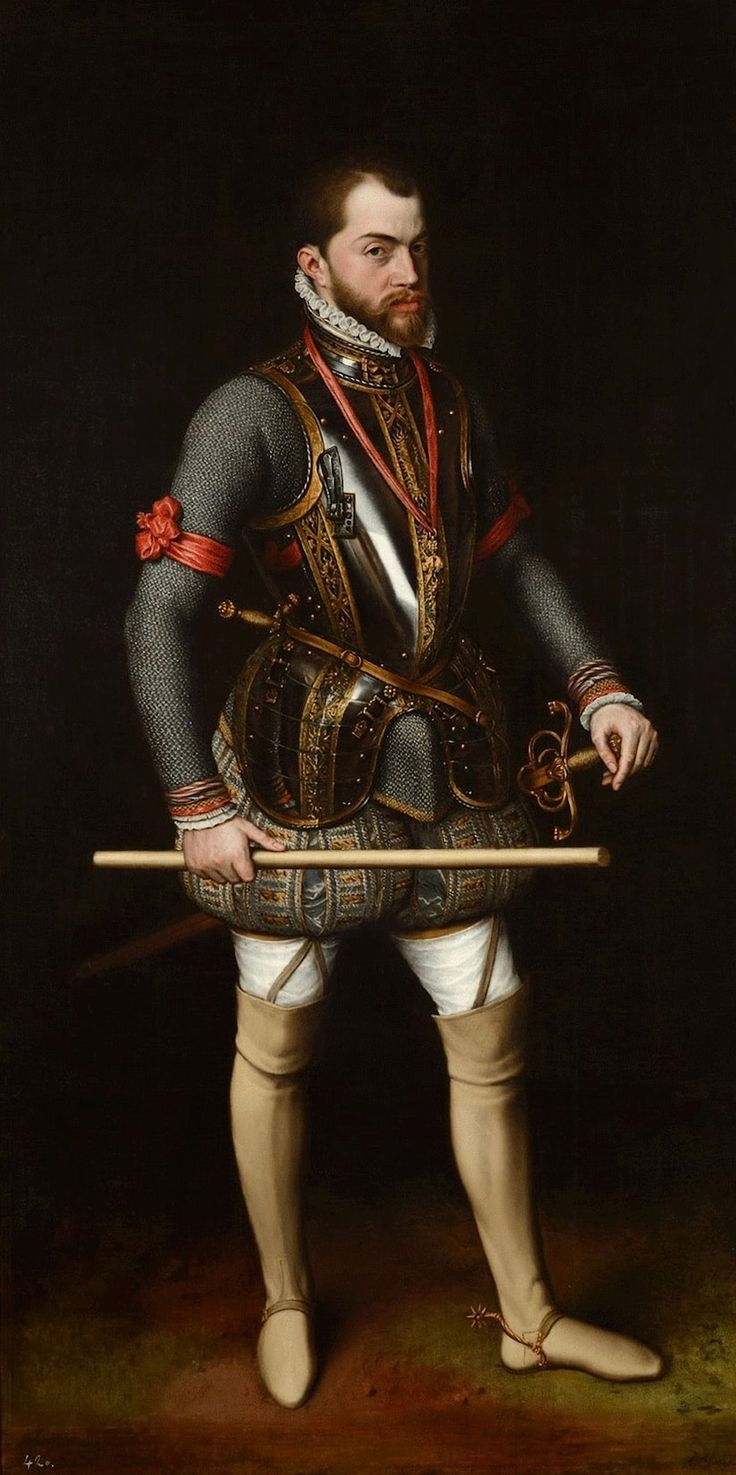
А. Мор, портрет Філіпа II

Маньєризм виник в Італії наприкінці 1520 — на початку 1530-х рр. Центрами стилю були папський Рим, Флоренція і Мантуя. Його виникнення пов'язують зі складнощами в політиці й економіці Італії, недовірою до настанов та ідеалів Відродження при збереженому поклонінні недавнім авторитетам та їх манері в творах. В картинах з'являється натовп, алегоричні фігури, складна побудова композиції, ядучі фарби. Нагнітається спіритуалізація образів, деформуються тіла персонажів. Майстри захоплюються ефектами складних побудов, штучного освітлення, надмірним використанням ефектів.
Розчарованість в людині взагалі вплинула і на портрет. Майстри звертають перебільшену увагу на зовнішнє в портретованому, на його посаду чи місце в суспільстві, впадають в крайнощі. Одні малюють умовний одяг, інші виписують кожну зморшку, перлинку, подаючи дрібниці наче найважливіше в людині.
Володаря подають надміру величним, гордовитим, незрозумілим і віддаленим від людей (Бронзіно, портрети герцога Козімо 1-го Медічі). Його дружина постає закутою в дорогі шати, з негнучкою спиною і бронею на застиглому, холодному обличчі (портрет Елеонори Толедської з сином). Могутнім богом постає король Іспанії в Антоніса Мора (портрет Філіпа ІІ). На портретах Себастьяно дель Пьомбо персона ніби продовжує спілкуватися з кимось за краєм полотна (адмірал Андреа Доріа, дипломат Франческо Альбіцці), але залишається самотньою, покинутою в своїй надмірній величі. Розчарованим і пригніченим постає і папа римський Климент VII, наче не здатний на активні дії (Неаполь, Каподімонте). Своєю невдалою політикою папа довів Рим до розорення і пограбування 1527 року. Тому видатні майстри Риму змушені були емігрувати в різні куточки Італії, а поруйноване місто Рим треба було відбудовувати наново. Навіть виникнення маньєризму як течії в мистецтві пов'язують саме з цією трагічною подією.
Деформації на полотні привели до появи зображень, де людське обличчя щезає, а його складають, мов у мозаїках, з квітів або тварин, овочів, фруктів, речей, птахів, навіть книг. Зразки подав великий Арчімбольдо — алегорії стихій, серія «Пори року»; портрет імператора Рудольфа ІІ. Манеру підхопили менш талановиті ("Єва з яблуком ", «Осінь» аноніма, пінакотека в Брешії), яких презирливо обізвали арчімбольдесками. Впливи чудернацьких образів Арчімбольдо відчутні і в творах фламандця Йооса де Момпера (1564—1635), серія «Пори року».
Деформації вразили і багатьох граверів. Ніколо Реллі надрукував гравюрні портрети людей, які нібито були прибульцями з неба. Їх обличчя складені з металевих речей або дерев'яних стружок (Москва).
Деформації і дивацькі манери сподобались настільки, що стали надбанням культури різних країн (Йоос де Момпер, Фландрія, серія «Пори року»). Особливо велику роль відіграв маньєризм у Франції XVI століття (Школа Фонтенбло). А чудернацькі портрети гравіювали ще у 1695 році, коли давно померли і Арчімбольдо, і Ніколо Реллі (француз Ніколя де Лармессин, «Годинникар у шатах з годинників», гравер-анонім початку XVIII ст. «L'habit d'horlogere» (дама в сукні-годиннику).
Портрети і картини майстрів маньєризму в XX столітті стануть одним з витоків сюрреалізму.

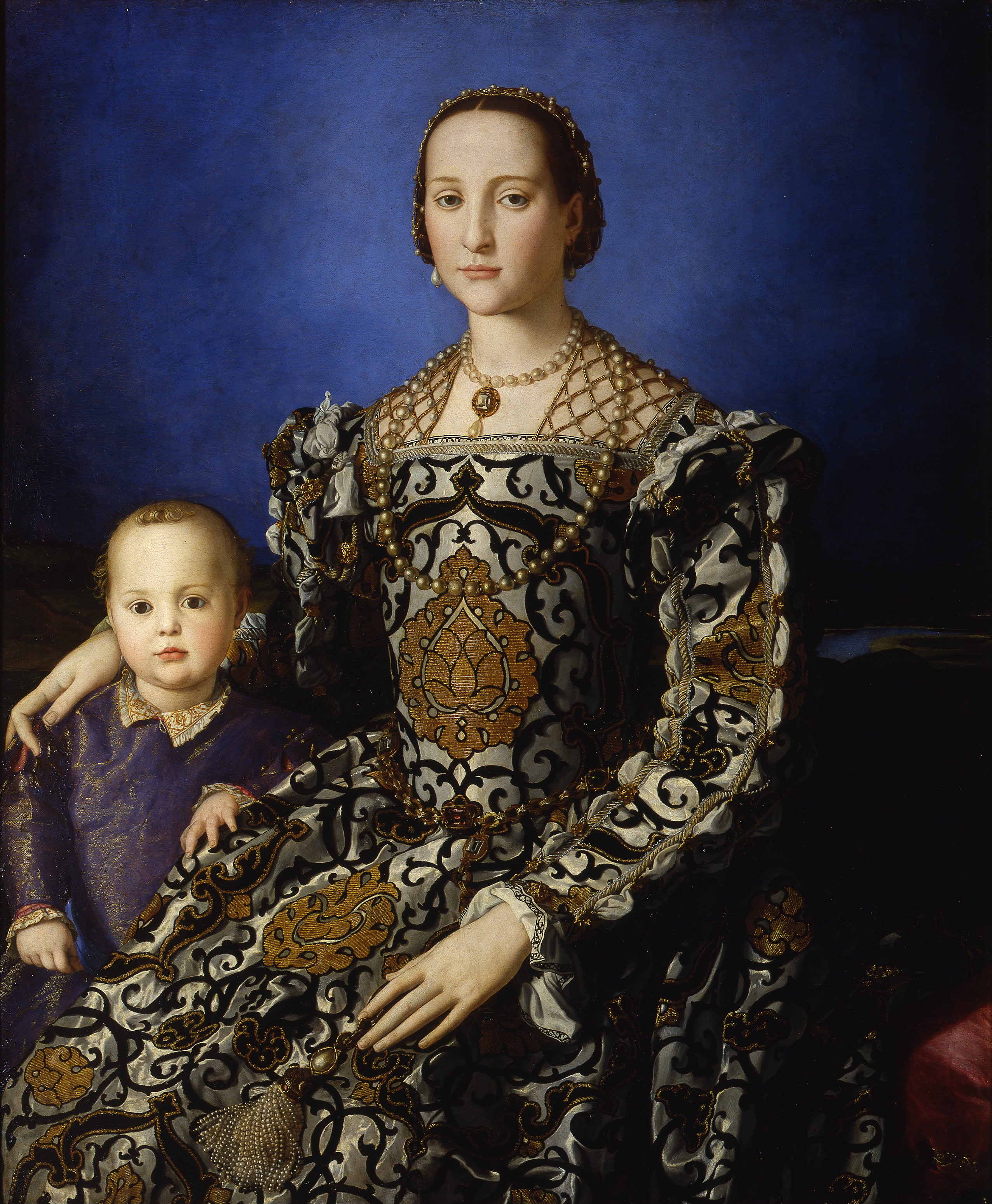
Аньоло Бронзіно. Елеонора Толедська з сином. 1545. Уффіці, Флоренція.
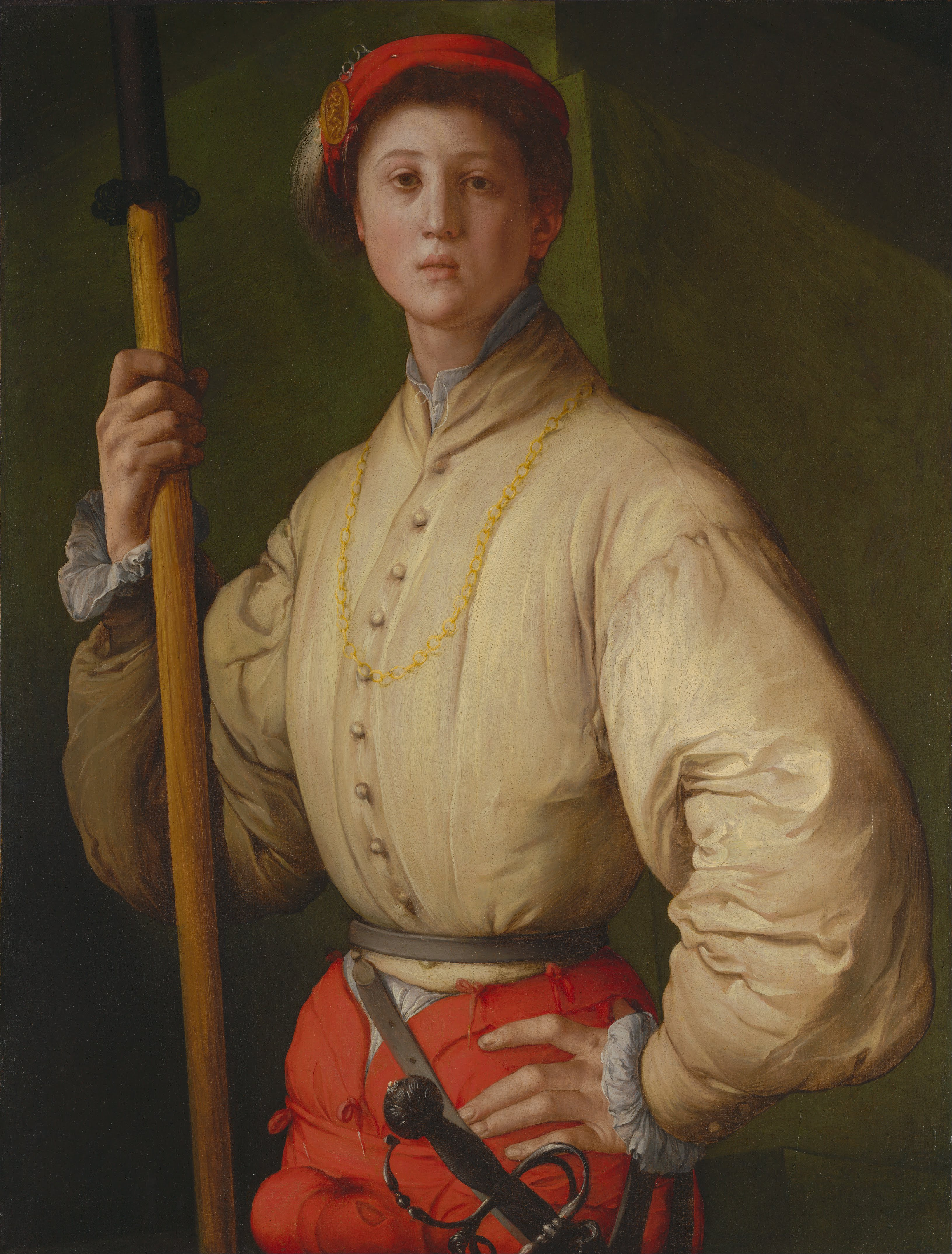
Понтормо. Портрет юнака з алебардою.
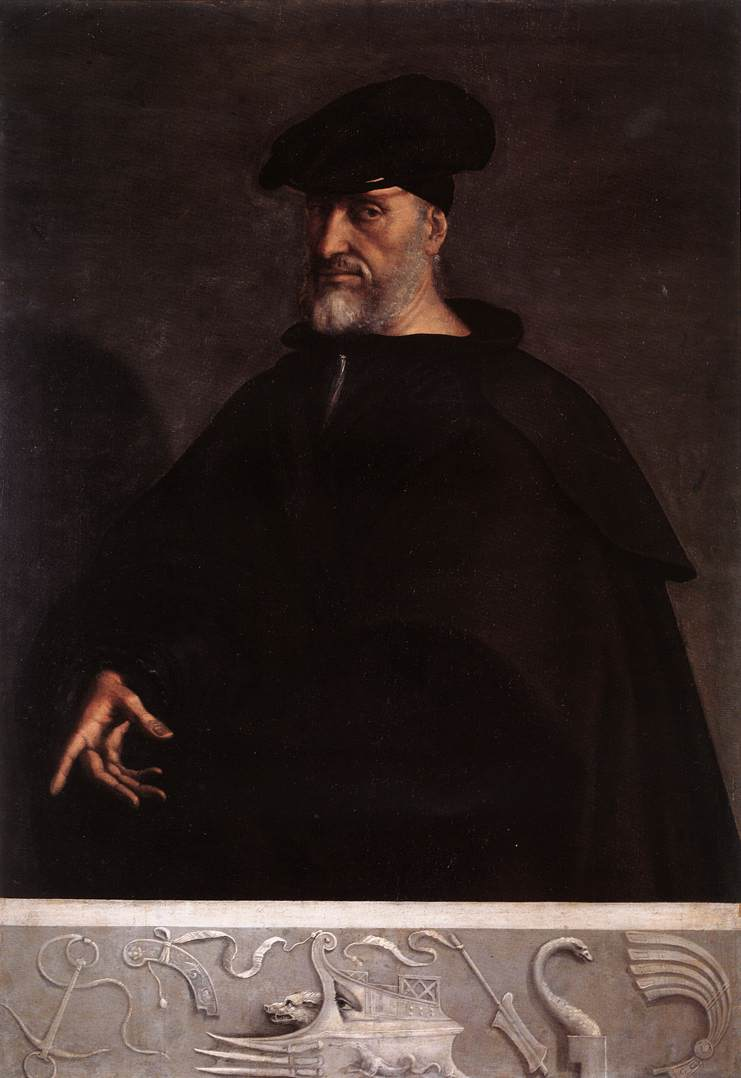
Андреа Доріа. Портрет Себастьяно дель Пьомбо.
Портрет імператора Рудольфа II як Вертумна. 1590
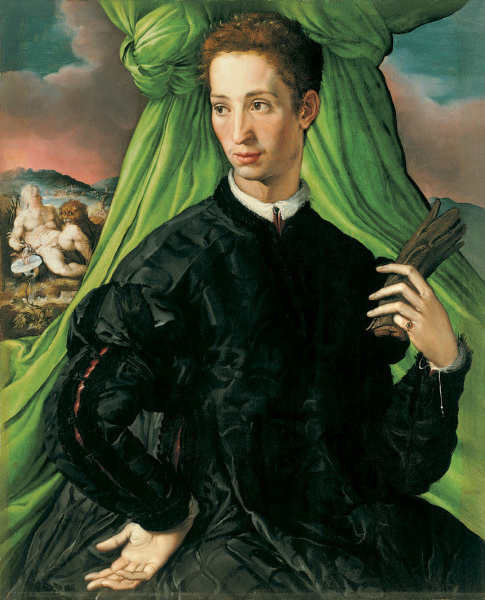
Франческо Сальвіаті. Портрет аристократа з Флоренції, Сент Луїс, Міссурі, США
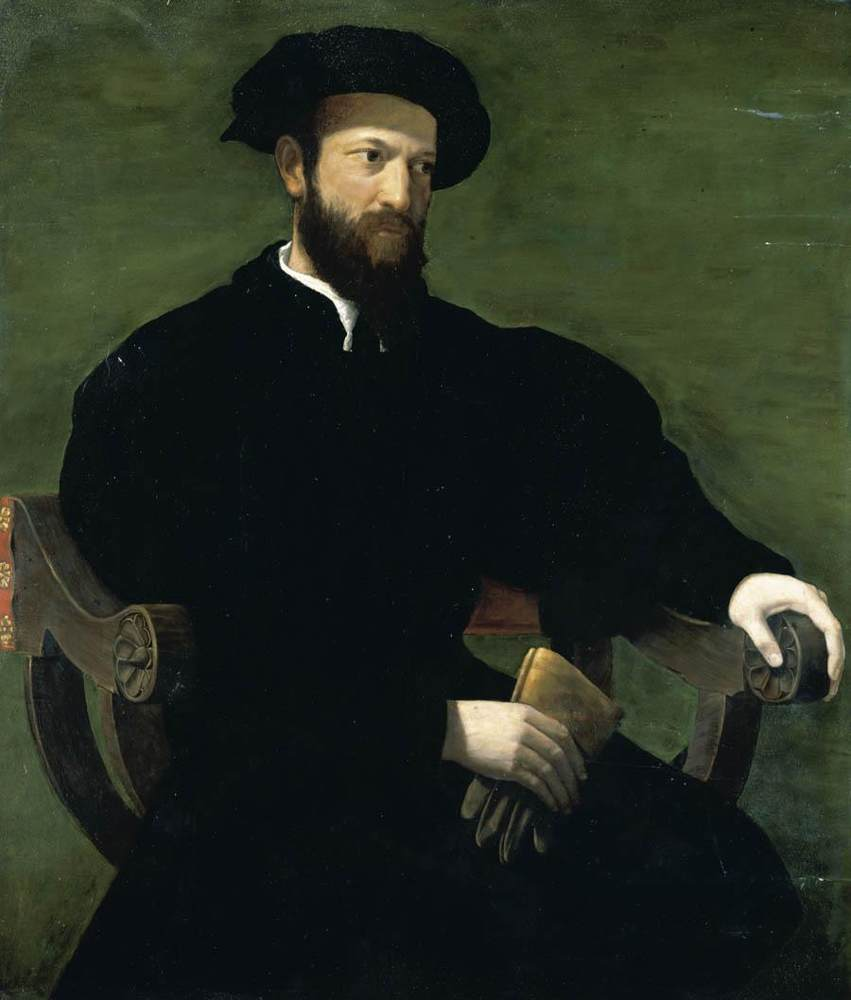
Франческо Сальвіаті. Портрет невідомого в кріслі, приватна збірка

## Чотири портрети роботиТанціо да Варалло,маньєризм

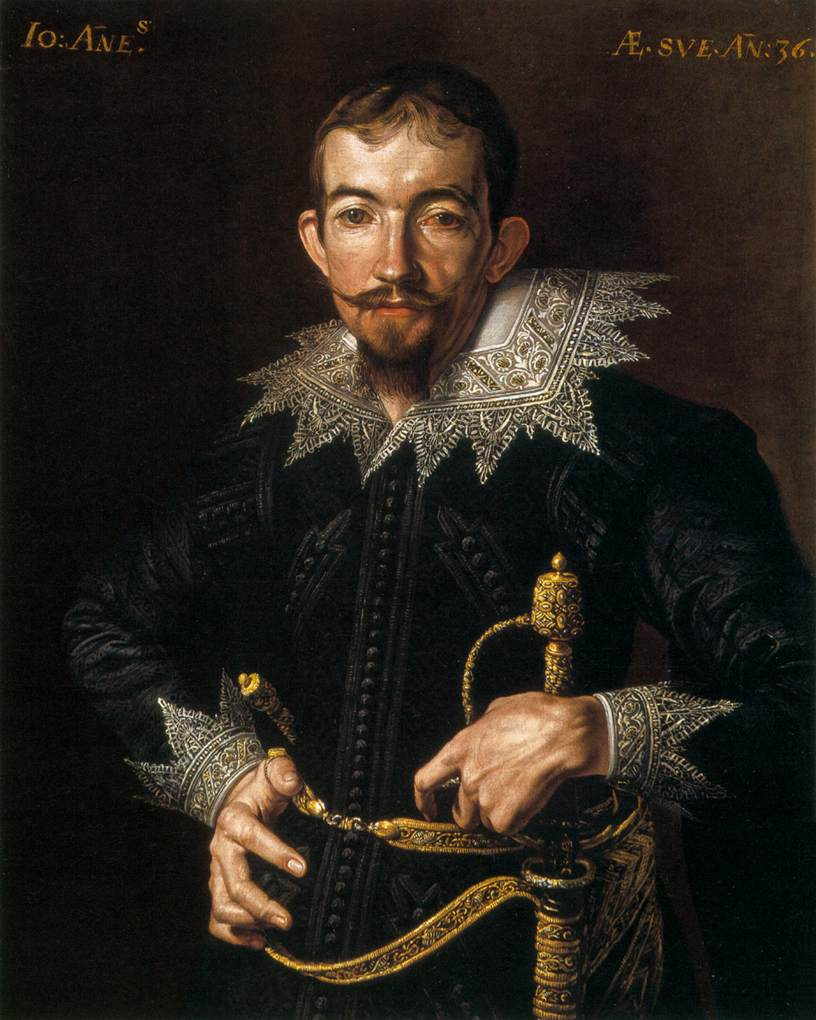
Танціо да Варалло. «Невідомий з мечем», бл. 1615, приватна збірка
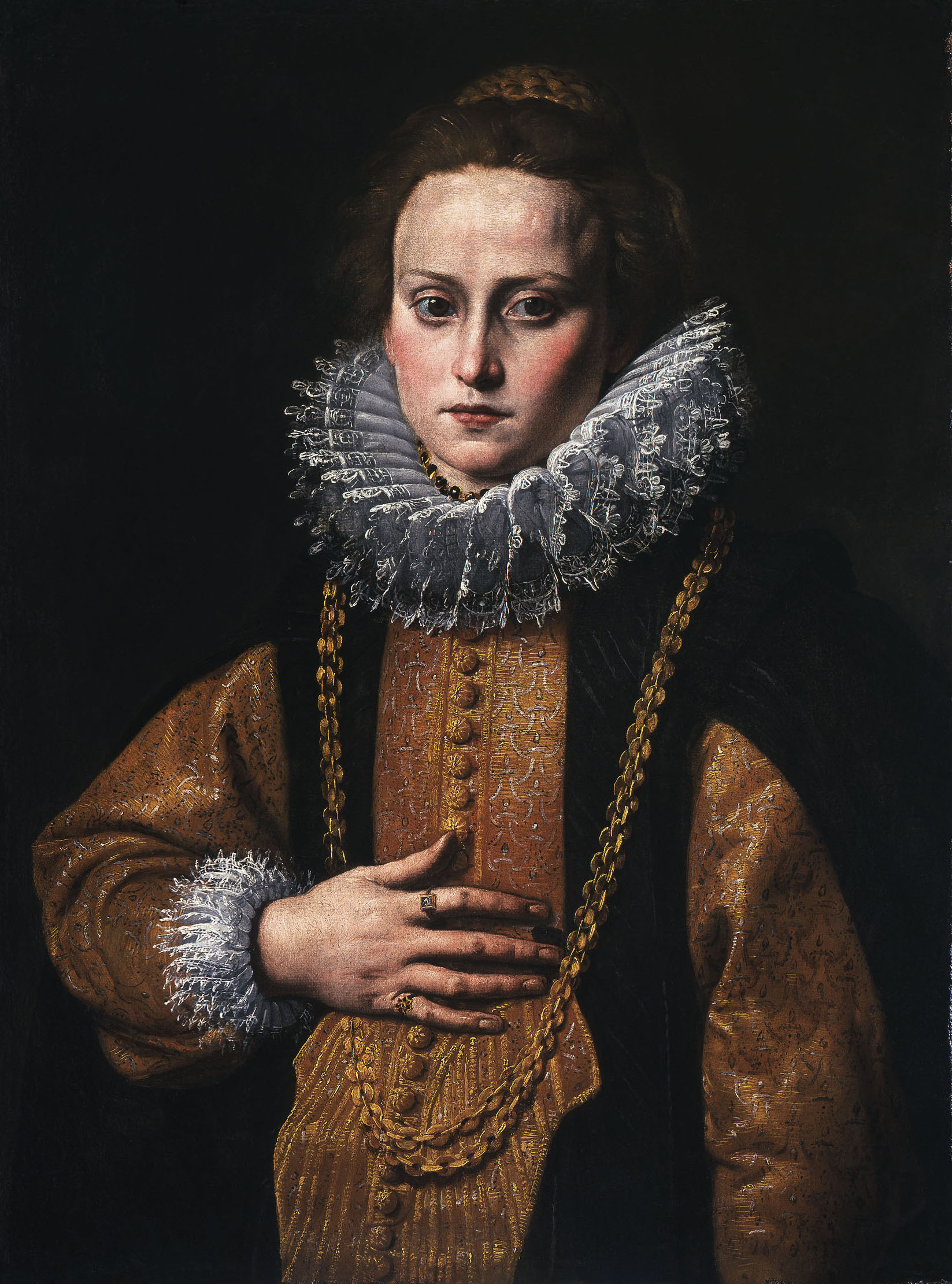
Танціо да Варалло. «Шляхетна невідома», бл. 1618, Пінакотека Брера, Мілан
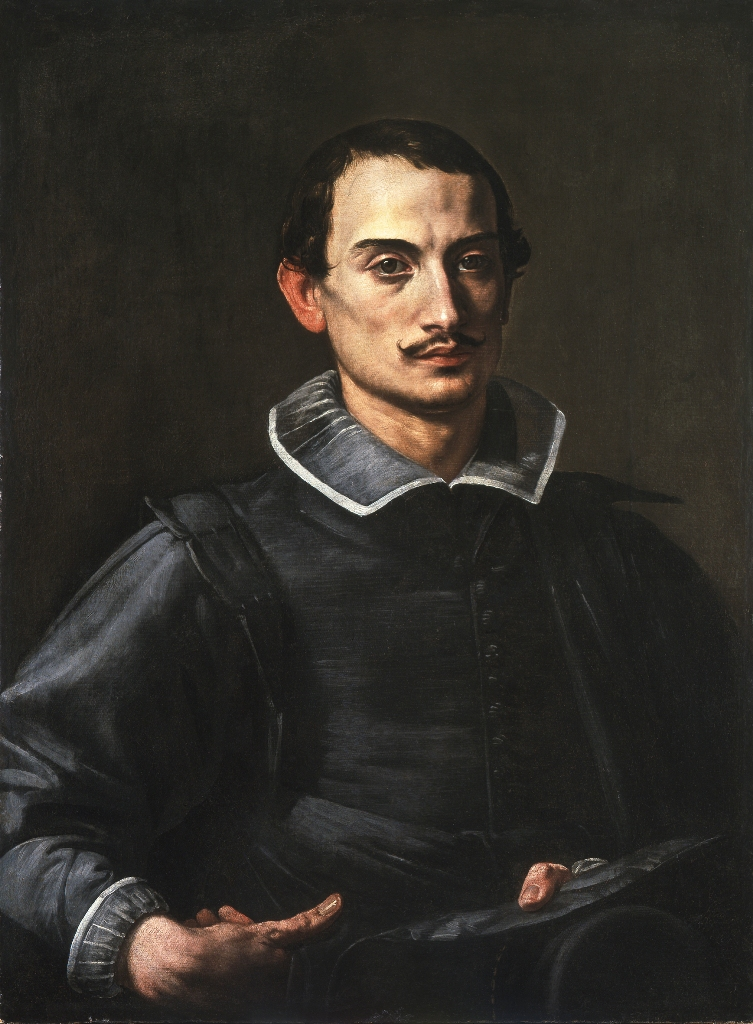
Танціо да Варалло. « Невідомий з капелюхом у руці», бл. 1620, Пінакотека Брера, Мілан
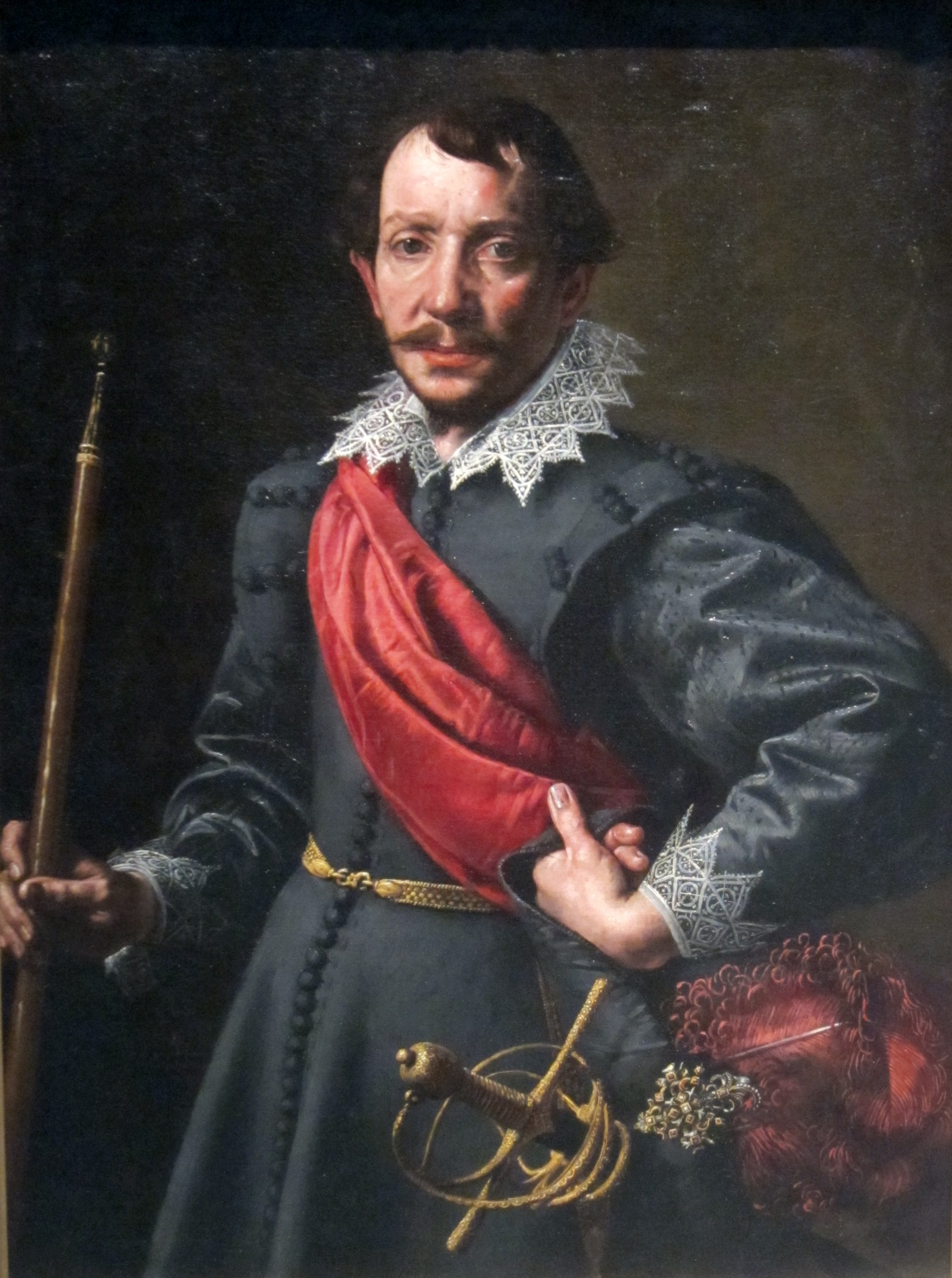
Танціо да Варалло. «Невідомий офіцер», бл. 1620, Художній музей Клівленд, США

## Зразок портрета з алегорією

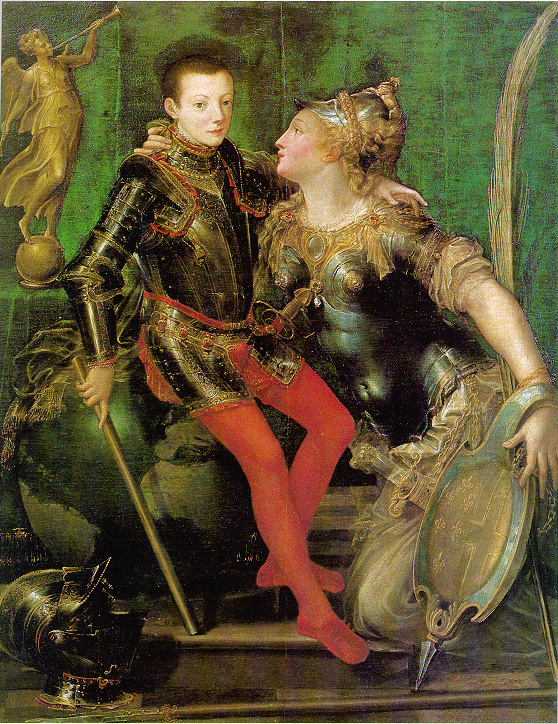
Джіроламо Маццола Бедолі. Алегоричний портрет Алессандро Фарнезе, герцога Пармського.

Алегорія, як втілення чеснот і переваг володаря, набула широкого використання в Італії. Найчастіше алегорія подавалася в виді молодої дівчини з атрибутами і надписами, що пояснювали, яка саме чеснота перед глядачем. До створення алегорій зверталися різні майстри («Милосердя» П'єтро Поллайоло, «Міць» Сандро Боттічеллі та ін.) 
В XVI столітті використання алегорій поширилося, і вони виникають на фресках, в картинах, стають дійовими особами в портреті. Художник Дж. Бедола малює портрет підлітка Алессандро Фарнезе як дорослого володаря Парми і водночас як улюбленця Паллади. Худенький підліток в обладунках лицаря сидить на земній кулі, а Паллада ще й тримає його герб в руці.
Алегорію успадкувала доба бароко. Рубенс подав алегорії в серії картин для королеви Марії Медічі (Лувр, Париж). Вони з'явилися в мармурових статуях барокових садів (алегорія Зими в Версалі) і як самостійні оздоби монументів королів («Великий Курфюрст», скульптор Андреас Шлютер, Берлін).

## Дитячий портрет

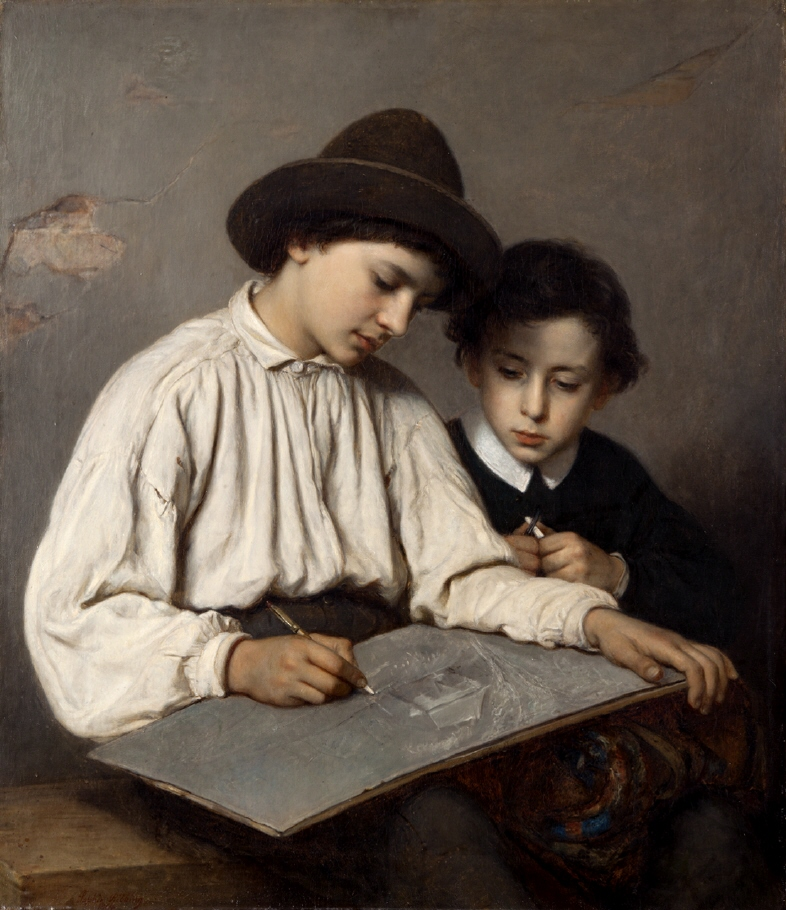
Софі Рибинг. Хлопчики малюють, 1864 р., Гетеборзький музей мистецтва

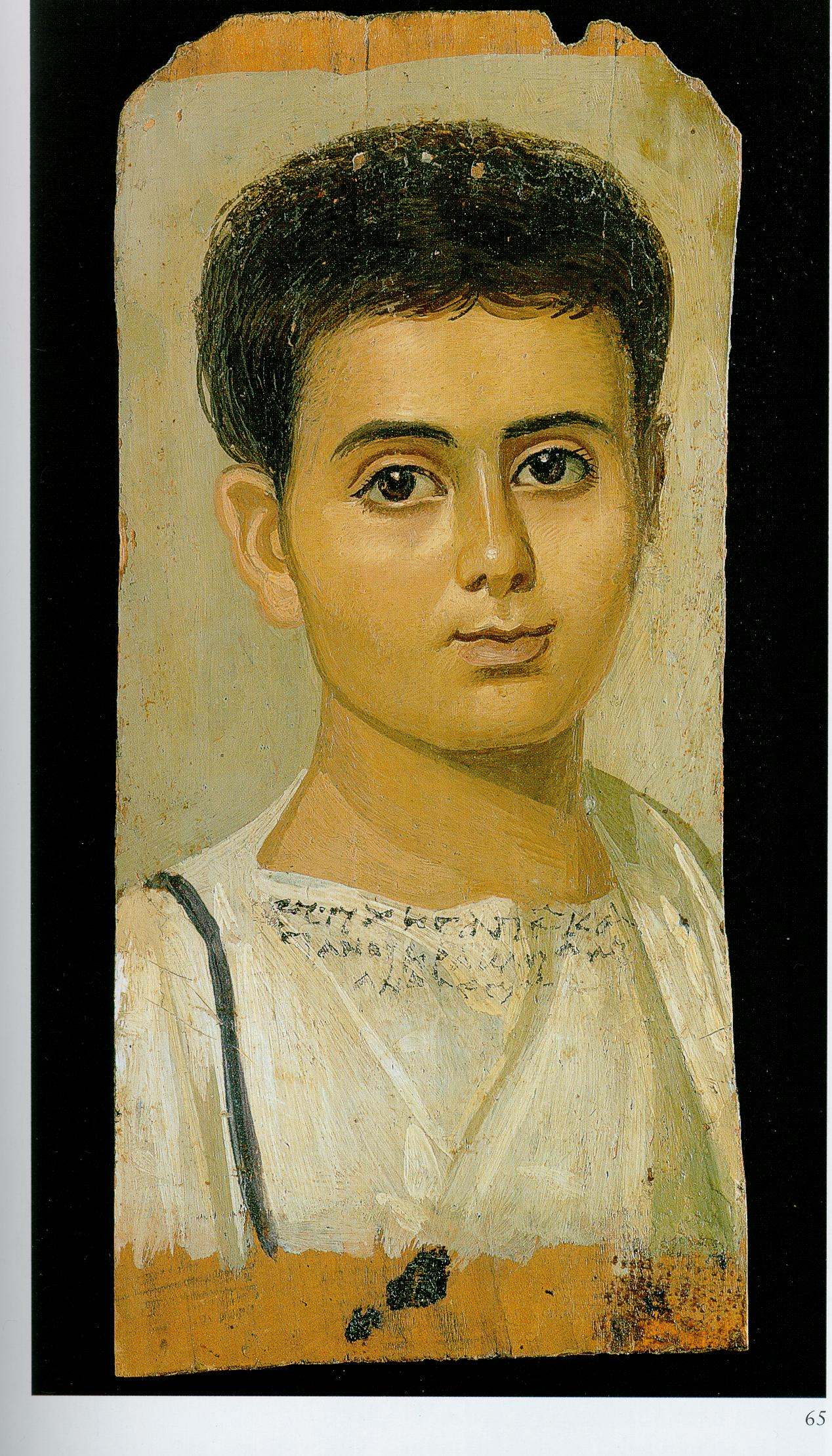
Портрет хлопчика (фаюмський портрет). музей мистецтва Метрополітен
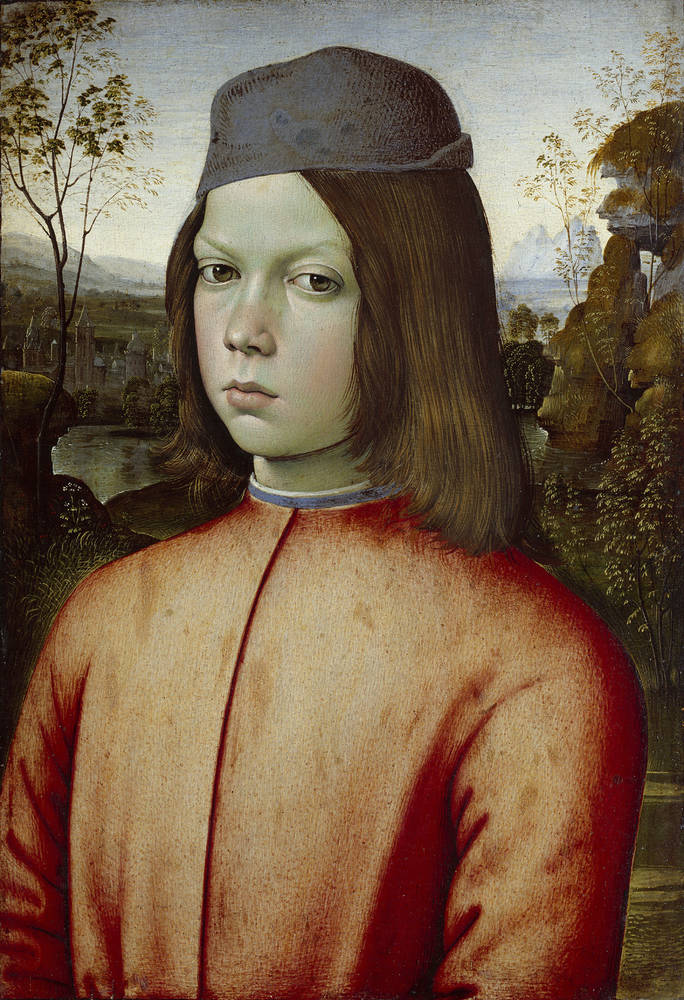
Пінтуріккьо. «Портрет хлопчика-італійця», бл. 1500 р.,  Дрезденська картинна галерея.
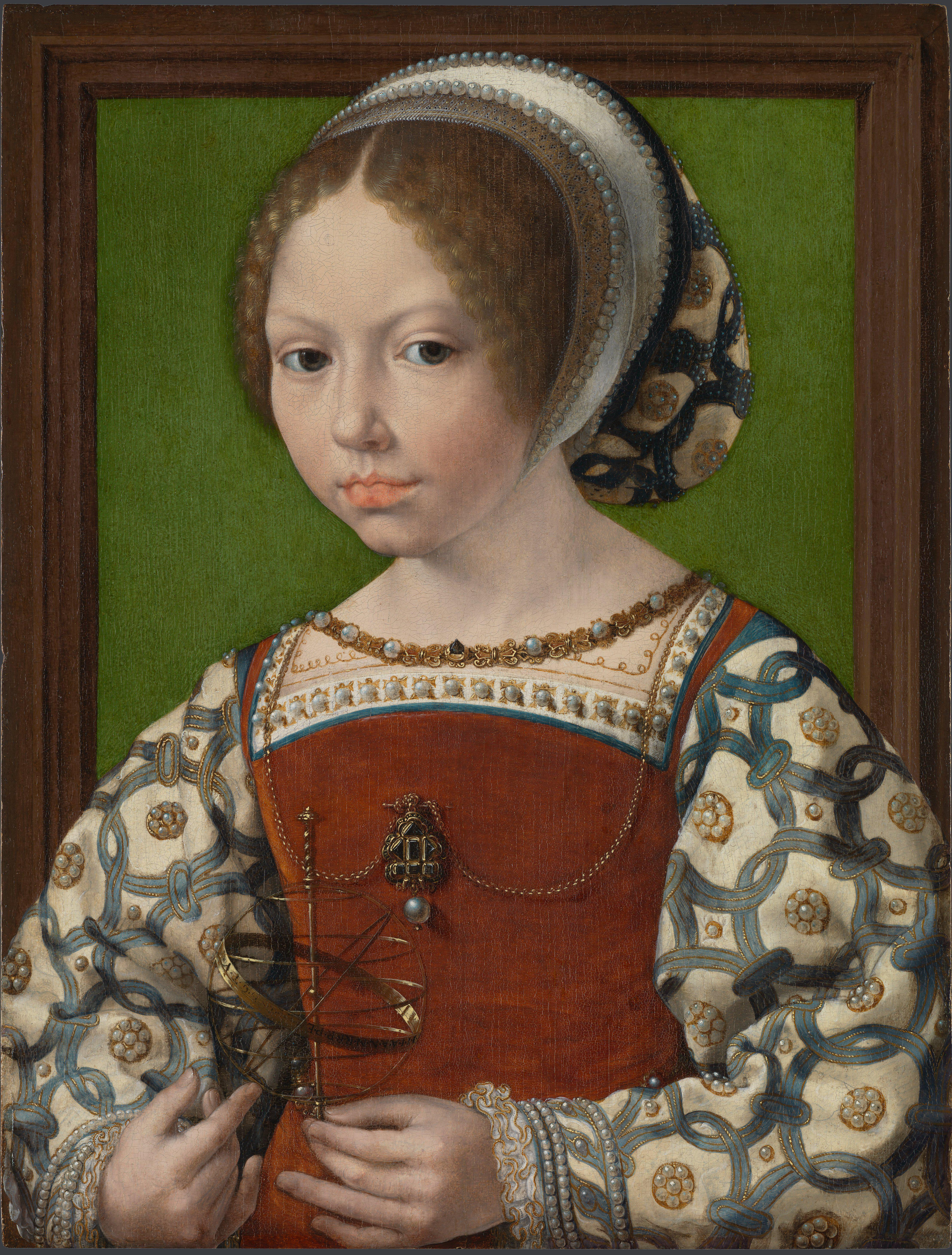
Худ. Мабюз. Можливо, «Жаклін Бургундська дитиною», бл. 1530 р. Національна галерея (Лондон)
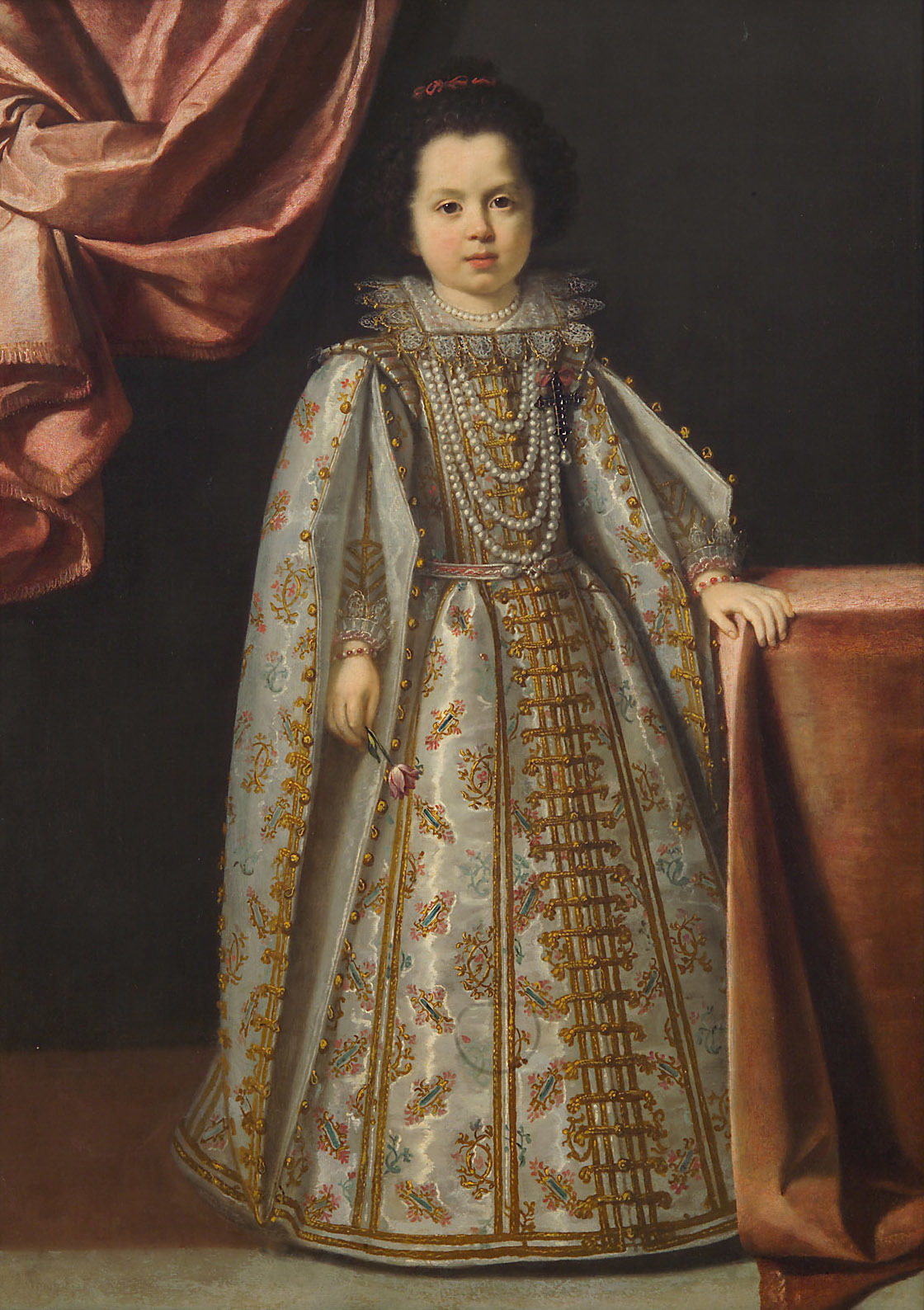
Лоренцо Ліппі. «Вітторія делла Ровере дитиною», бл. 1628 р.
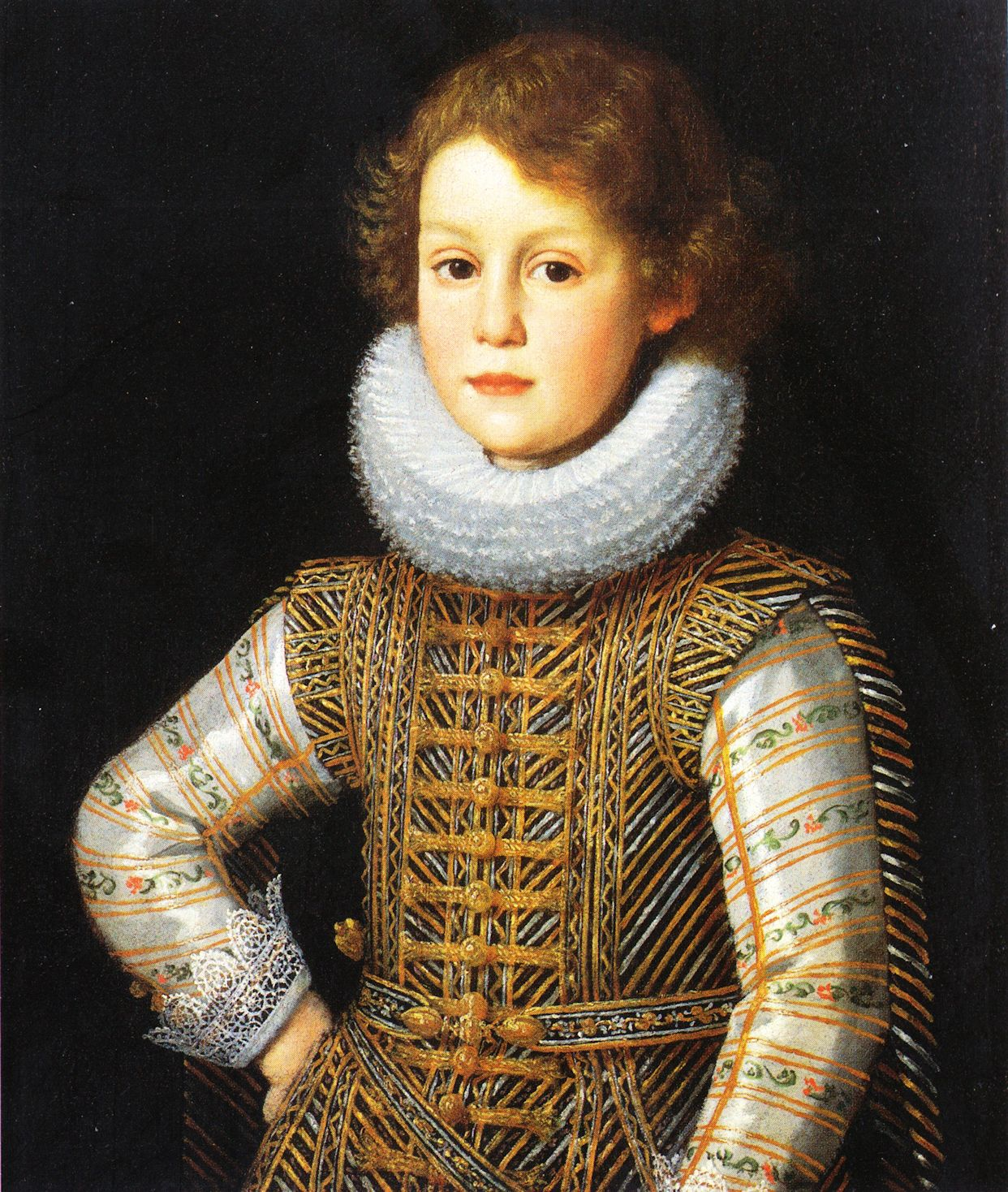
Юстус Сустерманс. «Принц Маттео де Медічі дитиною»
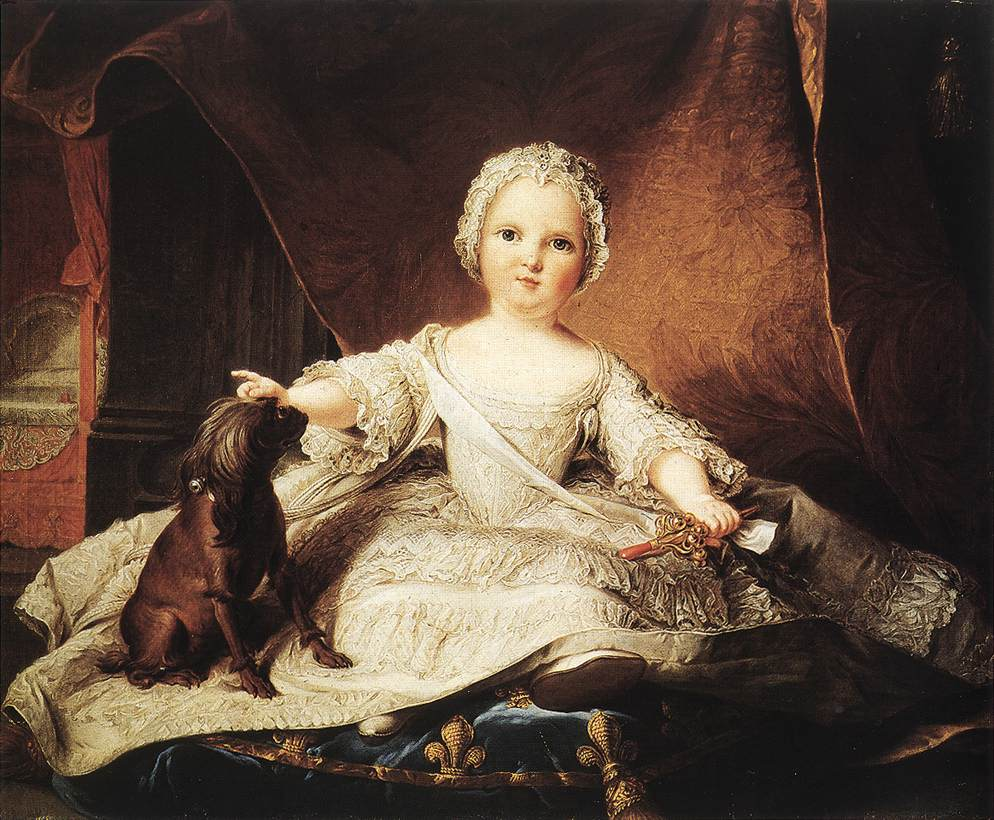
Худ. Жан-Марк Натьє. «Принцеса Марі Зефферіна», 1751 р. Галерея Уффіці.
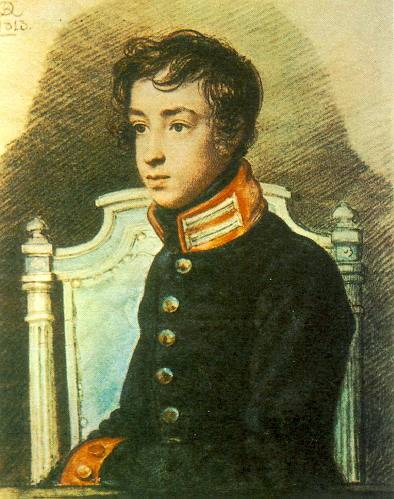
Кіпренський Орест Адамович. Портрет Олександра Бакуніна, 1813 р.
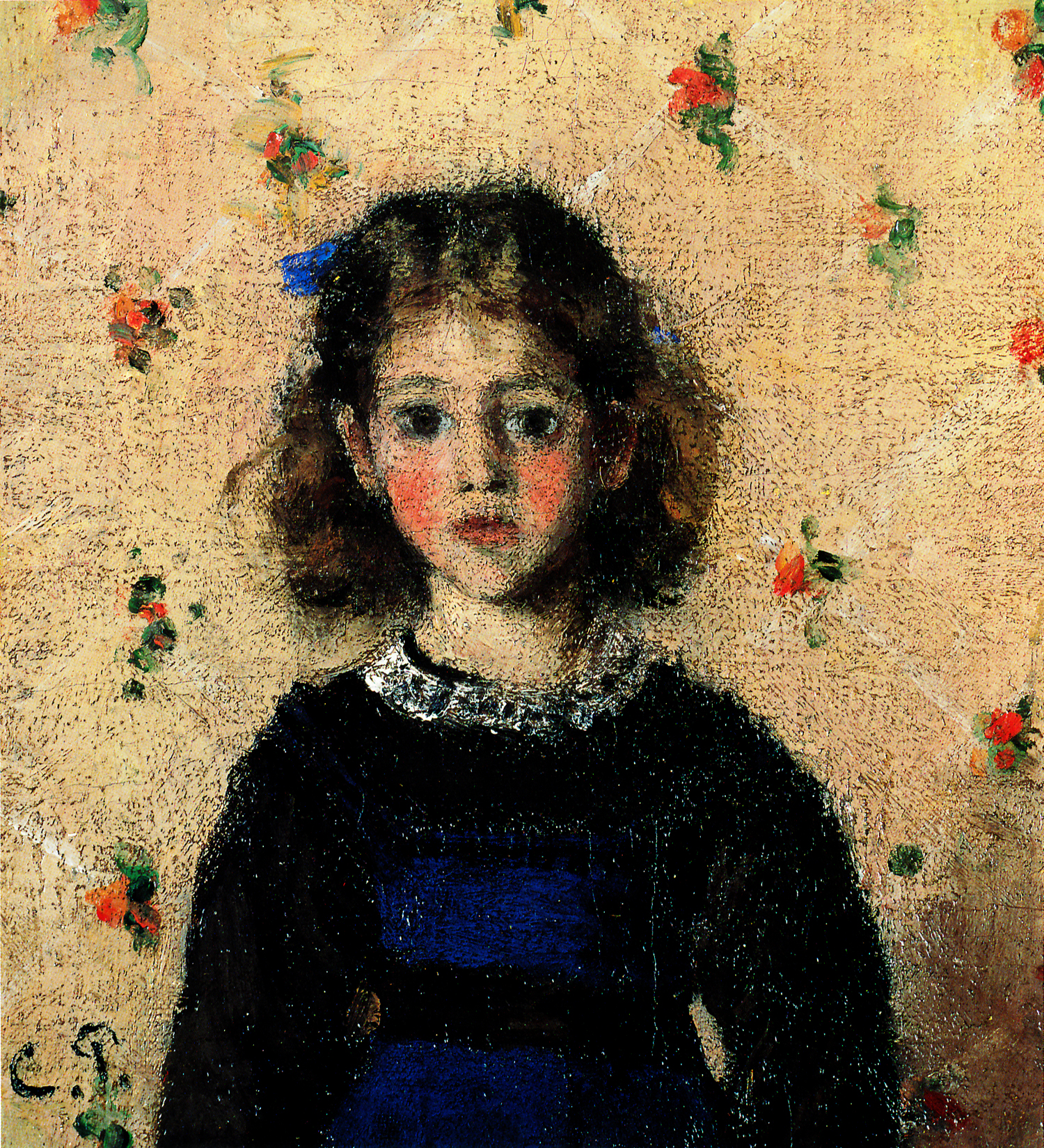
Каміль Піссарро. «Портрет Дженні Піссарро», 1872 р.

## Портрет доби бароко

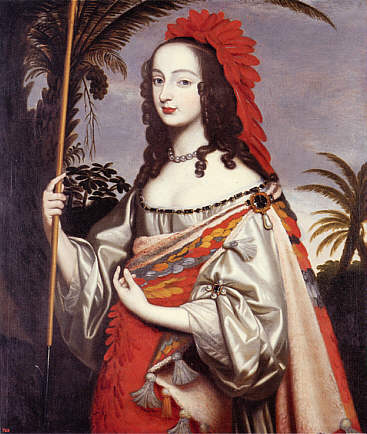
Луїза Голландіна. «Софія Пфальцька в маскарадному вбранні американської індиянки», бл. 1644 р.

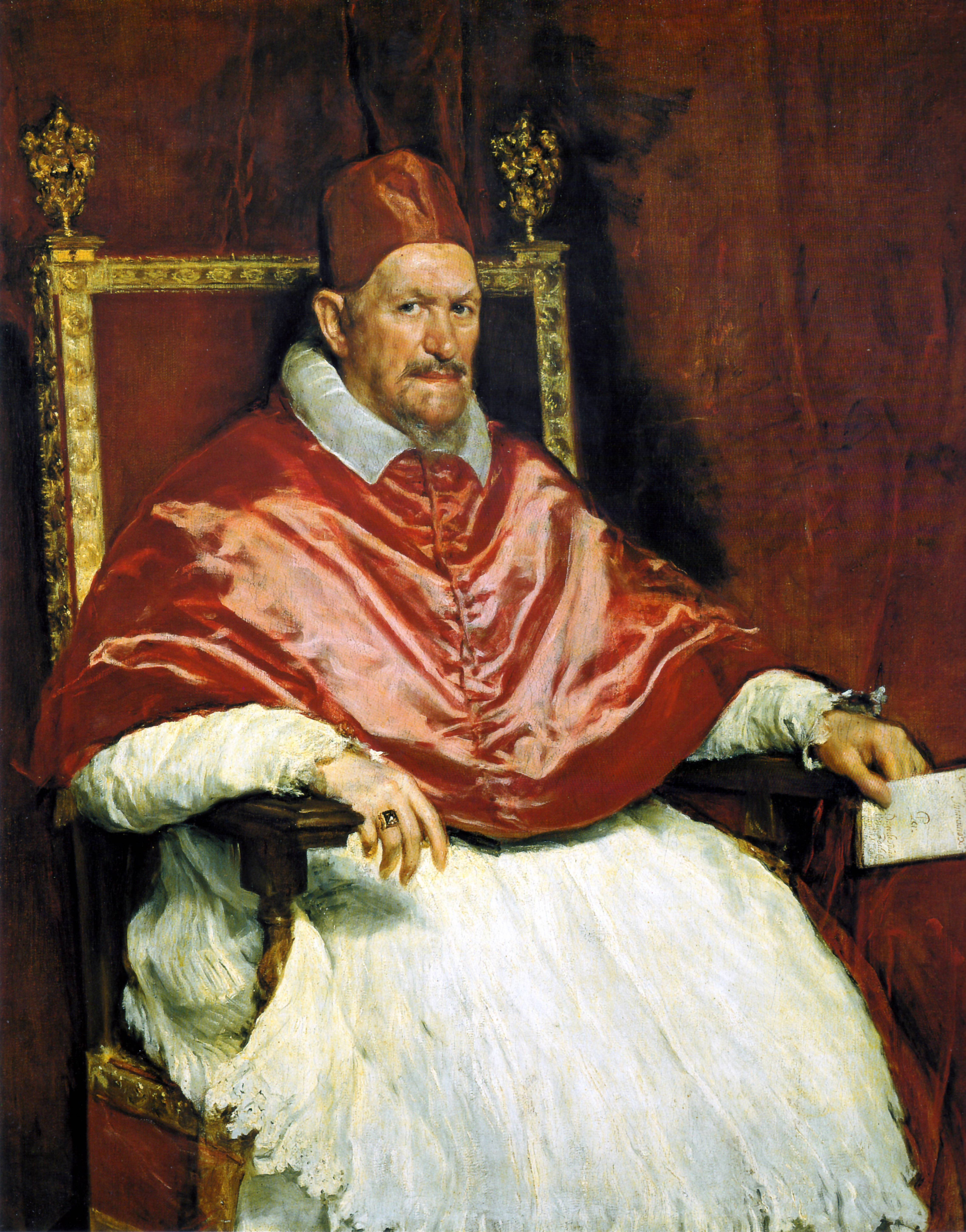
Веласкес, «Портрет папи Іннокентія Х», 1650, галерея Дорія Памфілі, Рим

Народився репрезентативний портрет як втілення моці й величі володаря міста, області, країни. Він успадкував все цікаве з портретів доби Відродження і додав свої знахідки. Кожний з портретів доби бароко демонструє переваги особи, її значущість, велич, шляхетність. Перемога короля Франції над бунтівними магнатами (Фрондою) спричинила появу безлічі репрезентативних портретів у Франції. Вони і в мармурових погруддях(«Король Луї 14-й» Берніні), і в живопису, де працювали як закордонні (Рубенс, Ван Дейк на початку XVII ст.), так і свої майстри (Симон Вуе, Гіацинт Ріго, Ніколя де Ларжільєр та ін.) Реалістичну лінію в портретах витримував іспанець Веласкес, багато з яких — шедеври доби (папа римський Іннокентій X, інфанта Маргарита, жінка з віялом). Якщо портрет у Фландрії, Голландії, Англії набуває міці і розквіту, то в Італії і Німеччині занепадає (жоден з портретів Караваджо не став врівень з його релігійними творами).
Чимало репрезентативних портретів виникає і в художніх надгробках багатьох католицьких країн (Австрії, Чехії, Польщі, Португалії, Іспанії).
До створення репрезентативних портретів на початку XVIII століття залучилася і молода Російська імперія. За браком своїх майстрів використовували закордонних. Серед найвдаліших було залучення на службу скульптора Карло Бартоломео Растреллі (1675—1744), батька геніального архітектора Франческо Растреллі. В Петербург він приїхав немолодим, а додаткові замовлення (декор інтер'єрів, планування саду в Стрельні) відволікали від створення скульптур. Тим не менше, саме в погруддях Карло Растреллі виявив увесь свій геній. Навіть одна з перших його робіт — погруддя князя О. Д. Меншикова, стала визначним явищем і візитівкою репрезентативного портрета в країні. Успіх закріпили інші портрети (Бухвостов, не зберігся; погруддя невідомого, Третьяковська галерея).
Але твором світового рівня стало погруддя Петра І, викінчене чеканкою вже після смерті царя. Ні лицарські обладунки, ні рельєфи на них, ні мереживо коміра не заступили залізну волю цієї особи, непохитність його у діяннях, непідкореність випадкам. Парадне погруддя роботи Карло Растреллі перейшло вузьку межу репрезентативного портрета і набуло значення символу імперської влади, насильства, символу абсолютизму (Ермітаж, Петербург).

## Парадний портрет

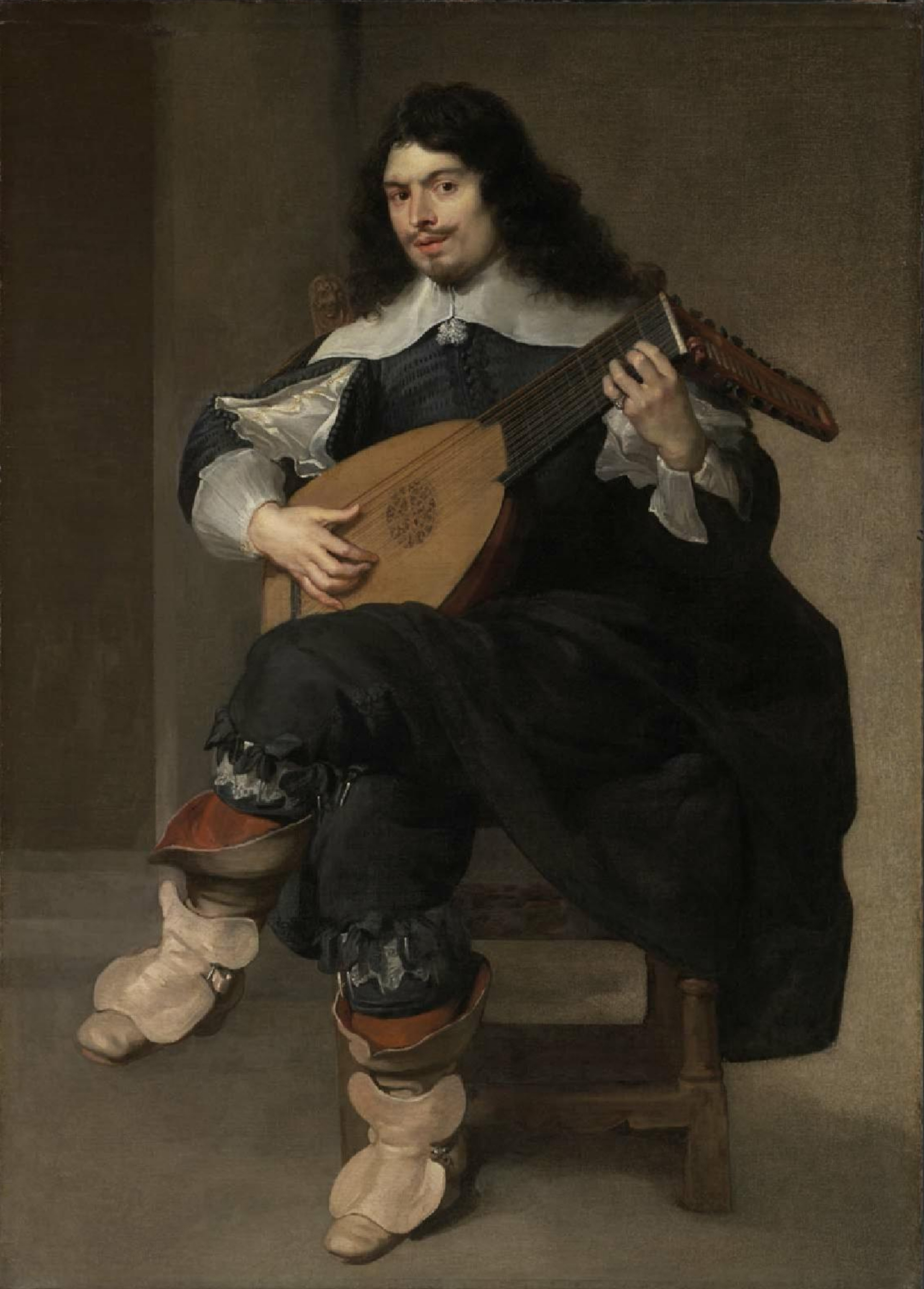
Жан де Рейн. «Невідомий з лютнею», XVII ст. (бл. 1640), Музей витончених мистецтв (Бостон)
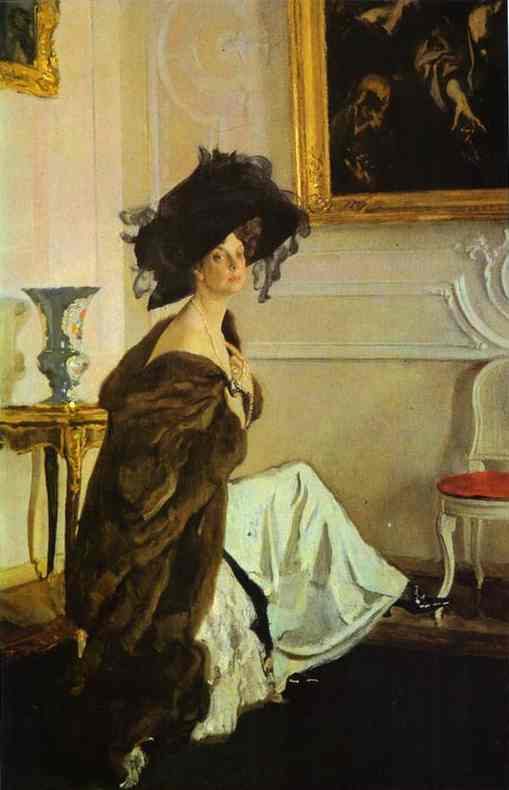
Сєров Валентин Олександрович, «Княгиня Ольга Орлова», 1911. Держ. Російський музей, Санкт-Петербург
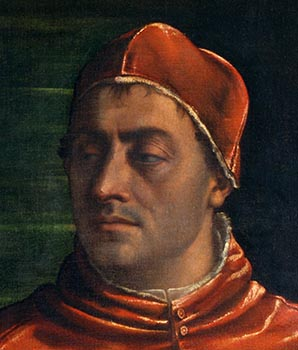
Себастьяно дель Пьомбо. «Папа римський Климент VII». Каподімонте, Неаполь, Італія
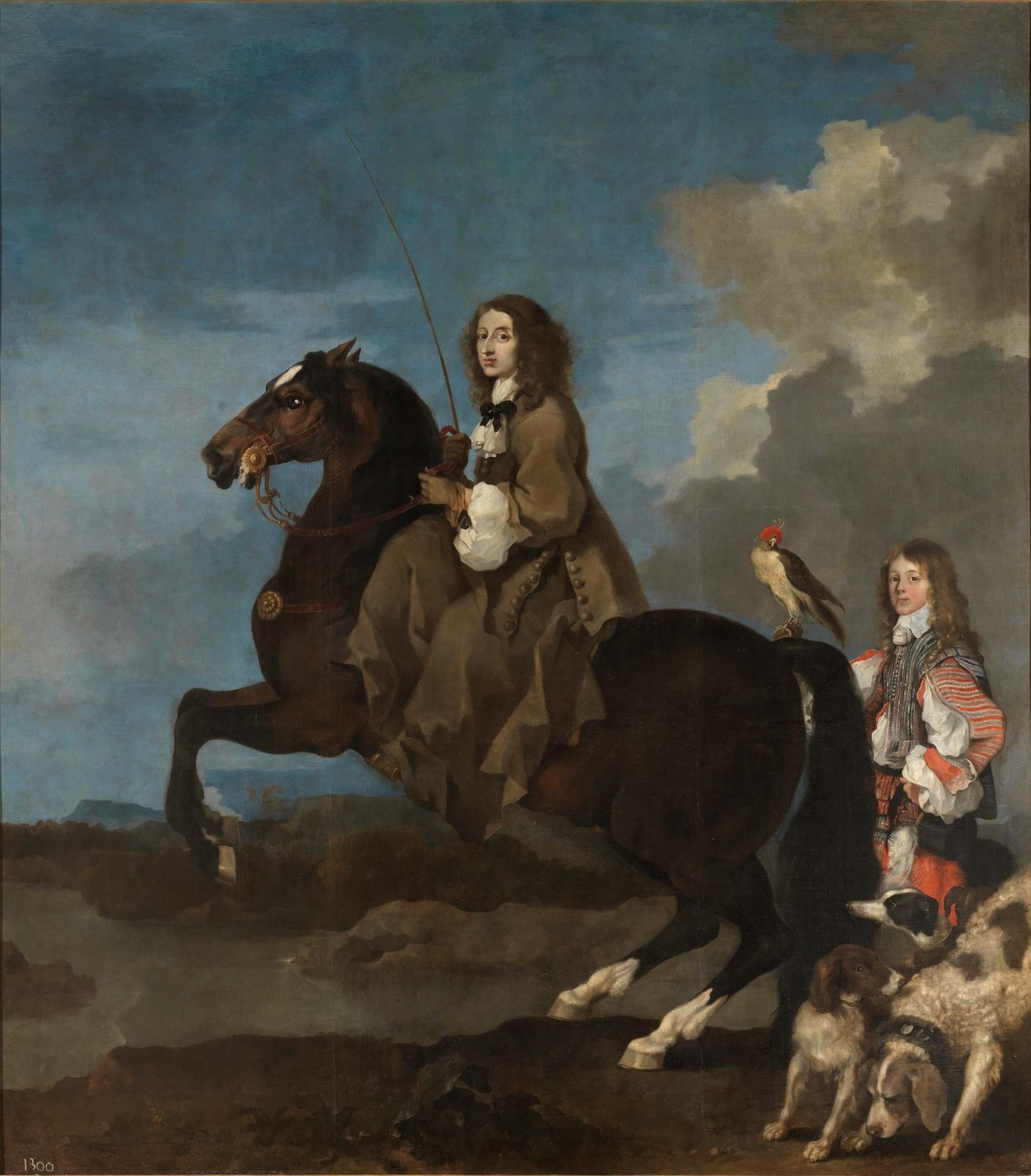
Себастьян Бурдон. «Кінний портрет Христини Шведської», 1653, Національний музей Прадо, Мадрид
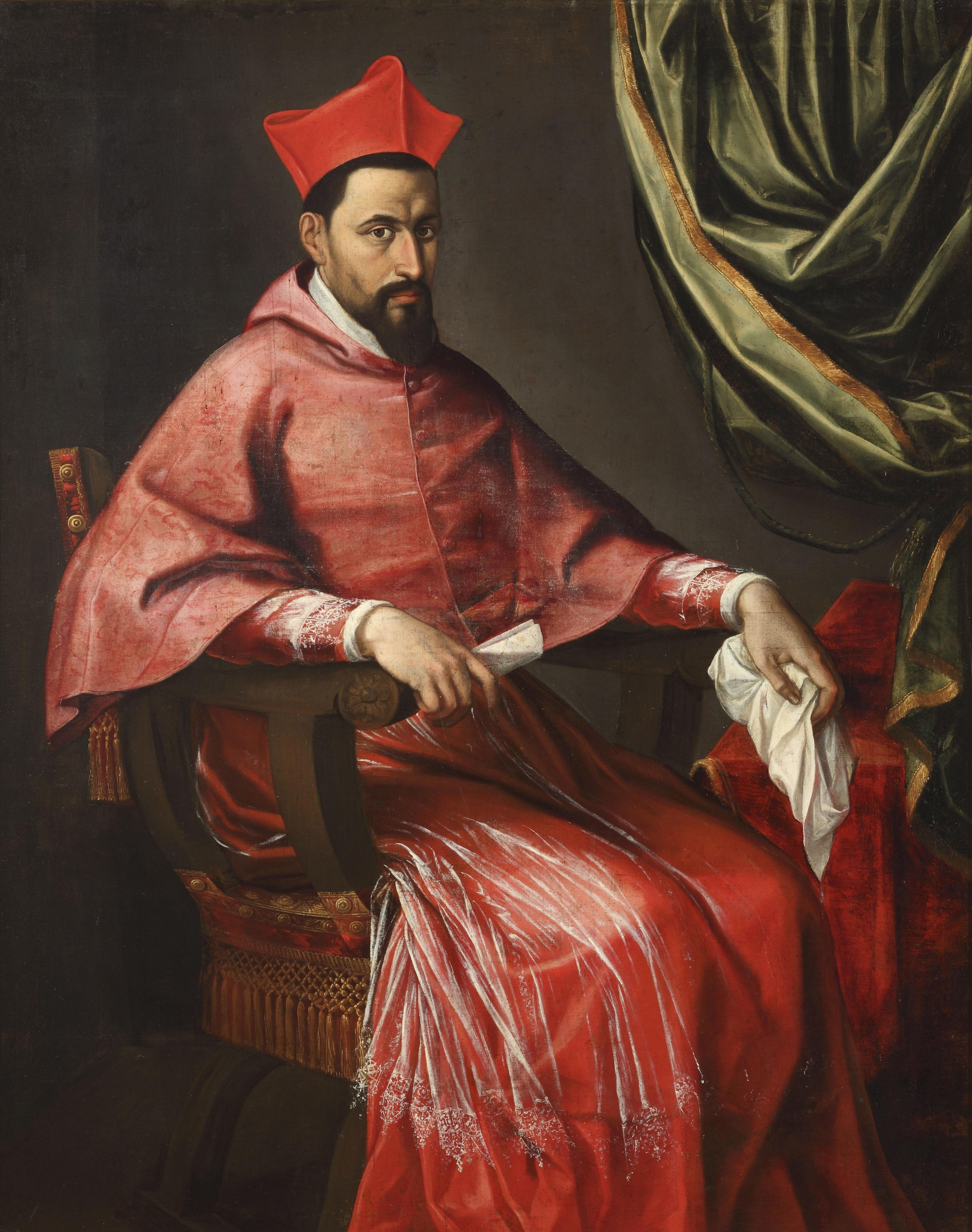
П'єтро Факетті, «невідомий кардинал», 1619
Антоніс ван Дейк, «Кардинал Гвідо Бентівольо», Палаццо Пітті, Флоренція
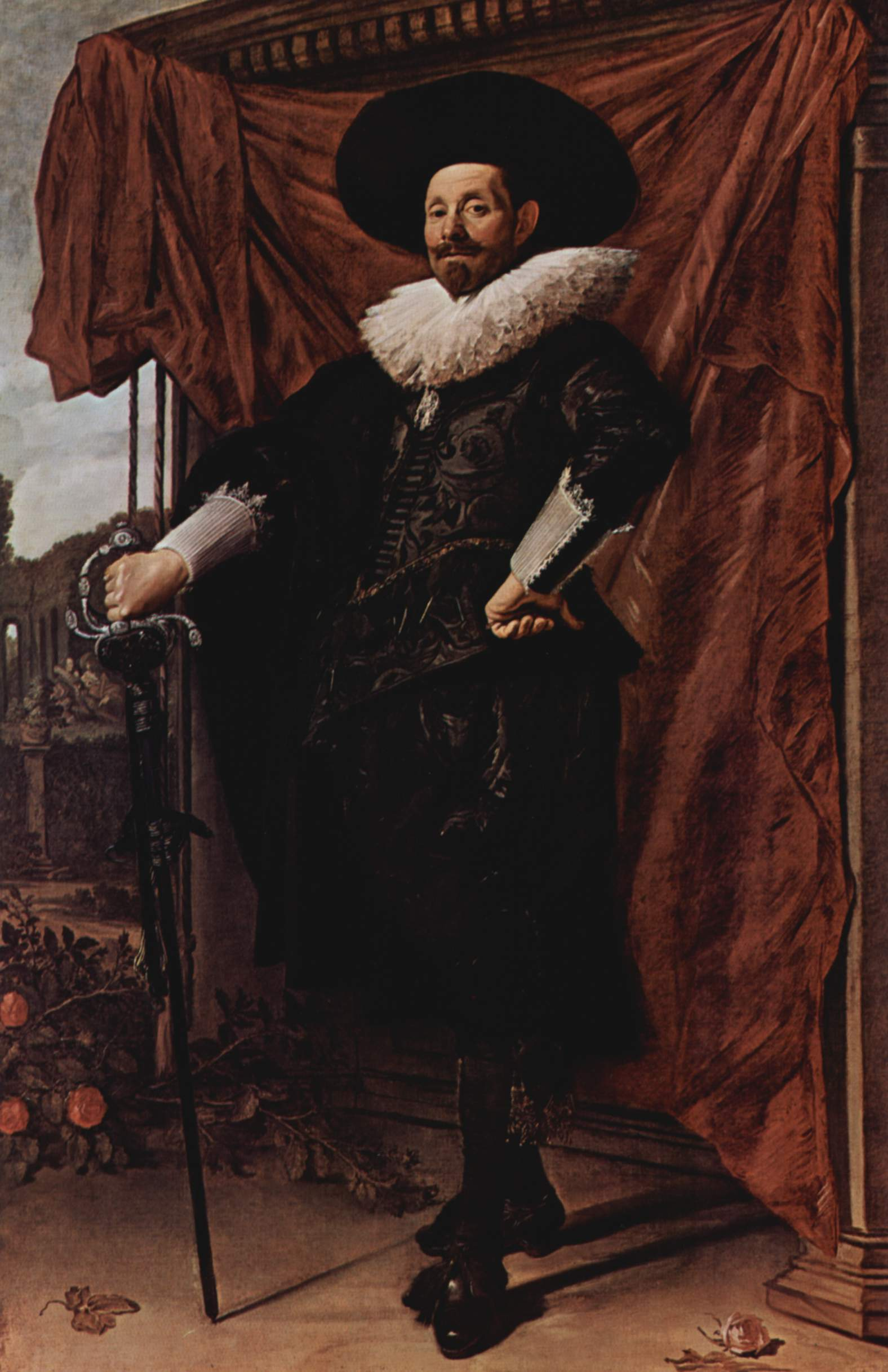
Франс Галс. «Віллем ван Гейтгейзен», Мюнхен.
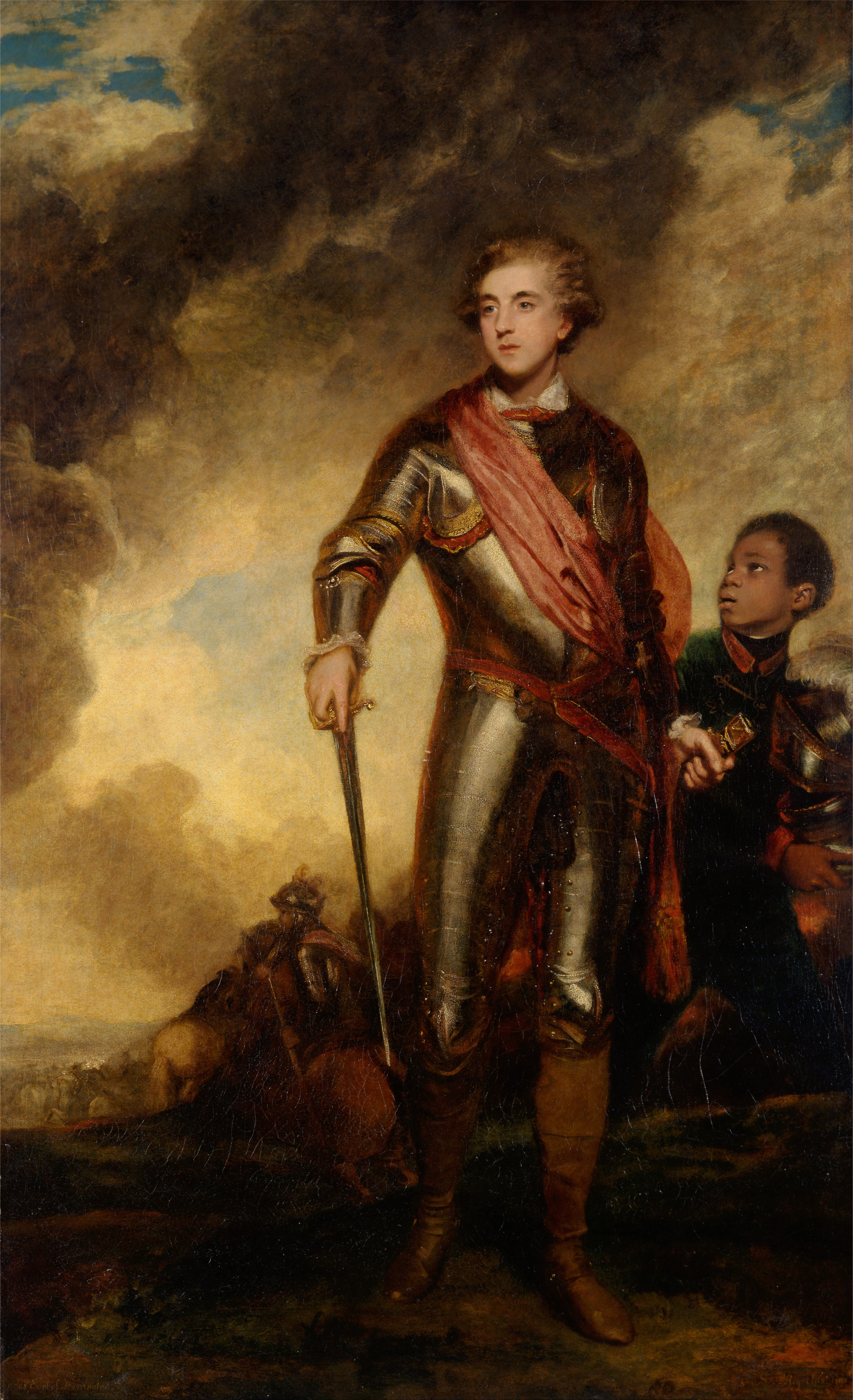
Джошуа Рейнольдс. «Чарльз Стенхоп, 3-й граф Гаррінгтон». 1782, Єльський університет, центр британського мистецтва, США
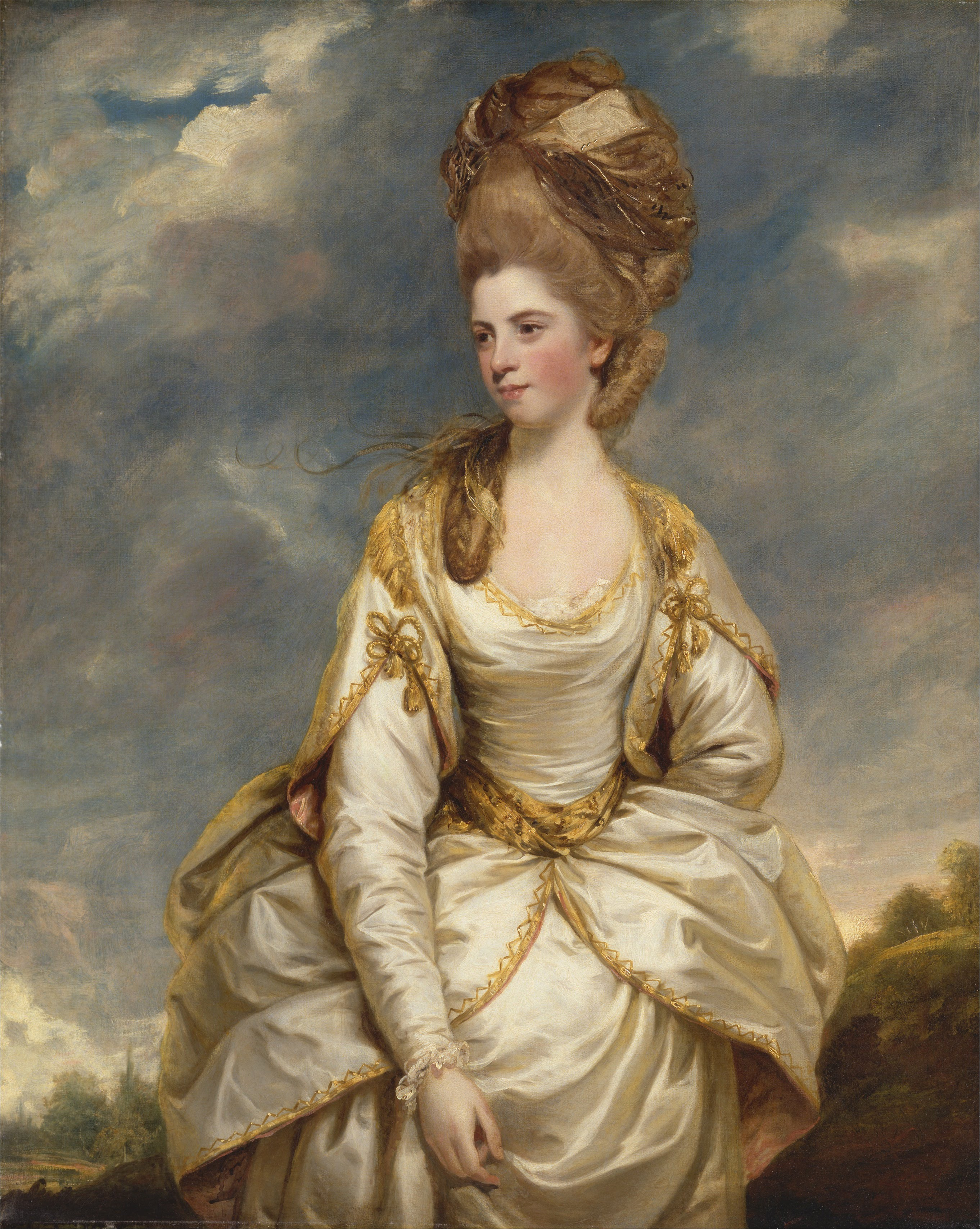
Джошуа Рейнольдс. «Сара Кемпбел», 1778, Єльський університет, Центр британського мистецтва, США
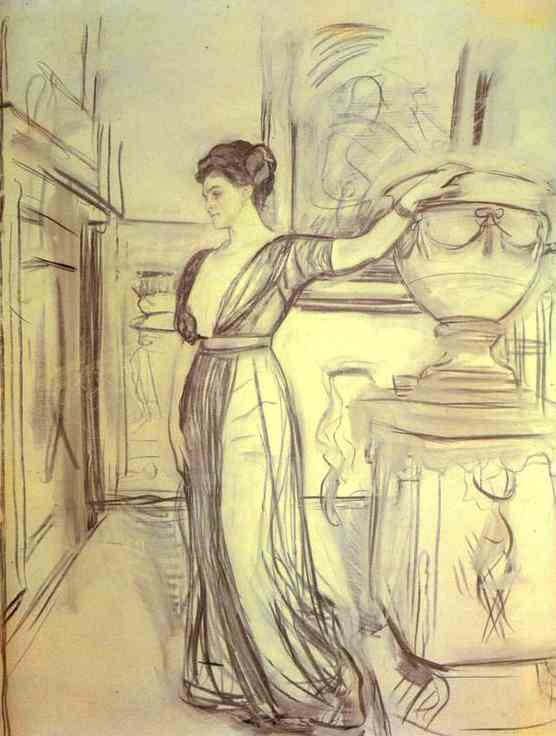
Сєров Валентин Олександрович. «Княгиня Поліна Щербатова». 1911, Держ. Третьяковська галерея
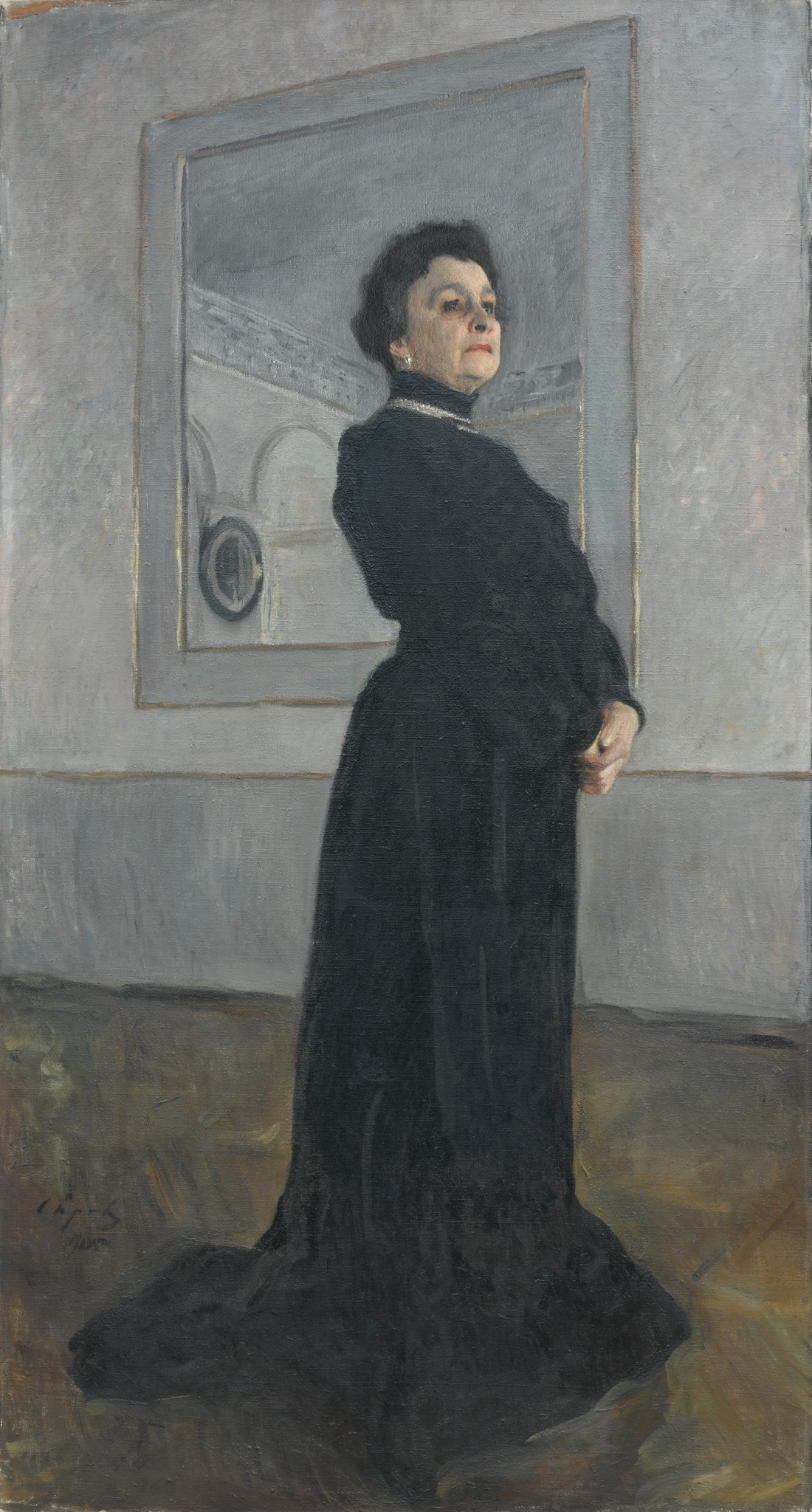
Сєров Валентин Олександрович. «Актриса Марія Єрмолова», 1905

### Музичне мистецтво

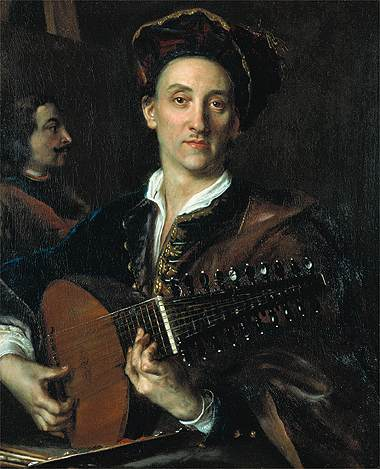
Лютнист і митець Давид Хойер, картина Яна Купецького, 1711

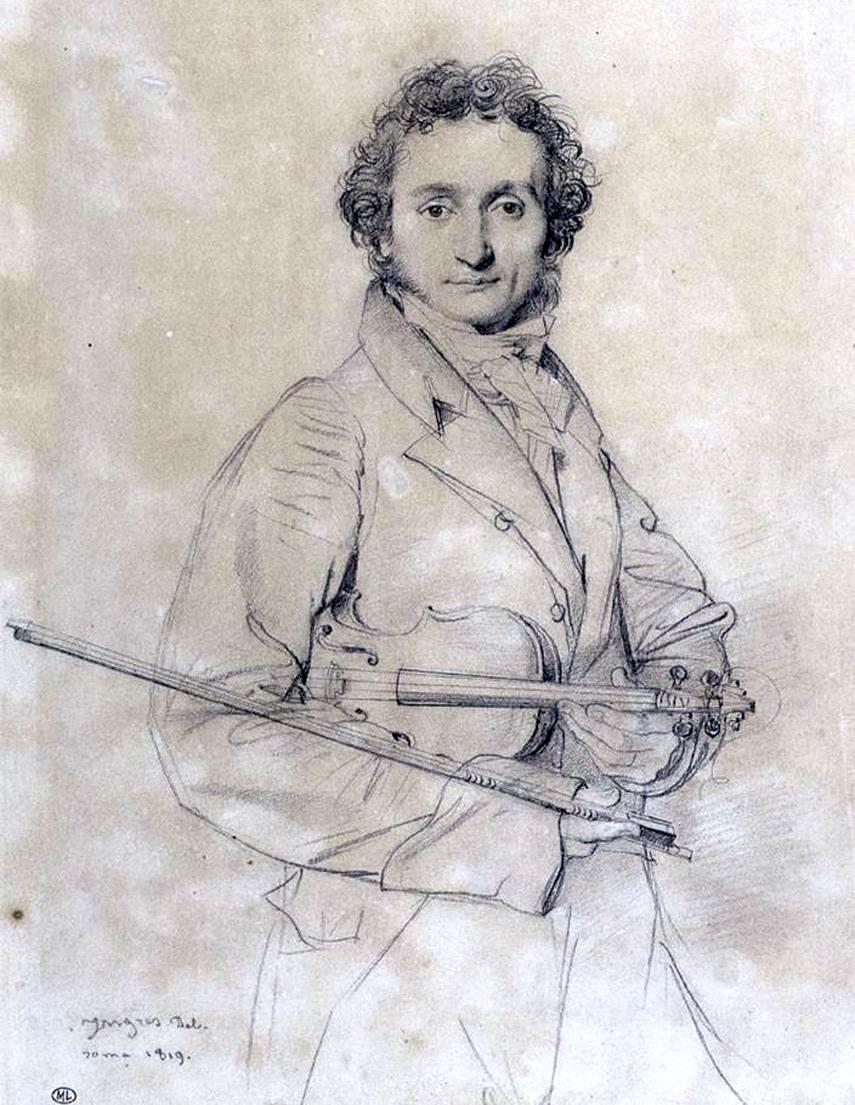
Худ. Жан Огюст Домінік Енгр. Нікколо Паганіні, 1819

Піднесення і поширення портретних зображень в Європі дало і зображення музикантів. Тема набула популярності ще в Венеції, де Веронезе вивів цілий оркестр на своєму полотні «Весілля в Кані Галілейській», де є й автопортрет митця з музичним інструментом. Новий поштовх для створення портретів музикантів дав Караваджо, що оздобив музичний салон в палаці кардинала Франческо дель Монте в Римі. А послідовники Караваджо зробили портрет музиканта звичайною темою творчості (Манфреді, Джентілескі, Ораціо Фідані, Хонтхорст, Матіа Преті). Нáтхненим музикою постає і Давид Хоєр на портреті Яна Купецького. Ідеалом втілення музиканта став малюнок-портрет Нікколо Паганіні, створений Енгром на початку XIX ст.

### Олівцеві портрети доби бароко

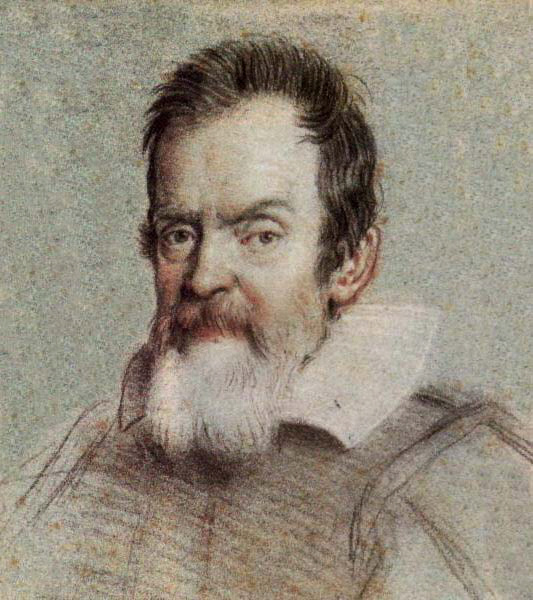
Оттавіано Леоні, Олівцевий портрет Галілео Галілея

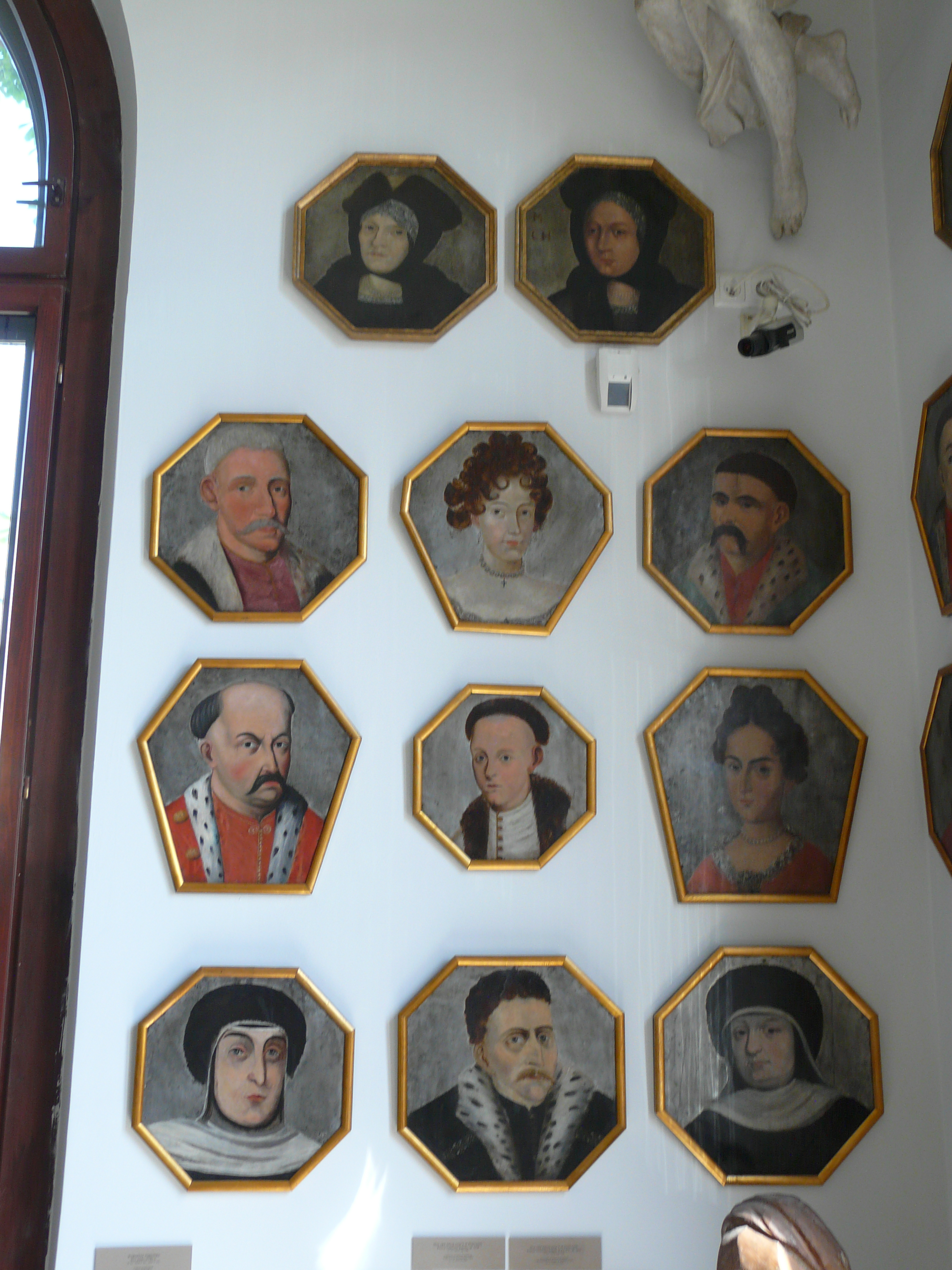

Портрет олівцем не щезає після поширення в XVI ст., як це було у Франції. Портрет олійними фарбами витіснив його на узбіччя мистецького шляху та залишив як навчальну штудію, замальовку перед створенням портрета олійними фарбами. Тим цікавіше подивитися на портрети олівцями (і іншими техніками — наприклад, пастелями), які так і не стали портретами олійними. Найцікавіші зразки залишили італійці. Падовано (Оттавіо Леоні, 1578—1630) працював не в провінції, а в самому Римі, і уславився саме олівцевими портретами. Завдячуючи йому, збережені образи Бальоне, Гверчіно, Агостіно Каррачі, Чезаре д'Арпіно, у якого робив молодий Караваджо, і портрет самого Караваджо, який не став портретом олійним (Флоренція, Маручелліана). До творчого доробку Оттавіано Леоні належить і олівцевий портрет видатного вченого Галілео Галілея.
Чудовий зразок автопортрета в пастелі залишив і художник Зандрарт (Юхим фон Зандрарт — Ермітаж, Петербург).

## Натрунний портрет в Речі Посполитій
Історію натрунного потрета в землях Польщі ведуть від доби Відродження — з її зацікавленістю в людині, в її справах і звершеннях за життя, в праві її на пам'ять нащадків. Натрунний портрет — реалістичне зображення обличчя померлого чи померлої, частина Castrum Doloris (Замку скорботи) — урочистої споруди в костелі під час поховальних церемоній. Торець труни, де розміщали портрет, вплинув на складну форму портрета. На бічних сторонах розміщали герби, на дальному кінці — епітафії. Кріпили портрет з боку голови небіжчика. Лише інколи це не гранчаста форма, а овал, круг тощо. Матеріалом для портрета слугували стулки з міді чи олова.
Найбільш давній з натрунних портретів був створений для поховальної церемонії короля Стефана Баторія 1586 року. По закінченні похорону натрунний портрет кріпили на стіну костела.

### Портрет науковця (Лейбніц, Левенгук, Ломоносов)
XVII століття в Західній Європі стало століттям наук. В Британії виникла перша академія наук під назвою Лондонського королівського товариства (з 1660). Кінець століття позначений плідною науковою діяльністю Лейбніца, Бойля, Левенгука, Ньютона, Гука та ін. З'явилися відповідні академії наук в Парижі, Берліні, з 1725 Академія наук існує в Петербурзі.
Талановитий науковець не схожий на пересічного громадянина і не міг не впасти в око художникам і граверам. Відомо, що тільки вчений Роберт Гук, що мав фізичні вади, уникав портретистів (жодного портрета Гука не знайдено). Зате ми маємо декілька портретів Ньютона в різних перуках. Особливе місце серед науковців посідав і Готфрід Лейбніц. Він працював у різних країнах, як науковець, був суперником самого Ньютона. Поряд з репрезентативними портретами доби з'явилися і портрети Лейбніца олійними фарбами і в гравюрі. Попри всі компліменти портретистів, в очах цих людей видно велич духу і гру розуму.

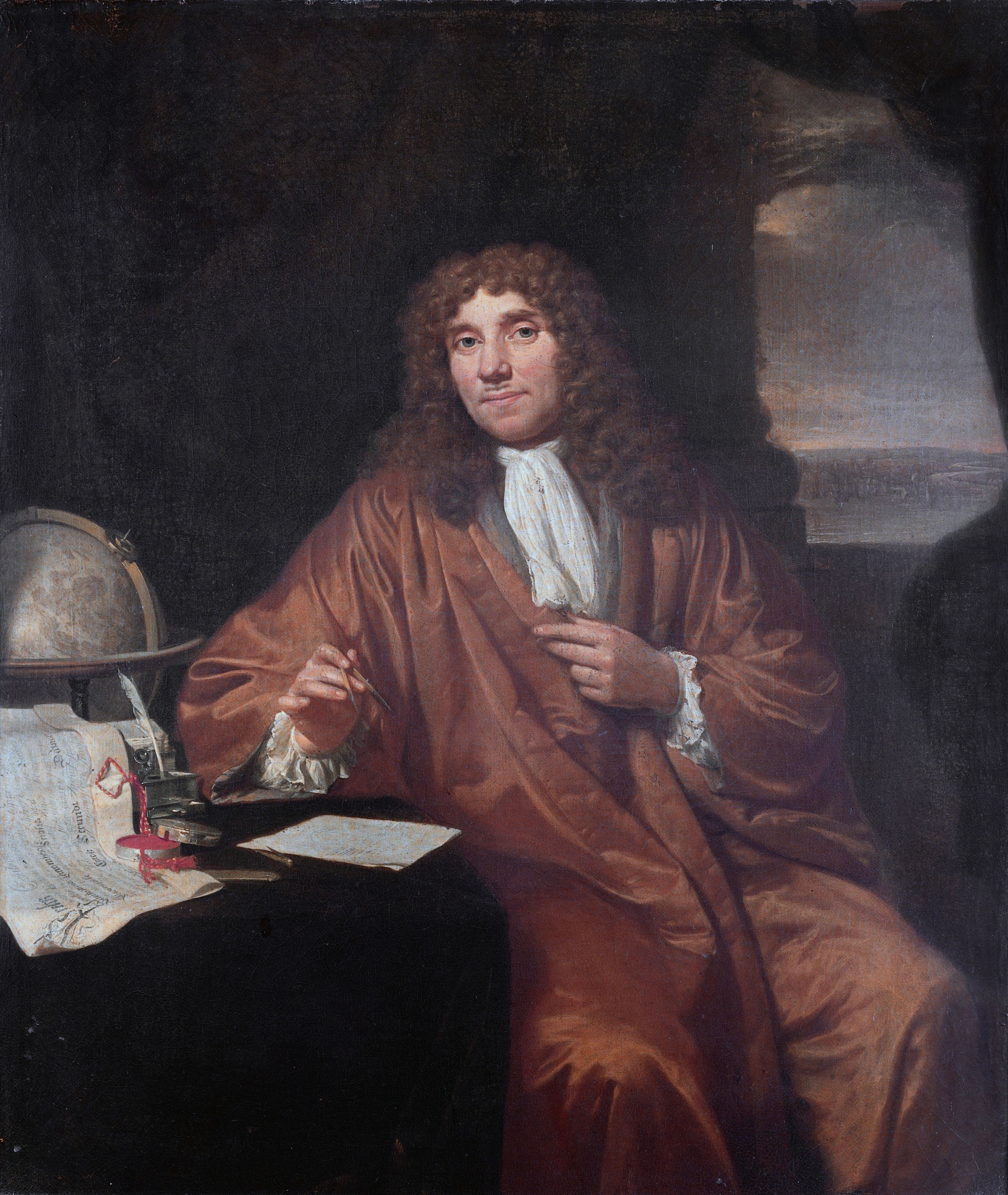
Худ. Як Веркольє. Портрет Антоні ван Левенгука
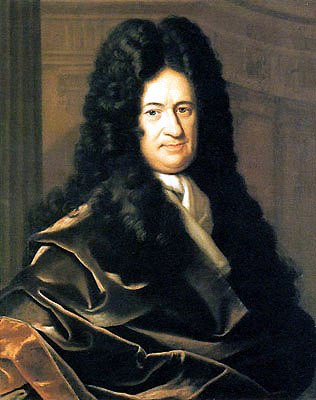
Портрет Готфріда Лейбніця
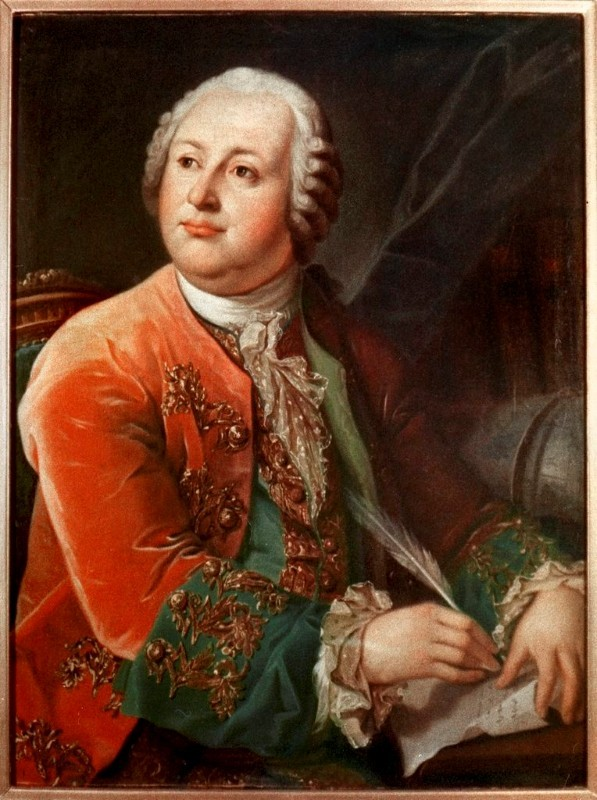
Михайло Ломоносов

### Портрет доби рококо
Рококо співіснувало у XVIII ст. разом з пізнім бароко і добою Просвітництва. Бароко, майже монополізоване королівськими родинами і реакційною церквою, занепадало, втрачаючи всі найкращі якості. Воно набридало важкими і парадними формами, відходом від реалій часу, ускладненням алегорій і пишнотою. З'являється рококо — з підкресленою відмовою від сумних сторін життя, солоденькими і ніжними фарбами, усміхнене й легковажне. В інтер'єрах рококо — ті ж ніжні барви, відсутність прямих ліній, мушлі і дрібні, рослинні орнаменти. Все це притаманно і портретам доби рококо. З'явились майстри, що працювали винятково в стилістиці рококо — Ватто, Розальба Кар'єра, Франсуа Буше, Карл Ванлоо, П'єтро Ротарі, Стефано Тореллі, Жан-Оноре Фрагонар.
Рококо в портретах мало потужну підтримку жінок-аристократок, що стояли при владі і бажали зберегти красу і привабливість попри свій вік (імператриця Австрії Марія-Тереза, російська імператриця Єлизавета Петрівна, фаворитка короля Франції мадам Помпадур). Портрети мадам Помпадур стали зразками стилю рококо Франції. Жіночі портрети рококо — часто зображення порцелянових ляльок (портрети Розальби Кар'єри, ранні портрети Катерини ІІ, ескіз Кантен Латура до портрета маркізи Помпадур) навіть тоді, коли жінки виділялись цілеспрямованістю, мужністю, твердістю в діяльності й політиці більше за багатьох чоловіків-сучасників. Портрет ставав оманою.
Портрет рококо не рятувало навіть зображення талановитих представників доби. Геніальний архітектор Вартоломей Растреллі швидше просто утомлений на портреті Ротарі й аж ніяк не втілення могутньої творчості чи натхнення, а філософ Дені Дідро наче не здатен бути серйозним і принциповим в твердженнях. Сам Дені Дідро визнав свої портрети невдалими.
В добу рококо найбільші втрати поніс чоловічий портрет, бо панувала мода на обов'язкову усміхненість, шляхетність, витонченість, люб'язність, навіть коли вони не були притаманні портретованому (всі портрети Петра І доби рококо). Особливо це позначилося на портреті Ванлоо філософа Дені Дідро. Перед нами — усміхнена і всім задоволена людина, проблем нема, а ті, що є, розв'язуються без зусиль. Це була неправда, окозамилювання, яким так страждав портрет доби рококо. 
Коли Дідро дізнався, якою кров'ю і знущанням над рабами Америки дістається цукор, він болісно зауважив: «Ви отруїли мені весь цукор, що я їстиму відтепер і до смерті», бо мав совість. По людині на портреті Ванлоо цього не скажеш. Портрет рококо вмер і відродився в фальшивих, базарно-ринкових формах доби дикого капіталізму XIX століття. Так виник кітч.

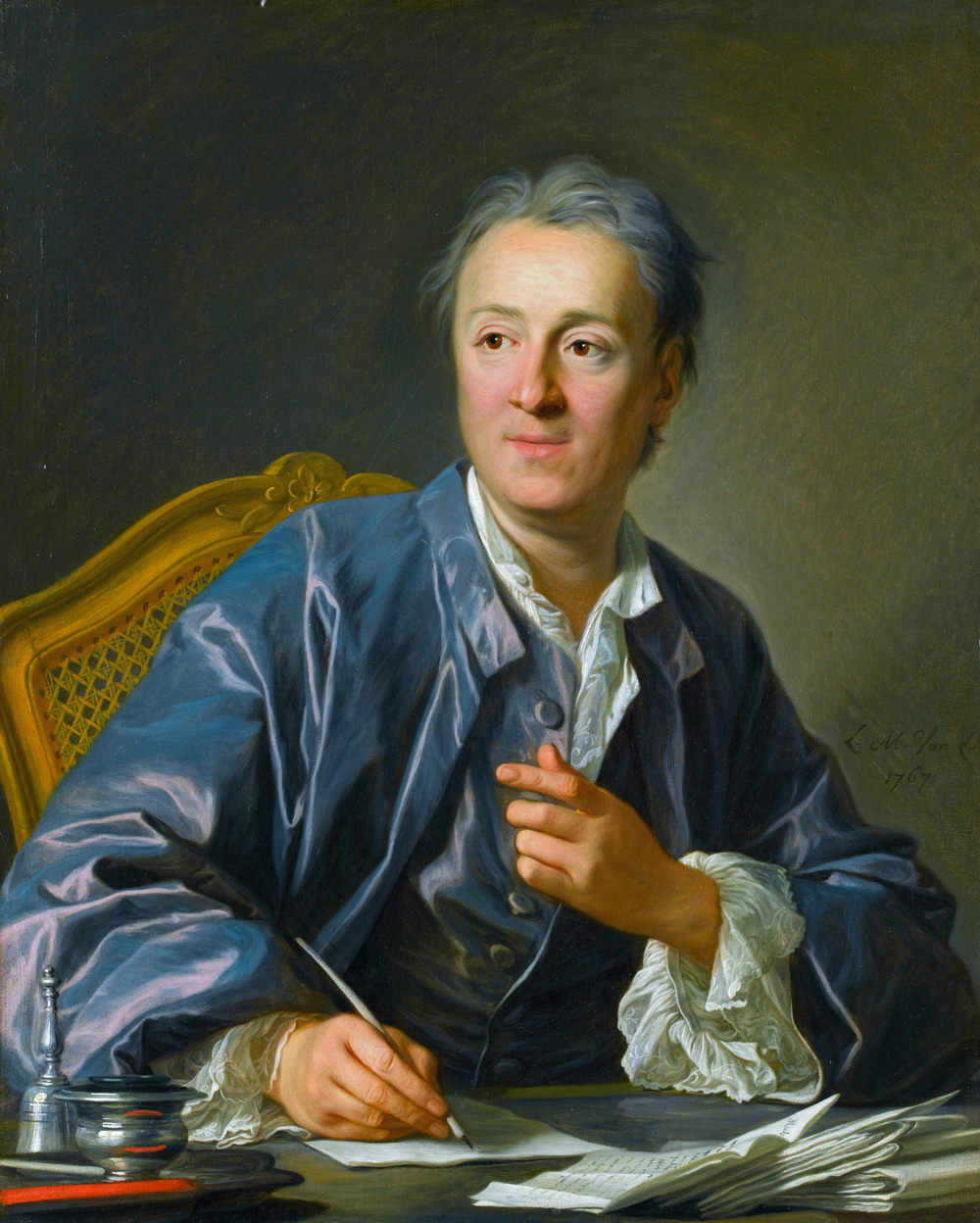
Худ. Ванло. Портрет Дені Дідро. 1767
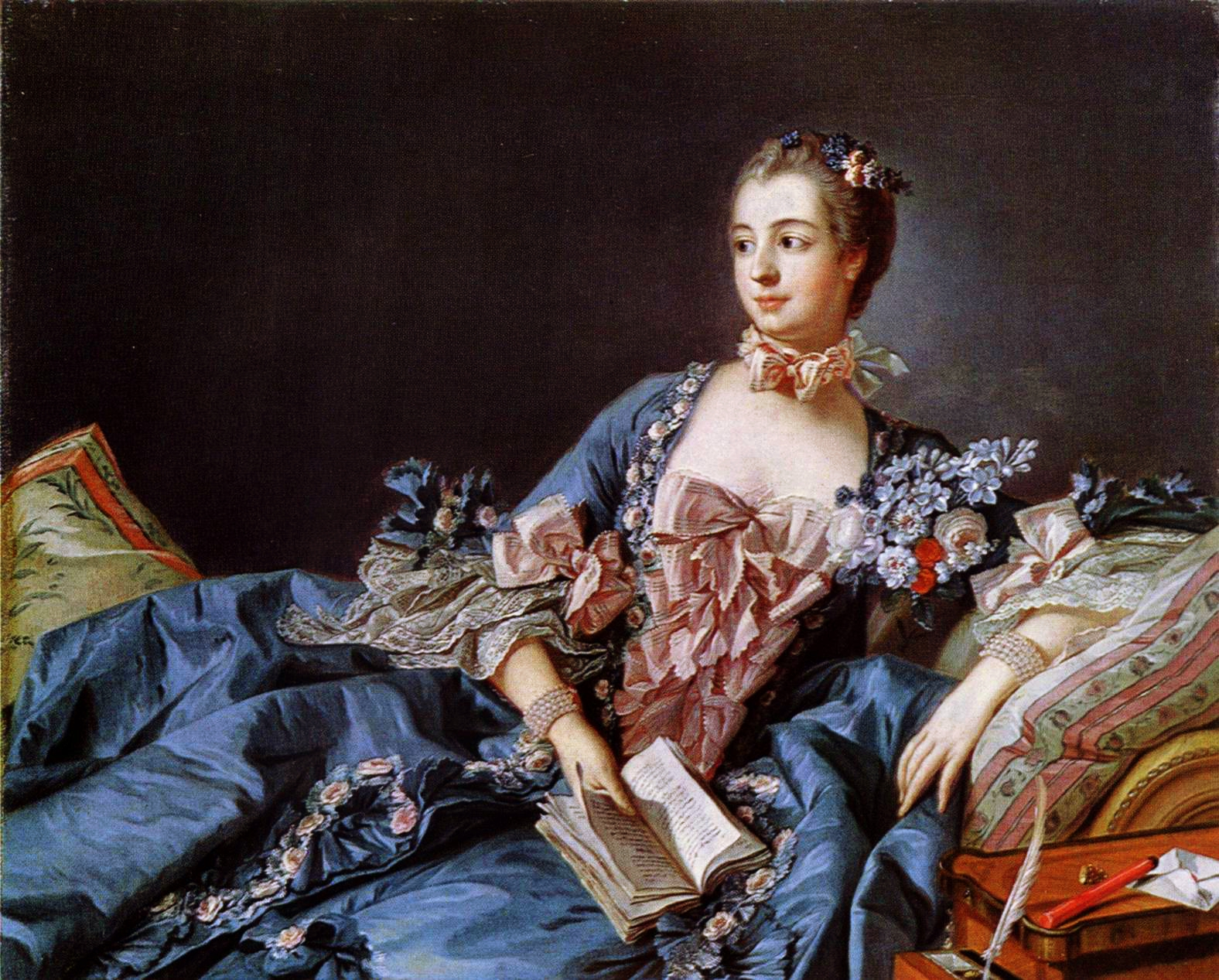
Франсуа Буше. Портрет мадам де Помпадур. Бл. 1750. Національна галерея Шотландії, Единбург
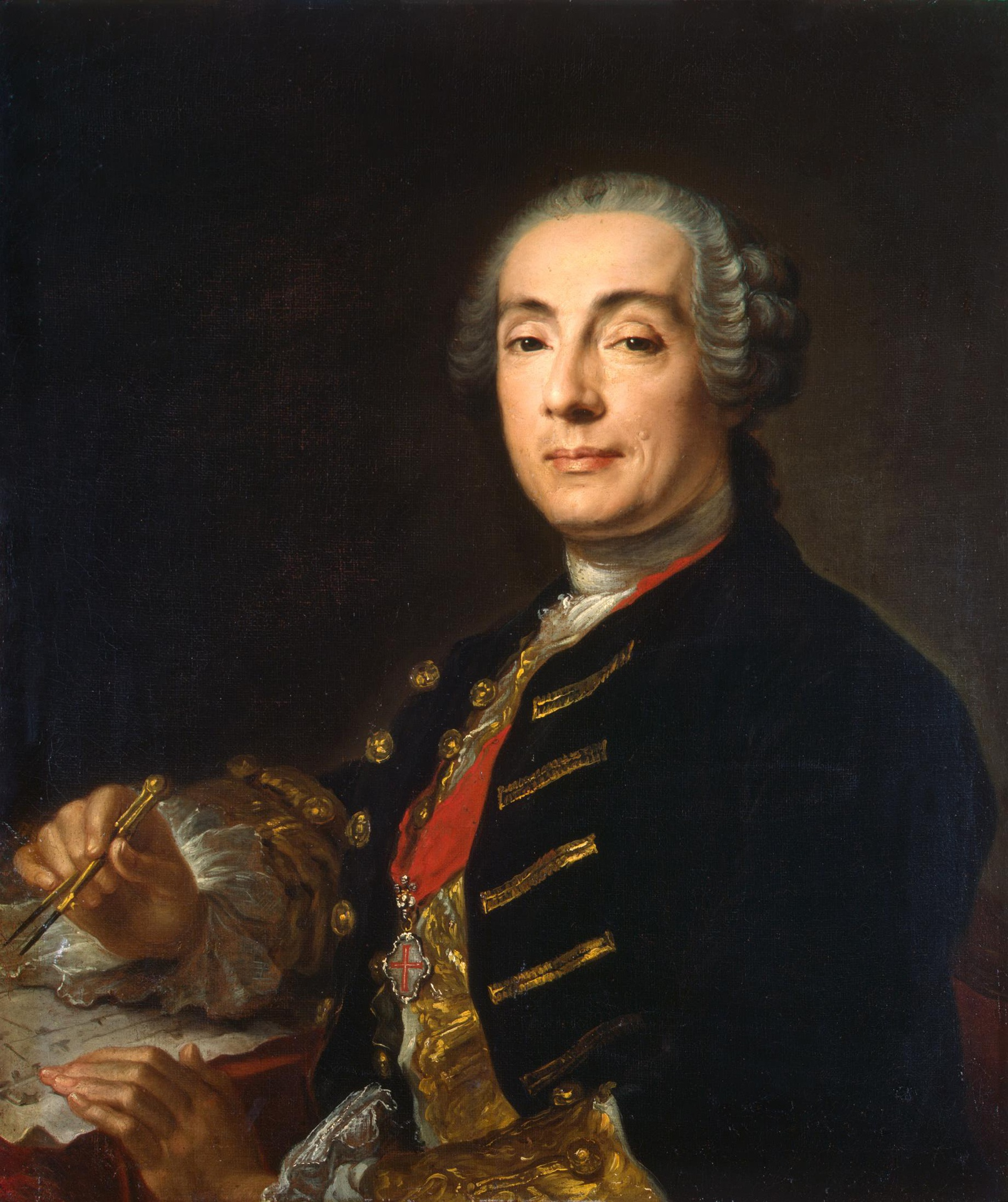
Невід. худ. Архітектор Фердінандо Фуга.
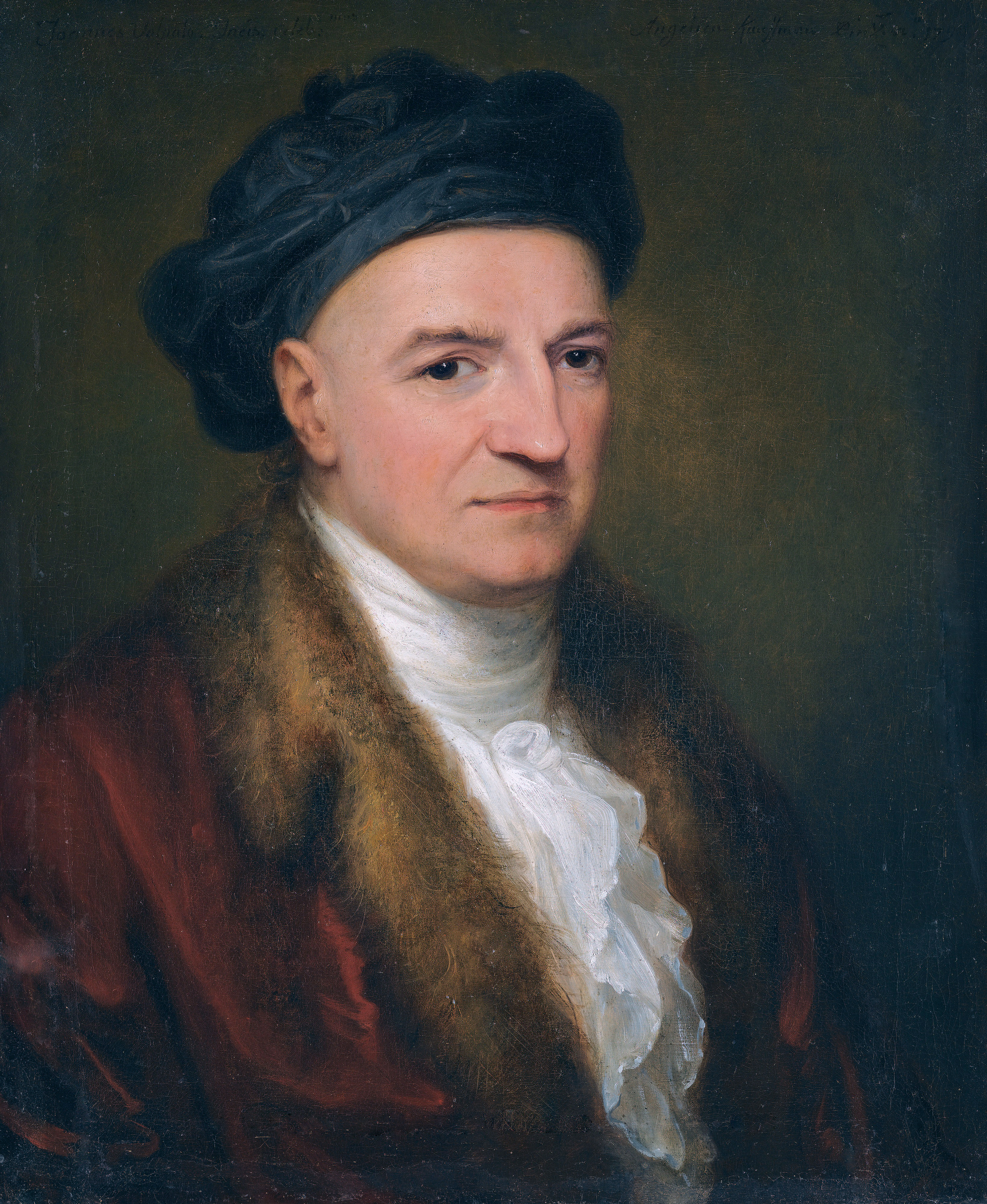
Ангеліка Кауфман. Джованні Вольпато, італійський бізнесмен, гравер, володар порцелянової мануфактури у Римі

### Доба Просвітництва. Портрет в гравюрі

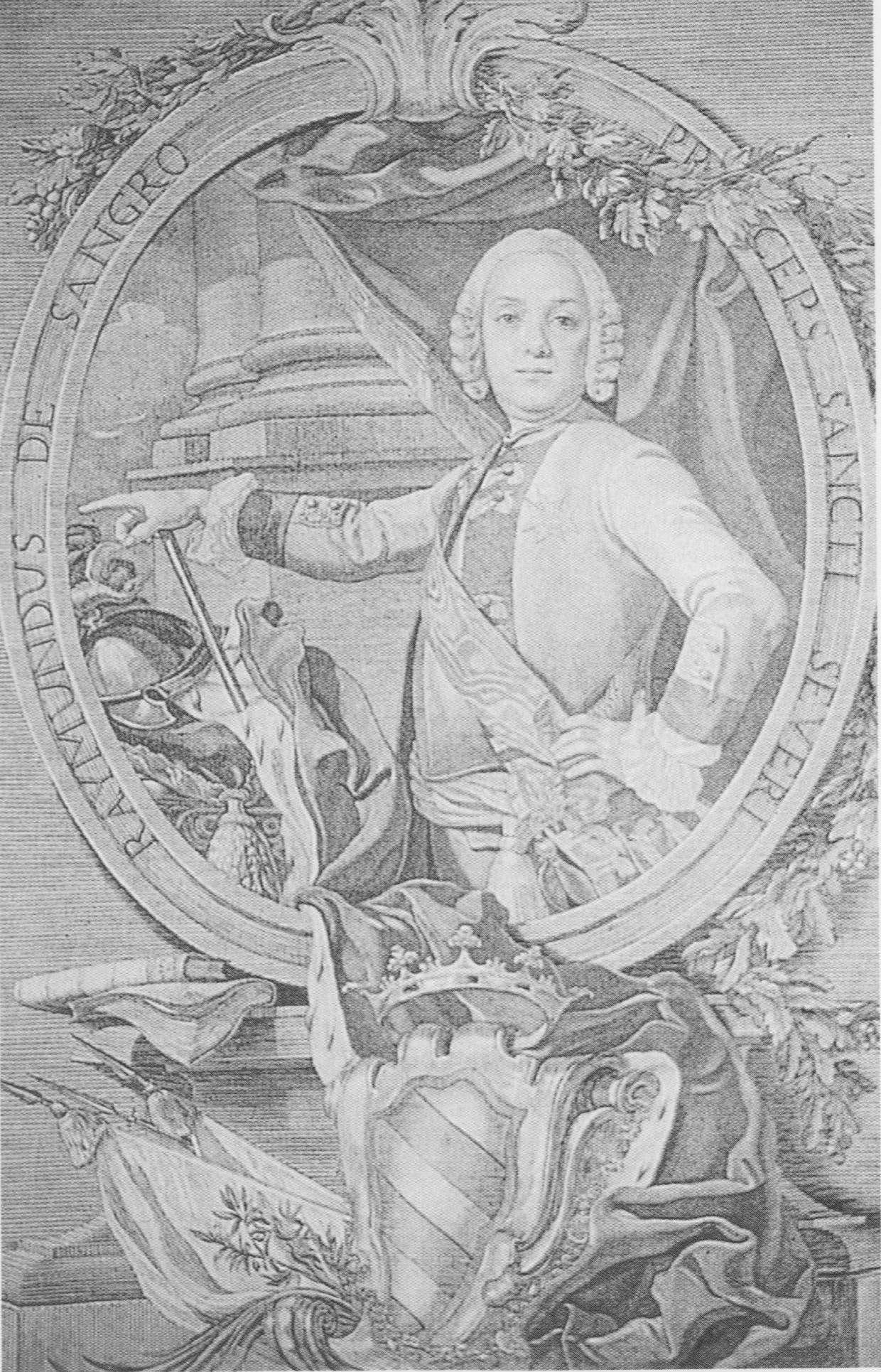
гравер Джан Джузеппе Орілья, портрет Раймондо де Сангро, 1754 р.

Доба Просвітництва прийшла в Європу в буремне XVIII століття. Людина знову повірила в свої сили і силу Просвітництва, наукового знання, в можливість активно і благодійно впливати на свідомість людей і події. Наука і експеримент проникають навіть в дозвілля заможних. Вчені, філософи і письменники стають володарями дум. Виникають великі приватні бібліотеки, збірки картин, збірки наукових приладів тощо.
Нестача високоосвічених фахівців спонукала Петра І відсилати молодь за кордон на навчання. Імена і твори Монтеск'є і Вольтера знають в усіх усюдах. Смолянка Молчанова на портреті Дмитра Левицького позує з вакуумним насосом. Дами у Франції вивчають твори Ньютона. Велика приватна бібліотека з'явилася в імператриці Катерини ІІ раніше за збірку картин. Антуан Лавуазьє позує художнику Давиду в хімічній лабораторії разом з дружиною.
Шляхетний Сангро витрачає життя на винаходи особливої гармати з дальнім пострілом, гідравлічного насоса, водонепроникної тканини, світлоносної фарби, рушниці на стисненому повітрі. На гравюрі-портреті художника Орільї книжки подано поряд з гербом вельможі, а його упевнена постава виявляє не тільки пиху шляхетного походження. Таку людину, розум її важко полонити. Католика Сангро за єретичні думки було відлучено від церкви папою римським.

### Портрет доби ампір

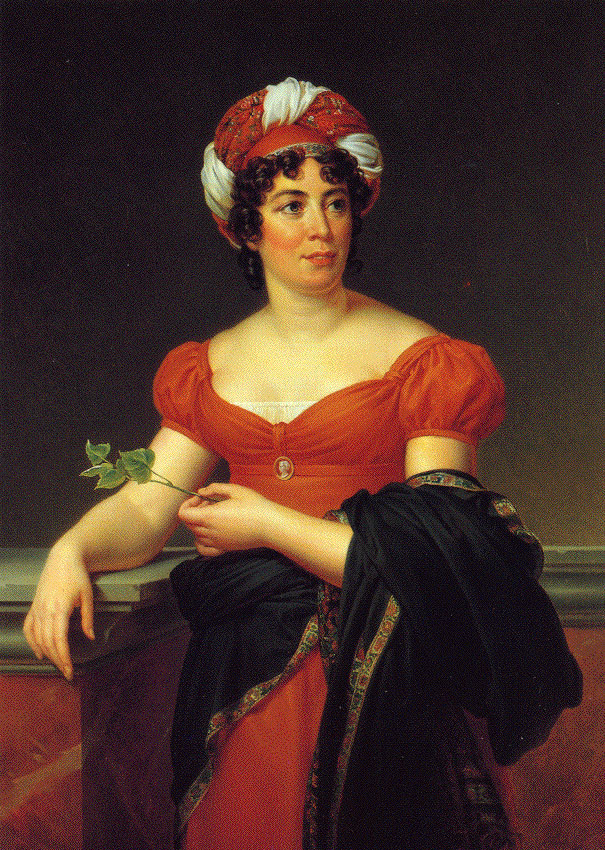
Мадам де Сталь.

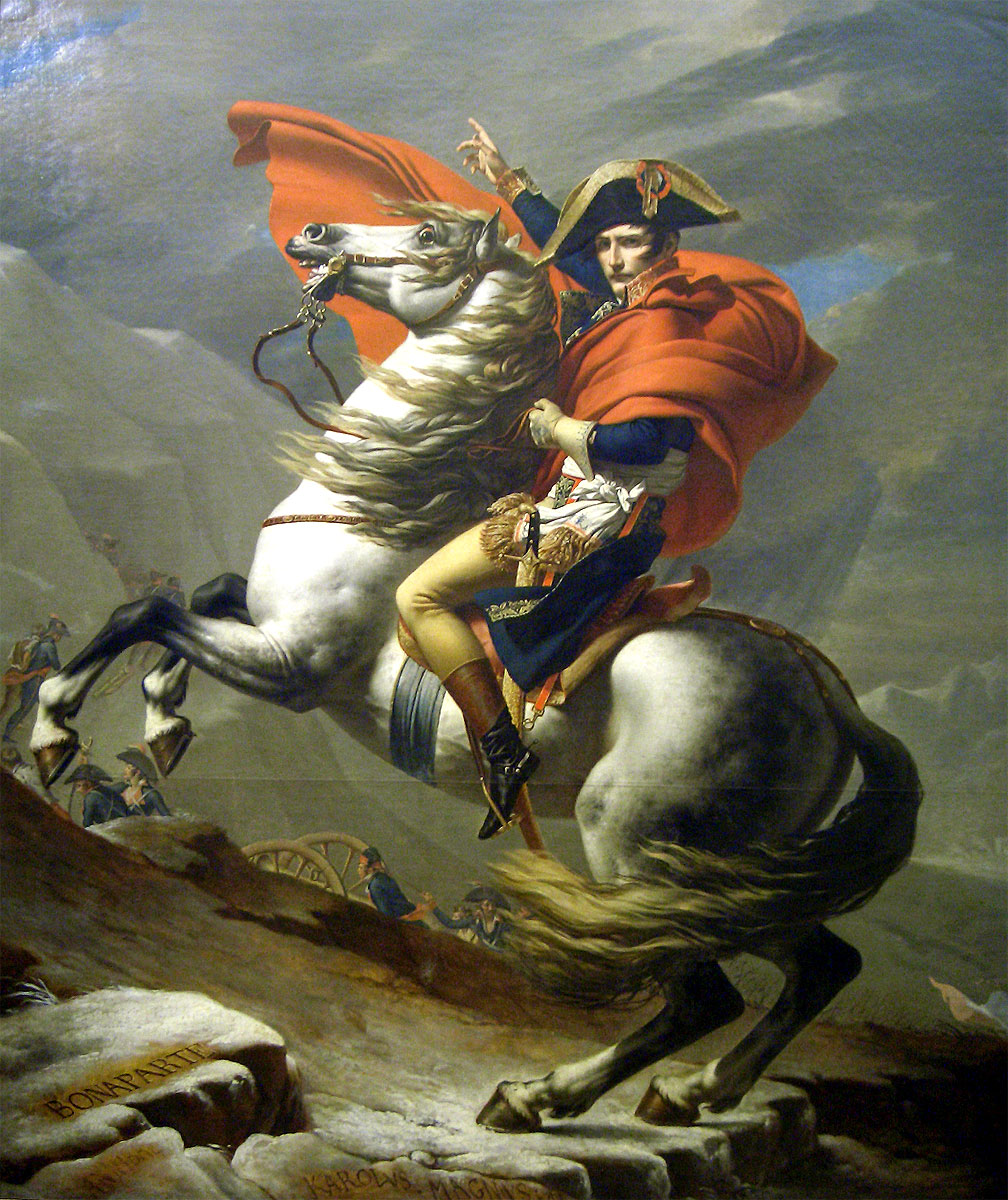
Жак-Луї Давід,Бонапарт на перевалі Сен Бернар, 1800 р.

Назва ампір іде від французької фонетики, що так прочитує це слово з латини. Ампір був породженням класицизму Франції, що відсахнувся від революційних тем і почав слугувати виключно уславленню Наполеона, що став імператором. І ампір — це мистецтво доби безкінечної війни.
Портретам доби ампір притаманні поверхневість, ідеалізація і акцент на зовнішньому блиску моделей, що (як правило) займали високі посади або значне місце у суспільній ієрархії. Переважає холодна емалева поверхня картин з різким і дуже точним відтворенням строю військових, орденів, зброї або вбрання жінки-аристократки. Кінний портрет Наполеона на перевалі Сен Бернар став формулою ампіру, де Наполеон — вічно молодий, позбавлений усіх недоліків, урівняний з імператорами Стародавнього Риму.
Проте жива людина погано вкладається в штучні принципи, штучні межі. Особливо це видно в жіночих портретах доби ампіру. Ідеалом стає худорлява й холодна жінка-скульптура («Портрет мадам Рекам'є» Давида). Жінка дозволяє собі позувати, лежачі на софі, зробленій на зразок давньогрецьких меблів. Цей портрет теж став зразком стилю.

## Кубізм
У Франції народився кубізм, і розпад форм почався.

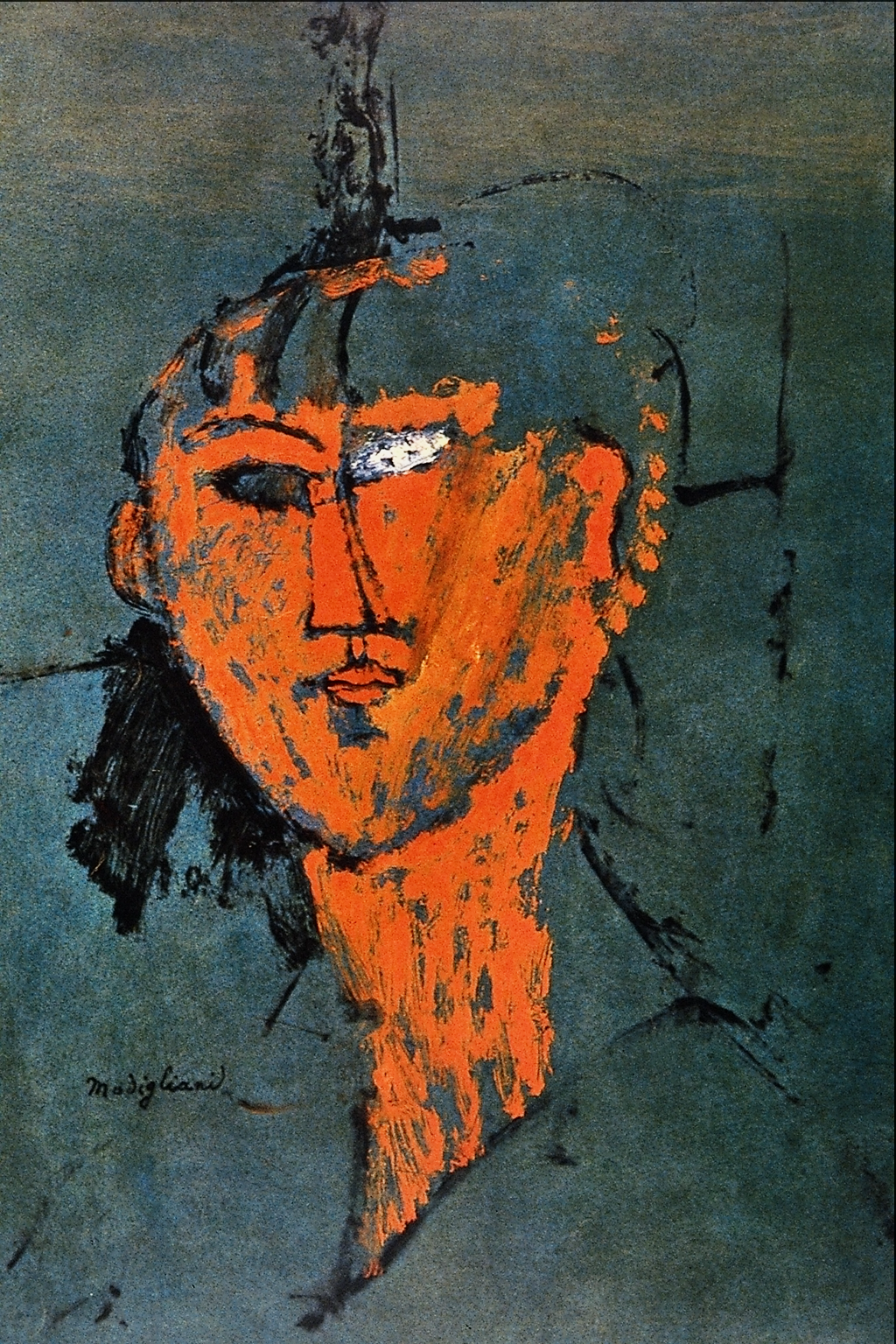
Модільяні, Жіночий портрет, 1915
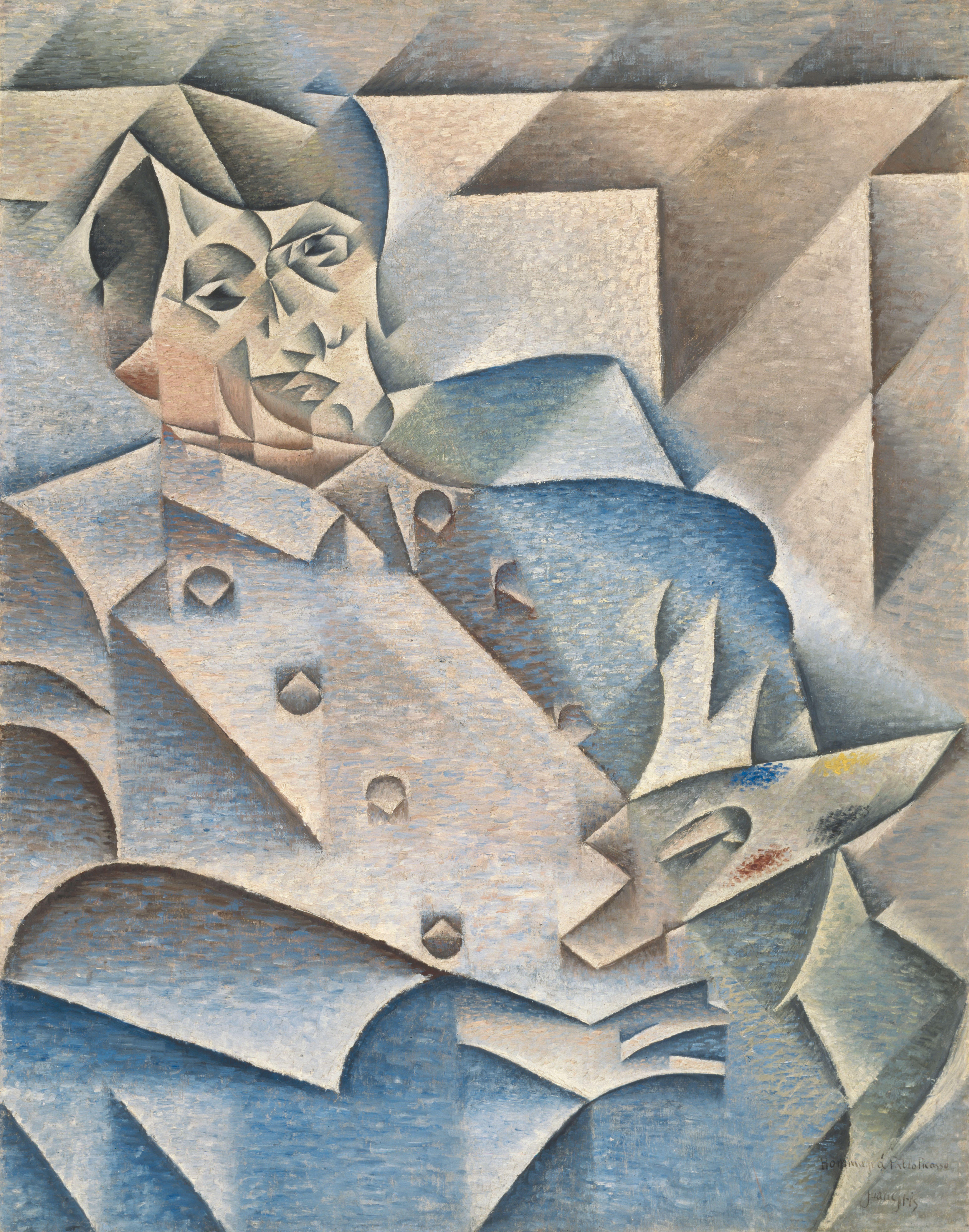
Хуан Гріс, портрет Пікассо, 1912
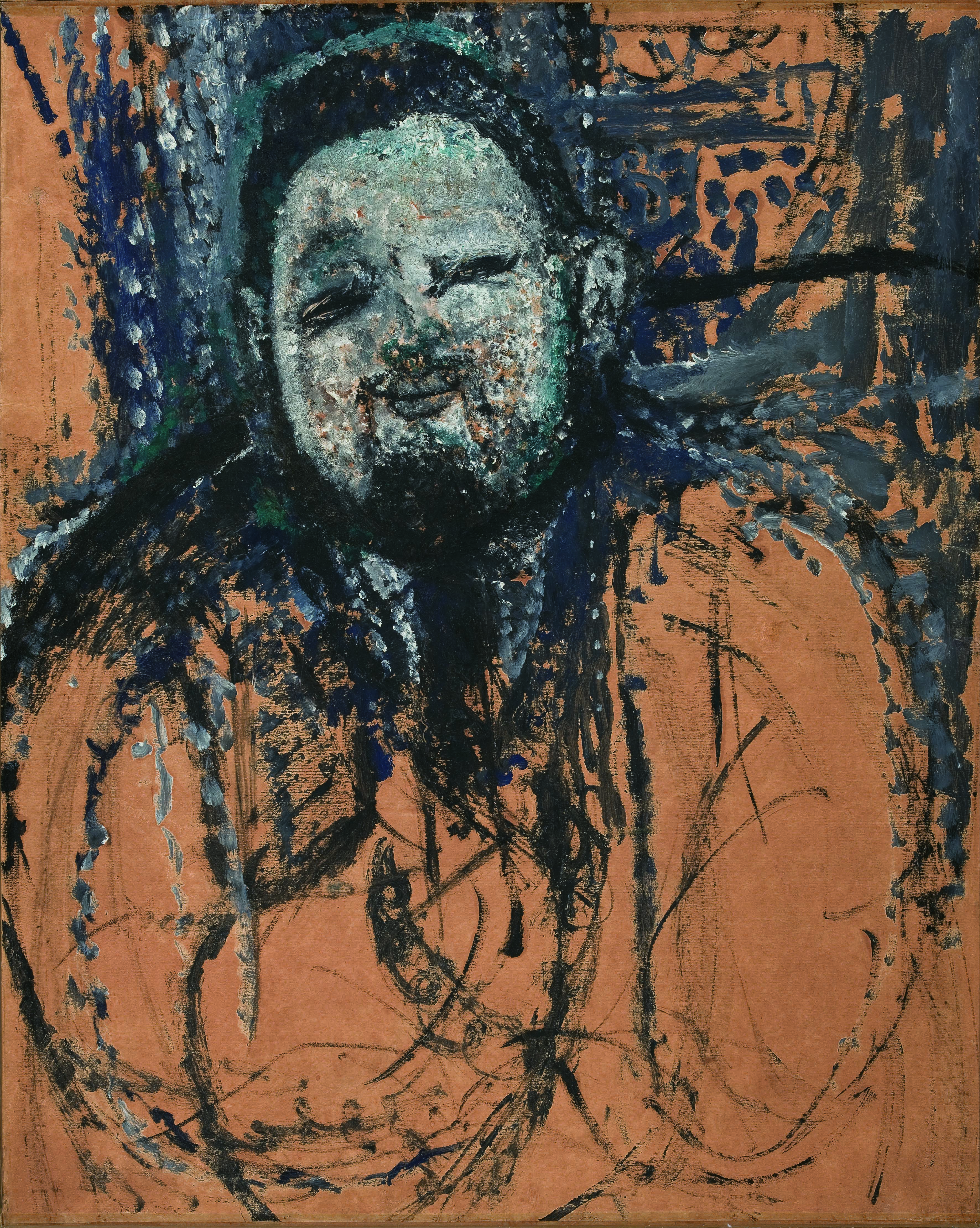
Модільяні, портрет Дієго Рівера